# Samsung Galaxy
Samsung Galaxy（サムスン ギャラクシー）は、韓国のサムスン電子が展開しているモバイル関連製品のブランド名である。スマートフォン、タブレット、ワイヤレスイヤホン、スマートウォッチなどの製品を展開し、いずれも世界で高いシェアをもつ。

## 製品ラインナップ

### Galaxyスマートフォン / タブレット
Galaxyスマートフォン / タブレットシリーズの製品名は『Samsung Galaxy / Galaxy + カテゴリ + オプション』の3つで構成されている。

#### スマートフォン/タブレットカテゴリ
- S（Super Smart、スーパースマート）[2] - フラッグシップモデル。発売時点で最先端のCPU、GPS、カメラ、認証技術などを搭載し、S Ultraシリーズは世界最高の性能を実現する[3]。
- Note - 大型のディスプレイと内蔵式のペンを搭載し、ペン入力に対応したモデル。性能面はSとほぼ同等で、Sシリーズと並ぶもう一つのフラッグシップとなっている。新たな分野であるファブレット（大画面スマートフォン）を確立させた。8～10インチのタブレットにもNoteを名乗るモデルがあったが、内蔵ペン以外に共通点は少ない S Ultra シリーズに統合された。
- Z - 折りたたみスマートフォン。サブディスプレイと別に、折りたためるディスプレイ「Infinity Flex Display」や独自のヒンジを搭載している[4][5][6]。初代モデルは、Galaxy UNPACKED 2019で発表された。また、Galaxy Noteシリーズ以来、約10年ぶりに誕生したフラグシップシリーズである。
- A - メインミッドレンジシリーズ。近年は新興国のみならず、ほとんどの国で展開。ミッドレンジシリーズは複数存在したが、2019年頃からは主にAが各国で展開されており、ミッドレンジモデルのラインナップもAシリーズに統一・整理する動きがある。JシリーズやOnシリーズ、Feelシリーズなどが廃止され、多くの国でAシリーズを直接展開するようになった。また、2018年頃からフラグシップシリーズよりも先にGalaxy Aに最新技術が採用されることもあり、世界初のクアッドカメラを搭載したGalaxy A9（2018年）、ポップアップ回転式カメラを搭載し、完全全画面を実現したGalaxy A80（2019年）などがある[7]。また、Galaxy A55およびA35 5G（2024年）では、高度セキュリティシステム「Knox Vault」が搭載され、セキュリティ面においてもフラッグシップシリーズに近づいている[8]。Aに続く数値が大きいほど上位モデルであり、次の桁は2019年を0とする発売年を表す[9]。
- M - ミッドレンジシリーズ。主にインドなどで展開する[10][11]、オンライン販売に特化したモデルである[12]。
- Tab - タブレット。性能面はTab Sがフラグシップモデルで、スマートフォンのSとほぼ同等。Tab Aがミッドレンジ（中級）でペンを搭載しないものもある。Tab S3以降はSペンが付属するようになり、ペン入力にも対応した[注 1]。

- Feel - 2017年〜2019年まで日本向けに展開していたミッドレンジモデル。2019年は新製品の発表はなく、Galaxy Jなどと同様に事実上Galaxy Aへ統合された。
- W - 中国限定のフラグシップモデル。中国電信とGalaxyの提携事業による「心系天下」ブランドで展開する。Androidを搭載したフィーチャーフォン型端末や、Galaxy Fold 5Gの心系天下版であるGalaxy W20 5Gなどがある[注 2]。
- J - ミッドレンジモデル。もともとは日本向けシリーズとして始まり、日本においては、SC-02F等日本市場向けの意味で使われていた。日本での展開がなくなってからも、ミッドレンジモデルとして様々な新興国で広く展開していたが、2019年にAシリーズに統合された。
- E / C - ミッドレンジモデル。新興国などで展開。Cは主に中国向け。両方ともすでに廃止となっている。
- Folder - テンキー搭載の二つ折りモデル[注 3]。

#### オプション
- Ultra - 画面サイズを+より更に大きく、メインカメラやインカメラの機能拡充・性能底上げなど何らかの機能を追加したもの（例：Galaxy S22 ultra）。
- + / Plus / Pro - 画面サイズを一回り大きくしたもの（例：Galaxy S6 edge+）やメインカメラの機能拡充・性能底上げなど何らかの機能を追加したもの（例：Galaxy S9+）。または既存モデルの改良機種（例：Galaxy S2 Plus, Galaxy J3 Pro）。現在は、「+」が多く用いられ、「Plus」は使用されない。
- e - 廉価版モデル。S10eなど[13]。
- s - 基本性能をブラッシュアップしたもの。A10sなど。
- Lite - ディスプレイ品質などはフラグシップモデルよりも低いが、カメラ性能などは底上げされている[14][15]。S10 Liteなど。現時点では、SシリーズとNoteシリーズのオプションモデルとしてリリースされているが、発売国が限られており、性能面でもハイエンドとミドルレンジの間のような位置付けとなっている[16][17]。
- 5G - 次世代の通信規格「第5世代移動通信システム」に対応（※一部の国のキャリアのみ販売）。
- edge - 曲面ディスプレイ搭載モデル。
- Neo - 既存モデル（主にハイエンドモデル）の本体サイズやデザインはそのままに、若干スペックダウンさせ、その分価格を抑えたモデル（例：Galaxy Note 3 Neo）。
- Active - 既存モデルに防水・防塵性能とMIL規格（MIL-STD-810G）準拠の耐衝撃性能などを備えたモデル（例：Galaxy S5 Active）。
- FE - Fan Editionの略。ハイエンド機の性能・デザイン等を手が届きやすい価格に押さえ込んだモデル（例：Galaxy S23 FE、Galaxy Tab 9FE+）。

### Galaxy Wearable
Galaxy Wearable（ギャラクシーウェアラブル）は、Galaxyのウェアラブル端末のシリーズである。主な製品は、スマートウォッチ、ワイヤレスイヤホンなど。
2018年8月9日に開催された「Galaxy UNPACKED 2018」でGearブランドではなく、携帯電話端末と同じGalaxyブランドで展開することが正式に発表された。

#### ウェアラブル製品カテゴリ
- Watch - Galaxyのスマートウォッチシリーズ。Galaxy Watchなどがあり、旧GearシリーズではGear S3などが同様のものに該当する。
- Watch Active - Galaxyのスマートウォッチシリーズとして存在するが、フィットネスの機能が強化されている。旧GearシリーズではGear Sportsなどが同様のものに該当する。
- Fit - Galaxyのフィットネストラッカー。廉価版モデルとして「Fit e」も存在する。旧GearシリーズではGear Fit2などが同様のものに該当する。
- Buds - Galaxyのワイヤレスイヤホン。旧GearシリーズではGear IconXなどが同様のものに該当する。

## 機能・仕様

### 主な機能

#### ディスプレイ
マルチタッチスクリーンによって外部入力装置（キーボードやマウス、スタイラスペンなど）を用いなくても指を使用することで操作できる。主な操作はタップ（指で軽くたたく操作）、フリック（指ではじく操作）、ピンチ（指で軽くつまむような操作）の3つである。Galaxyシリーズのスマートフォンは初代から有機ELのディスプレイを採用しており、ハイエンドモデルで一度も液晶を使用したことがない数少ないシリーズである。画面輝度やブルーライトへの対処など代を重ねるごとに進化してきている。また、有機ELのブランド名は長らく「Super AMOLED」だったが、Galaxy S10シリーズでは新たにピーク輝度の向上やHDR10+規格、DCI-P3カバー率100%に対応した「Dynamic AMOLED」となっている。その他、Galaxy S8シリーズからは「Infinity Display」と付名された全画面ディスプレイを採用しており、年々進化している。Galaxy S10シリーズでは「Infinity O Display」というディスプレイの右上にサブカメラがくり抜かれた（パンチホールカメラ）デザインとなっている。他にも、ディスプレイ上に切り欠き（ノッチ）がある「Infinity U Display」と「Infinity V Display」や、ポップアップ回転式カメラなどを使用することで完全全画面を実現した「New Infinity Display」がGalaxy Aシリーズなどで採用されている。また、Galaxy Foldでは折りたためる有機ELディスプレイ「Infinity Flex Display」が採用されている。

#### 無線接続
無線LAN（Wi-Fi）、無線WAN（4G LTE、5Gなど）、無線PAN（Bluetooth）などが利用できる。NFC等を利用した電子決済なども使用可能である。

#### 有線接続
Galaxy S8シリーズからすべてのフラグシップシリーズとほとんどのミッドレンジシリーズにおいてUSB Type-Cが採用された。これにより高速な接続や端子の表裏がなく、シームレスに接続できるという利点が生まれた。また、iPhoneやXperiaなど主要なスマートフォンが3.5mmイヤホンジャックを廃止する動きがある中でもフラグシップシリーズでは2019年のGalaxy S10シリーズまでは搭載し続けたが、Galaxy Note10で廃止された。

#### 音声通話とビデオ電話、連絡先
基本的な音声電話とビデオ通話は純正アプリの「ダイヤル」などから行える。「ダイヤル」では基本的な機能として連絡先管理とキーパッドを利用した発信ができる。また、スポット機能を利用すると付近の店舗などとすぐに連絡を取り合うことができる。また、「ダイヤル」以外に「連絡先」という純正アプリも存在する。こちらはより連絡先管理に特化したものである。その他、留守番電話サービスの利用には携帯電話キャリアのサービスの契約を行っている必要がある。また、通話やビデオ通話はLINE通話やGoogle Duo、Skypeなどのサードパーティー製アプリ・サービスを使用することもできる。

#### SMS（ショートメッセージサービス）
SMSの送受信にはGalaxy純正の「メッセージ」アプリまたはプリインストールされている携帯電話キャリア3社が合同で提供する「+メッセージ」などが使える（+メッセージはRCS対応。） また、Googleが提供する「メッセージ」などサードパーティー製アプリを使用することも可能。

#### インターネット
標準搭載となっているGalaxy純正アプリである「Samsungブラウザ」はChromiumをベースとしたインターネットブラウザである。2015年からはGoogle Playストアでのインストールができるようになり、最近ではTizenOSを搭載するGalaxyのスマートウォッチでも使用可能になった。ナイトモードや広告ブロック機能などが使える。また、他社製Androidスマートフォンと同じようにGoogle製のChromeもプリインストールされている。その他サードパーティー製ブラウザアプリの利用も可能。

#### メール（MMS）
国内版でプリインストールされているのは携帯電話キャリア製のメールアプリとGmailである。その他Galaxy純正の「Eメール」アプリで複数のメールアドレスを一括管理できる。

#### 写真/動画撮影
プリインストールされている写真撮影アプリはGalaxy純正の「カメラ」アプリである。モードの数は機種によって異なるが、約10個程度用意されている。One UIの導入に際し、横にスライドしてモードの切り替えるUIになった。保存先には内部ストレージのほかに外部SDカードを選択することができる。撮影はアプリ上に配置された撮影ボタンや音量調節キーのほか、フローティング撮影ボタンを使用したり自分の声（音声）や手のひらを向けることで撮影したりする機能もある。また、プロモードを使用すると、ISO感度、F値、ホワイトバランスなどの細部の調整が可能になる。
最近の機種ではデュアルアパチャー（可変絞りレンズ）を用いた写真撮影、動画の4K撮影やHDR（ハイダイナミックレンジ）の最新規格HDR10+やスーパー手ブレ補正機能、スーパースローモーション機能などを利用した動画撮影、ライブフォーカス機能を使用した背景ボケ写真の撮影、光学ズームや超広角画角などでの写真撮影、ナイトモードやナイトハイパーラプス撮影などが可能である。その他、インカメラ、アウトカメラ両方でAR Emojiが利用でき、自分の顔に似たアバターやディズニーキャラクターのアバターを使用して写真や動画を撮影したり、スタンプにしてGIFとしてSNSなどに投稿したりできる。

#### 画像/動画の鑑賞・管理・編集
カメラで撮影した写真や各所からダウンロードした画像、スクリーンショットした画像などさまざまな画像・動画はプリインストールされているGalaxy純正の「ギャラリー」アプリでみることができる。編集機能が使用できるほか、Bixby Visionを利用して画像内の検索を行うことができる。また、写真の自動解析によって写真を用いたストーリーやコラージュの自動作成ができる機能もある。動画は「ビデオ」アプリでの管理も可能。編集機能を使用すると、比率の変更やサイズ変更、なげなわ機能を使用した切り取りやエフェクトの実装、スタンプやテキストの挿入、様々なペンを使用したイラストの挿入、さまざまなタイプのモザイクの追加、明るさや露出、コントラスト、彩度、色合い、ホワイトバランスの調整などができる。
One UI導入以前、編集アプリは「フォトエディタープロ」や「ムービーメーカー」など別に純正で用意されていたが、One UI導入後は統合及び廃止されている。Galaxy S20シリーズでは、簡単に画像クロップができるQuick Cropや、自分で好きなフィルターを作れるCustom Filterなどの機能が追加された。

#### 地図
プリインストールされているGoogle Mapsを使用するのが一般的であるが、サードパーティー製アプリの使用ももちろん可能である。

#### 音楽・音響
プリインストールされているSamsung純正の音楽管理アプリ「Samsung Music」では端末内の音楽データの管理ができ、アーティストやアルバム別のタブがある。また、イコライザー機能を使って音質などを好みに変更することができる。ほかにも、Spotifyとの連携もできる。その他、Galaxy S9シリーズ以降のハイエンドモデルはDolby Atmosに対応している。なお、ハイエンドモデルではGalaxy S10シリーズまで3.5mmイヤホンジャックがあり、対応したイヤホンを使用することができる。フラグシップシリーズのスマートフォン製品に付属する有線イヤホンは、Galaxy S8からAKGチューニングのものとなっている。その他、ワイヤレスイヤホンであるGalaxy BudsもAKGチューニングとなっている。

#### 録音
プリインストールされているGalaxy純正の録音アプリ「ボイスレコーダー」では、標準、インタビュー、音声-テキスト変換の3つのモードから録音ができる。録音品質は256kbps・48kHzまでに対応する。

#### バッテリー
Galaxyスマートフォンのバッテリー容量はスマートフォンの高機能化に伴い、年々増加している。Galaxy純正の「デバイスケア」アプリでバッテリーの使用量や使用状況、パワーモードの変更などが行える。また、Galaxy S10シリーズでは「ワイヤレスパワーシェア」機能が搭載され、他のワイヤレス充電対応デバイスに給電することができる。

#### ヘルスケア・健康管理
プリインストールされている健康管理アプリはGalaxy純正の「Samsung Health」である。歩数、心拍数などの計測や記録のほか、食事や体重、各スポーツに合わせたトレーニングの記録などもできる。Galaxyのスマートデバイス、サードパーティー製アプリや他社製の健康デバイスとも連携する。

#### 電子決済
Samsung Payに対応しており、NFCを用いたクレジットカード決済が利用できる。米国、韓国、中国、台湾、シンガポール、タイ、マレーシア、ロシア、イギリス、イタリア、フランスなど様々な国で利用できる。日本では2025年2月25日にサービスを開始した。
日本向けの端末はFeliCa、おサイフケータイに対応しているものが多く、様々なクレジットカードや交通系ICカード、ポイントカードなどと提携しているGoogle Payなどが使用可能である。

#### 文字入力
純正のSamsungキーボードが標準搭載であるが、サードパーティ製のものも、もちろん利用可能である。また、Galaxyスマートフォンでは、絵文字の取り扱いが国や携帯電話キャリアによって異なり、Samsung製の絵文字が標準となっている国と、Google製の絵文字が標準となっている国がある。
日本向けの端末では、基本的にはGoogle製の絵文字を利用するが、携帯電話キャリアが製作した絵文字がGoogle製絵文字に混じって表示される場合もある。

#### ホーム画面
アプリケーションはホーム画面及びアプリ画面に表示される。ホーム画面は壁紙、グリッドの変更などが可能。また、ウィジェットの貼り付けも可能。ホーム画面の壁紙は自分の写真を利用するか、専用のものをダウンロードして使用する（ロック画面では、15秒以内の動画も設定可能である）。専用の壁紙・テーマのダウンロード元として一般的なのは純正テーマストアの「Galaxy Themes」でのダウンロードである。壁紙以外にも端末全体のテーマやアプリアイコンなどが購入・ダウンロードできる。サードパーティー製ホームアプリももちろん利用可能。

#### センサー
Galaxyスマートフォンには主に、指紋認証センサー、加速度センサー、近接センサー、気圧センサー、ジャイロセンサー、ホールセンサー、RGBライトセンサー、ホームボタン感圧センサー、心拍数（血圧）センサーなどが搭載されている。（機種によって搭載していないものもある。）

#### セキュリティと生体認証
端末はAndroidの標準セキュリティシステムとGalaxy独自のKnoxシステムによって保護される。画面ロックにはパスワード、PIN、パターンのほか、生体認証が使用できる。主にGalaxy S7 edgeまでのハイエンドシリーズは指紋認証のみの対応だったが、Galaxy S8シリーズから顔認証、虹彩認証も使用できるようになった。Galaxy S10シリーズでは虹彩認証を廃止し、顔認証と指紋認証のみとなったが、画面内に超音波式指紋認証センサーを内蔵することによって画面上での指紋認証が可能になった。

#### アクセシビリティ機能
Galaxyには複数のアクセシビリティ機能がある。
- 音声アシスタント

端末側が音声フィードバックを提供し、視覚障害のあるユーザーを支援する。
- ハイコントラストテーマ

読みやすく、視認性を高めるために、暗い背景に明るい色のコンテンツのテーマを使用することができる。
- ハイコントラストフォント

画面上のフォントの色や輪郭を調整し、テキストと背景のコントラストを高めることができる。
- ハイコントラストキーボード

さまざまな高コントラストキーボードオプションが利用できる。これにより、Galaxy標準キーボードのサイズが大きくなり、キーの色が変更され、テキストと背景のコントラストが高まる。
- ボタン形状の表示

テキストだけで表示されるボタンについて、輪郭を表示することで視認性を高めることができる。
- ネガポジ反転

画面の色を反転させることで、視認性を高めることができる。
- 色の調整

画面の色設定を「グレースケール」、「第一色弱(赤緑)」、「第二色弱(緑赤)」、「第三色弱(青黄)」、「カスタマイズカラー」から選択することができる。彩度の変更も可能。
- カラーレンズ

白背景での視認性の低下を改善するため、画面全体に色フィルターをかけることができる。さまざまな色を選択でき、不透明度も調整できる。
- ルーペウィンドウ

ONにすると、画面上のコンテンツが簡単に拡大できるようになる。
- フォントサイズとスタイル

フォントのサイズやスタイルの変更が可能。
- スクリーンズーム

画面上のアイテム（要素）の大きさを調整できる。
- ルーペのウィジェット

ルーペウィジェットでは、デジタルズーム、カラーオプション、カメラを使用したキャプチャなどが利用できる。
- 音を検出して通知

赤ちゃんの泣き声やドアチャイムの音を検出すると、視覚的なポップアップとバイブレーションで通知する。
- すべてのサウンドをミュート

ONにすると、スマートフォンのすべての音がミュートになる。
- 補聴器のサポート

補聴器を利用して、聞こえにくさや音質を改善する。ほとんどのGalaxyデバイスが対応しているM3/T3の規格を使用する。
- 左右のサウンドバランス

聴覚の好みに合わせ、左右のサウンドバランスを調整できる。
- モノラルオーディオ

ステレオサウンドをモノラルに統合することができる。単一のイヤホンがより便利な場合や、聴覚の好みに合わせる場合に使用。
- 音声読みあげ

ボイスレコーダーでは、録音した音声をテキストに変換し、読みあげることができる。
- ユニバーサルスイッチ

外部スイッチを接続したり、画面をタップしたり、頭の動きと顔のジェスチャーを使用することで、タッチスクリーンを制御・操作することができる。
- アシスタントメニュー

アプリ、機能、および設定にアクセスするための補助的なショートカットアイコンを表示することができる。アイコンの補助メニューをタップすると、簡単にスマートフォンを操作することができる。
- 入力操作制御

自動回転、通知ブロックなどの機能を制御できるほか、画面上の任意の領域を選択してタッチ操作をブロックすることができる。
- タップの認識時間

入力操作がタップとして認識されるまでの時間を調整することができる。これにより、意図しないタップ操作の間違いを減らすことができる。
- 繰り返しのタッチを無効化

繰り返しのタッチを無効化することで、最初のタッチ後の期間中に繰り返されるタッチを無視する時間を設定することができる。
- 通話の応答と終了

通話の応答と終了を物理キーで行うことができる。
- 簡単な画面オン

スマートフォン上部に手をかざすことで画面をオンにすることができる。
- フラッシュ通知

カメラのフラッシュを利用して、通知を受信した際やアラームがなっているときに点滅して通知することができる。
- 通知リマインダー

事前に設定した間隔でチェックしていない通知をアラートするようにデバイスを設定することができる。
- 音声ラベル

NFCタグを使用して、ラベルを添付することにより、類似した形状のオブジェクトを区別できる。音声録音を録音してNFCタグに割り当てることで、スマートフォンをNFCタグの近くに置くと音声録音が再生される。
- アクセシビリティ設定をリセット

他の設定に影響なく、アクセシビリティ設定のみをリセットすることができる。

#### AIアシスタント
プリインストールされているAIアシスタントアプリケーション及びサービスはGalaxy純正の「Bixby」とGoogle社製の「Googleアシスタント」の2つである。主に画面内検索（GoogleレンズやBixby Visionを使用）や音声による検索、端末のコントロール、外部機器の操作、雑談などが行える。

#### 外部アプリのインストール
外部のアプリケーションをダウンロードすることで、機能の拡充などが行える。設定内で許可すれば提供元不明のアプリケーションも導入できるが、Googleの「Google Play」やGalaxy純正ストアの「Galaxy Store」を使用するのが一般的である。

#### 移行サービス
Galaxyスマートフォンにおける移行サービスとして純正の「Smart Switch」が用意されている。他のAndroid搭載スマートフォン、iOS搭載のiPhone、Windows搭載スマートフォンなどからアプリデータ、写真、音楽、設定など様々な内容を引き継げる。

## オペレーティングシステム

### Galaxyに採用されているOS

#### Android
GalaxyスマートフォンやGalaxyタブレットはGoogleのAndroidを独自にカスタマイズした「One UI」を採用している。アップデートを迅速に行うGoogle主導のプロジェクト「Project Treble」には参加していないが、発売から2年〜3年間ほどのアップデートがなされている。
2021年2月には、2019年以降に発売されたGalaxy製品には最低4年間のセキュリティアップデートを提供すると発表した。
また、2024年からのSシリーズ等のハイエンドモデルには7年間のOSアップデートが約束されている。

#### Tizen
Galaxyのスマートウォッチ製品は、LiMo Foundation、Linux Foundation、Samsungが主導するTizenプロジェクトによるOS「Tizen」が採用されている。スマートウォッチの中では、Wear OS by Googleを採用していない希少なシリーズである。アプリストアは、Galaxy純正の「Galaxy Store」が利用でき、Google Playは利用できない。
2021年5月、Googleが ｢Google I/O 2021｣ の基調講演内でWear OS by Googleの新バージョンにあたるWear OS 3.0を発表し、同時にTizenとの統合も発表された。2021年8月に発表されたGalaxy Watch4およびGalaxy Watch4 ClassicにはOSにWear OS 3.0が採用され、アプリストアとして従来の「Galaxy Store」ではなくGoogle Playが利用できるようになった。

#### Windows
Galaxyのパーソナルコンピュータ製品は、MicrosoftのWindowsを採用している。2019年8月には、Microsoftとの直接的な提携が発表され、GalaxyスマートフォンやGalaxyタブレットとWindowsパソコンの連携をより利便性の高いものにしていくことが発表され、Galaxyスマートフォンに「Windowsにリンク」機能が標準実装された。

### One UI
One UIはGalaxy向けに開発されたユーザーインターフェイス（UI）である。GalaxyのAndroid採用製品とTizen採用製品であるスマートフォン、タブレット、スマートウォッチのUIを構築する。SDC 2018で初めて発表された。これまでTouchWizもしくはGalaxy ExperienceとしてUIシステムが構築されてきたが、Android 9 PieよりOne UIとなった。

#### One UI (One UI 1.0、1.1、1.5)
2018年に発表され、2019年モデルから新たに導入されたOne UIでは、近年のディスプレイ縦長化に伴って画面下部に操作部分を集約することに最も重きを置いている。また、角ばったデザインが特徴的であった先代のGalaxy Experienceよりも丸みを帯びたデザインとなっている。
純正アプリアイコンの刷新
純正アプリアイコンはこれまで線をモチーフにしたデザインになっていたが、すべて刷新される。
ナイトモードの実装
コントロールパネルや純正アプリの背景色を白から黒に変更するモードが実装される。
純正アプリのインターフェイス変更
より直感的な操作ができるように、画面を表示領域と操作領域に分けることでスマホの大画面化が進む中でも指を動かす範囲をなるべく少なく済むよう設計されている。具体的には、主な操作部分やダイアログが下部に表示される。
一部アプリの統合・廃止
One UIの導入に伴い、純正楽曲制作アプリ「サウンドキャンプ」や純正映像編集アプリ「ムービーメーカー」、描画アプリ「アートキャンバス」などの一部純正アプリが統合または廃止された。

#### One UI 2
One UI 2は、SDC 2019で正式発表された。One UI 2では、Android 10に準じた追加機能などがあるほか、大幅にUIアニメーションが改良されている（※一部の国やキャリアによっては、一部の機能をOSアップデートではないソフトウェアアップデートで提供）。
アニメーションの改善
UIアニメーションが大幅に改善された。
着信通知や音量バーの最小化
着信時のポップアップ通知や音量バーは最小化され、画面に表示中の内容を阻害しにくいようになった。音量バーは、操作時のアニメーションも変更された。（通知の最小化については、設定でオンにする必要がある。）
アクセシビリティ
アクセシビリティに対応したキーボード等の機能を補強。設定項目も一新された。
ダークモードの改善
ナイトモードから名称が変更されたダークモードはディスプレイ上の画像、テキスト、色の明るさを細かく調整するようになった。また、Android 10に準じてダークモードの対象がサードパーティ製アプリにまで拡大している。
アプリアイコン
アプリアイコンや、SmartThingsのアイコンなどに動くエフェクトが追加された。
(例1:SmartThingsで、スマートフォンと接続されているロボット掃除機を稼働させると、SmartThingsアプリケーション上で表示されているロボット掃除機のアイコンが動き始める。)
(例2:ソフトウェアアップデートを行っている最中は、設定アプリケーションのアイコンの歯車が回転する。)
また、純正アプリアイコンの色が少しビビットに調整されている。
カメラとギャラリー
カメラのUIが大幅変更。モードをスライドで変更する形式に変わりはないが、一部モードを「モード」項に集約。これにより、モードの編集が行いやすくなった。また、インカメラでは、スローモーション、ハイパーラプスなどアウトカメラと同様のモードが使用できるようになっている。その他、ビデオエディターやAR DoodleといったGalaxy Note10シリーズ向けに提供されていた機能が他の端末でも標準で利用可能になる。
スマートロック画面
背景の画像にあわせ、これまでよりも正確に文字の色などを調整するようになった。また、ダイナミックロックスクリーンを利用すると、起動するごとに別の壁紙が表示される。
デジタルウェルビーイング
デジタルウェルビーイングのUIは大幅に改善。円形状のインターフェースからバー形式に変更された。また、Android 10から導入された「フォーカスモード」も搭載している。
デバイスケア・ワイヤレスパワーシェア
デバイスケアのUIは、デジタルウェルビーイングと同じように円形状のインターフェースからバー形式に変更された。バッテリーの項目からは、直接ワイヤレスパワーシェアにアクセスできるようになり、充電される側のデバイスが所定のパーセンテージに達したときに自動的にワイヤレスパワーシェアがオフになる機能などが追加された。
Galaxy Labs
Galaxy Labsを正式サポート。File Guardian、Battery Tracker、Battery Guardian、App Boosterの4つの機能を備える。（APKではAndroid 9 Pieからサポート。）
Daily
Bixby HomeがDailyに置き換わり、ニュースやおすすめなどのカードを表示するようになった。
画面録画機能
画面録画機能が標準で搭載。コントロールパネルからアクセスすることができ、録画しながら画面に描画したり、インカメラの映像を画面録画映像の中に組み込むことができる。
その他
- Android 10から標準導入された「プライバシー」の設定項目を搭載している。
- Edge Lightingのエフェクトの設定画面が一新。新たなエフェクトも追加されている。
- アプリフォルダを開いた際のUIが改善され、Viewing Area（表示領域）とInteraction Area（操作領域）を分けるOne UI特有のデザインを踏襲している。
- 顔認証の精度などが改善されている。
- 壁紙を設定する際、One UI 1.xでは直接Galaxy Themesで設定する仕様だったが、One UI 2では壁紙の設定画面が簡素化された。
- アプリケーションの権限許可ダイヤログは下部に表示されるようになった。
- 画面の分割表示、ポップアップ表示の項目が画面下部に表示されるようになった。
- バッテリーの使用状況が過去7日間表示されるようになった。
- 時計のアラーム、世界時計、タイマー、ストップウォッチの設定項目が統合された。
- すべてのバックグラウンドアプリをクリアにする項目が自動最適化に追加された。
- ホーム画面のフォルダのカラーピッカーが簡素化された。
- 設定画面の「壁紙とテーマ」項目は「壁紙」と「テーマ」にそれぞれ分けられた。また、「プライバシー」、「ロケーション」の項目が追加された。
- Galaxy標準のカレンダーアプリでスタンプが使えるようになった。また、年、月、日付、および時間の選択の簡素化が図られた。
- マイファイルアプリでファイルを削除しても15日間は保存されるという機能が搭載された。（オフにすることも可能。）
- Galaxy標準のキーボードで、長押し→スライドの操作でカーソルを移動できるようになった。
- コントロールパネルに「Media」、「Devices」の項目が追加され、接続しているデバイスやメディアデバイスなどに簡単にアクセスできるようになった。また、コントロールパネルを最大限に広げた際の時計の表示が少し小さくなり、表示できるボタン数が増加している。
- 純正アプリ内などの検索窓などの丸みの大きさが微調整された。

## 補足

### ロゴと表記
以前はすべて大文字のアルファベットで「GALAXY」と書かれたロゴが使用され、表記も「GALAXY」と「Galaxy」が乱立する状態であったが、2015年3月に発表されたGalaxy S6｜S6 edge以降はロゴがより幾何学的なオリジナルフォントを用いたものに変更され、文字も「Galaxy」となっており、正式な表記も「Galaxy」で統一された。
大韓民国では、従前からあったサムスン製携帯電話の韓国ローカルブランドとして、「Anycall」が極初期の間だけ付けられていたため、「Anycall Galaxy」の名称で展開されていた。これは、韓国における移行措置の一環に過ぎないため、すぐに他の国と同じ「Galaxy」の名称に統一された。

### Galaxyの公式体験施設

#### Galaxy Harajuku
東京都渋谷区にあるGalaxyの常設体験型アミューズメント施設。カフェ、ハンズオンコーナー等がある。地上6階、地下1階で構成され、世界最大級の超大型Galaxy体験施設となる。日本で初めてショップ、サポートコーナーが設けられ、端末の修理、購入が可能。また、ファサードのデザインを吉岡徳仁、内装デザインは窪田建築都市研究所が担当している。入場、体験は無料で、カフェでの飲食、製品の購入のみ有料。

#### Galaxy Studio / Showcase
Galaxyのスマートフォンやウェアラブル端末を無料で体験できる。世界各国の主要都市の駅やショッピングセンターなどで開催される。

#### その他
- Experience Store
アメリカ、ヨーロッパ、中国、シンガポールなど世界各国で展開。アメリカではニューヨーク、ヒューストン、ロサンゼルスの3箇所にある。常設の超大型〜大型ストアで、修理なども受け付けている[35][36][37]。
- 837
ニューヨークにある常設の超大型体験施設。アート、ファッション、テクノロジー、スポーツをかつてない方法で組み合わせた施設、とされており、3階の高さにわたる巨大ディスプレイがメインステージに設置されている[38]。
- KX
ロンドンにある常設の超大型体験施設[39]。「It’s not a shop.」をテーマとし、「DoWhatYouCant」を体験できる場所だとされている[40]。
- Digital Plaza
韓国やインドなどで展開する常設の大型〜中型ストア。フラグシップモデルからミッドレンジモデルまで多数の取り扱いがある[41][42]。
- d'light
本社の一部を使用した常設の大規模ショールーム。「d'light Shop」での製品購入も可能。様々な展示・体験型アトラクションがある[43]。
- S/I/M
歴史に触れたり、様々なプログラムが体験できる[44]。

### Galaxyの発表イベント

#### Galaxy UNPACKED
Galaxy Sシリーズ、Galaxy Noteシリーズ、Galaxy Wearableなどは「冬から春」、「夏から秋」の年2回開催されるGalaxy UNPACKEDイベントで発表されることが多い。会場は年によって異なるが、近年ではアメリカでの開催が多くなっている。また、フラグシップモデルの発表であるため、業界の大きな注目が集まる。世界各国から多くのマスメディアやテック系メディアが招待されるほか、一部地域からは抽選で選ばれた「Samsung Members」の数名が招待される。

#### A Galaxy Event
年に数回行われるA Galaxy EventではメインミッドレンジシリーズであるGalaxy Aシリーズが発表される。Galaxy Aシリーズを主に展開する新興国で開催されることが多い。

### Over the Horizon
Over the HorizonはGalaxyのテーマ曲としてGalaxy S2の発売年から制作され、その後はほぼ毎年アレンジが加えられ、公開されている。Over the Horizonは、YouTube上にミュージックビデオが公開されるほか、Galaxyスマートフォンにも発売年ごとのバージョンのものが収録されている。各年のテーマは以下の通りである。制作にあたっては様々なアーティストや楽団、またミュージックビデオ向けの出演者など、多数の人・団体が関与している。「Over the Horizon 2019」ではミュージックビデオに日本人でダイバーの二木あいが出演している。
- 2011年 - Rock
- 2012年 - New Age
- 2013年 - Shmphony Rock
- 2014年 - Shmphony Rock（2013年と同じ）
- 2015年 - Orchestral Pop
- 2016年 - Fusion Jazz
- 2017年 - Crossover
- 2018年 - Nordic Orchestra
- 2019年 - Classical Crossover
- 2020年 - Digital Wellbeing[50]
- 2021年 - Hope and Optimism
- 2022年 - Jazztronica
- 2023年 - Electronic Beat
- 2024年 - Sound from Nature

### ブランドスローガン
GalaxyシリーズのブランドスローガンとしてDoWhatYouCantが掲げられている。ブランドムービーや発表イベントなどでも使用されており、「これまでできなかったことに挑戦する」という意志が込められている。

### デザイン
近年、Galaxyスマートフォンはデザインにも力を入れており、専門部門も持っている。また、デザインに関するストーリーはSamsung Design公式サイトでみることができる。そして、各国のデザイン賞を受賞することもしばしばである。日本でも、近年ではグッドデザイン賞を毎年受賞している。

### セキュリティ
Galaxyスマートフォン、ウェアラブルデバイスのセキュリティにはAndroidまたはTizenの標準セキュリティシステムの他に、Galaxy独自のKnoxシステムが標準で組み込まれている。このシステムは製造段階から組み込まれているため、ユーザーは端末の初回使用時から利用できるほか、電源がオフになっていても機能する。

#### Knoxの基本機能
- ロック解除がなされていない状態では、データを暗号化し、元のデータは復元不可能にする
- 端末へ不正アクセスが行われた場合でもデータを取り出せないよう、すべてのコンポーネントにおいてデータを分離する過程を組み込むことで二重ロックとして機能
- マルウェアなどがカーネルに対して不正なアクセスを試みた場合、ランタイム保護によってリアルタイムでブロック
- ハードウェアの信頼のルート、セキュアブートとトラステッドブート、TIMA、SE for Android、Knoxコンテナなどの多層セキュリティ構造による個人データ保護
- 定期的なカーネルの測定とリアルタイムカーネル保護によって常に脅威となるリクエストをブロック

#### Knoxの認証・認定
Knoxはガートナーのセキュリティ評価において、認証方法、暗号化管理、職場の隔離、脱獄/ルート保護、アプリの監視と制御、安全なリモートアクセス、ポリシー管理、リモートヘルス認証などの複数の観点における調査で「Strong」評価を獲得した（30の項目のうち27つでの獲得） 。また、FIPS 140-2（米国、カナダ）、DISA（アメリカ）、NCSC（英国）、ANSSI（フランス）、CCN（スペイン）、AIVD（オランダ）、NCSA（フィンランド）、ISCCC（中国）、STRK（カザフスタン）といった機関でも認定を受けている（政府認証を含む）。

#### Knoxのアプリケーションでの活用
セキュリティフォルダー、Samsung Pay、S Health、Samsung Pass、SamsungブラウザなどのGalaxy純正アプリケーションでもKnoxによって保護されている。これは、あらゆる設定をしなくてもすべてのユーザーが利用できる。

#### 法人向けKnox
企業やIT管理者向けのKnoxとして、Knox Configure、Knox Mobile Enrollment、Knox Platform for Enterprise、Knox E-FOTA、Knox Manageなどが用意されている。業務用に使用するGalaxyデバイスにおいてのセキュリティを強化したり、詳細な接続設定などができるほか、数千台以上のデバイスのセキュリティ設定を管理することができる。

#### 各業界でのKnoxの活用[61]
- 教育
教室内外で利用するGalaxyデバイスにおいて、生徒のゲームなどへのアクセスをブロックするほか、個人情報を多く含む教育機関における高度なセキュリティを提供する。
- 金融
顧客の金銭的情報などが多く含まれるGalaxyデバイスを保護するほか、ペーパーレスとなることで紙を適切に処理する手間を省くことができる。
- 政府
政府機関において、大量に使用するGalaxyデバイスを一斉に管理したり、強固なセキュリティを使用して各地の投票情報の送信に使用できる。
- 健康
ジムでのワークアウト管理や、病院での個人情報保護やデジタルカルテの管理、遠隔地との端末間での連携などに利用できる。
- 製造業
Knoxでカスタマイズされたセキュリティシステムを搭載したGalaxyスマートフォンを、試乗車などに設置した事例などがある。また、従業員が業務で使用する1000台以上Galaxyデバイスのセキュリティ設定を一括管理したりできる。
- 警察、消防、救急
多くの職員が業務で使用するGalaxyデバイスのセキュリティ設定を一括管理したり、データ保護によって機密情報を職員間で共有しやすくすることができる。
- スポーツ
チームメンバーやチームスタッフ間での情報共有を円滑にしたり、端遠隔地にある端末との連携をスムーズに行える。
- 交通、運送
ドライバーの業務用デバイスとの連携をスムーズにしたり、大量のデバイスのセキュリティ設定を一括管理することができる。また、ドライバーが業務用スマートフォンを紛失した際でも、リモートで捜索したり遠隔管理したりできる。

#### Knox以外のセキュリティシステム
- Android標準セキュリティシステム[62]
- Google Play プロテクト[63]
- Management API

### アクセシビリティ
Galaxyのスマートフォン、スマートウォッチなどの製品では、「誰でもテクノロジーを活用できるように」を目的にさまざまなアクセシビリティ機能が搭載されている。

### 環境への配慮
1992年のSamsung環境宣言により宣言された「Planet First」によりGalaxyでは様々な環境に配慮する取り組みが行われている。特にプラスチックの削減に力を入れており、最新の持続可能性実現策の中で最終的には自社製品のプラスチック包装をすべて撤廃することを目標としている。

#### 外箱・梱包
近年のGalaxyスマートフォン・スマートウォッチ製品などの箱・内部の包装などはほぼすべてが紙で構成されており、プラスチックが一切使用されていないものもある。また、外箱への印刷は、大豆から精製されたインクを使用している。在庫用の梱包においても、発泡スチロールやビニール、接着剤、ネジ、テープなどの利用を削減している。

#### グリーンマークの取得
近年のGalaxyスマートフォンはグリーンマークの製品基準を満たしている。

#### 国連との提携・SDGs関連
2019年、国際連合（国連）とのパートナーシップにより、持続可能な開発目標（The Global GOALS、SDGs）の達成に向けた専用アプリ「Galaxy Global Goals」をリリースしている。このアプリではグローバル目標の統計や進捗状況をフォローしたり、それぞれの目標ごとに広告視聴による寄付、または直接寄付することができる。

#### 純正充電器
Galaxy純正充電器は、2012年に待機電力消費を20mWに削減することに成功。その後、順次製品群全体の充電器にこれを適用した。また、一部に使用済み材料（PCM）を使用して製造。耐熱に関する問題をクリアし、正式に採用された。

#### エコ純正カバー
Galaxy S20+向けにリリースされた「Galaxy S20+ 5G Kvadrat Cover」は、デンマークの高級テキスタイルブランドKvadratと提携し、使用済みペットボトルをリサイクルすることで作られた。2年以上にわたって計画・開発され、最終的にはペットボトルから作られた糸を従来のケースと異なるプロセスを経て製造するものとなった。

#### ストア・公式体験施設
Galaxyの直営体験スペースやストア、一部の外部販売ストア（家電量販店、携帯電話キャリアショップなど）で使用されている製品を紹介するプラスチックパネルのビジュアルマーチャンダイジング（VMD）キットは、従来のカスタムマーチャンダイジングキットのように製品ごとに破棄することなく、商品の説明を簡単に交換できるようにしたことで、プラスチックゴミの削減に繋げている。また、これらのモジュラーキットはペットボトルやコンパクトディスクから再利用された素材を使用している。その他、Experience Storeなどの公式体験施設や公式販売スペースなどで使用されているクルーユニフォームは、除草剤、殺虫剤、化学肥料などの化学処理過程を得ずに作られたコットンを使用している。さらにこの衣服のパッケージについても、破棄されたLDPE（低密度ポリエチレン）からリサイクルされた材料から製造されたポリバッグへの変更を進めている。

### スマートフォンにおける比吸収率
Galaxyスマートフォンにおける比吸収率（人体に吸収される電磁波の量の尺度）は比較的低く抑えられている。Statistaや各携帯電話キャリアが公表しているデータによると、Galaxyスマートフォンの比吸収率（SAR）は他社製スマートフォンよりも低くなっており、特にGalaxy Note8の比吸収率は1キログラムあたり0.17ワットで、最も比吸収率の低いスマートフォンとして知られる。

### 教育での活用
世界の様々な教育機関（特に大学）などでGalaxyスマートフォンが活用されている。また、日本では、2018年に早稲田大学にGalaxy Gear VRを提供・技術サポートを実施した事例などがある。また、国によって詳細は異なるが、学生や教育者への割引プログラムも用意されている。

### エイプリルフール
Galaxy Mobile Japan公式Twitterアカウントは年によって、4月1日のエイプリルフールに合わせたジョークを発表している。
2018年
Galaxy Note8 SAKURA EDITIONを発表。世界の桜スポットと開花状況がわかる機能付きと紹介している。
2019年
Galaxy Note9 令和モデルを発表。この年の天皇の生前退位により、平成に代わる新元号「令和」が4月1日に発表されたのに合わせて発表した。ホーム画面には明治、大正、昭和、平成と各元号が描かれたアプリが配置されており、その時代の名場面が見られると紹介。さらに、Sペンは筆の書き心地を実現したとしている。販売台数は平成の数だけ31台とした。
2020年
新型コロナウイルスの流行による影響で、様々な企業がエイプリルフールの自粛を行ったため、その流れに乗る形となった。

## 市場における状況

### 世界市場
グローバル市場においては、2017年4～6月期に世界スマホ市場でシェア1位を守り、北米市場でもAppleから首位を奪還した。近年ではHuaweiやOPPO、Xiaomiなどの中国メーカーの猛追により徐々にシェアは下落傾向にあるが、いまだ世界1位の座を保持している。

### 日本市場
Galaxyは2013年半ばには日本のスマホ市場で10％を超えるシェアを握っていたが、iPhoneや日本メーカーのスマートフォンに押され2014年は5.6％、2015年は4.3％、2016年は3.4％と下落。順位もApple、ソニー、富士通、シャープに続く5位にとどまっていたが、米調査会社ストラテジー・アナリティクス（SA）は2017年8月8日、2017年4～6月期に日本のスマホ市場で70万台のGalaxyが販売され、8.8％のシェアを記録したと伝えた。また、2017年6月上旬にNTTドコモとauから発売されたフラグシップモデル『Galaxy S8』シリーズが売れ、アップル、ソニーに続くシェア3位につけた 。
2019年には『Galaxy S10』シリーズが人気を集め、4〜6月期にアップルに次ぐ2位となる9.8％のシェアを記録し、約6年ぶりに10%に迫る高水準となった。

### 各国のGalaxyスマートフォンのシェア
- グローバル
21.8%、1位（Statista、2019 Q3）
21%、1位（Counterpoint、2019 Q3）
21.3%、1位（Strategy Analytics、2019 Q3）
21.8%、1位（IDC、2019 Q3）
22.4%、1位（Canalys、2019 Q3）
- 🇯🇵日本
9.8%、2位（Strategy Analytics、2019 Q2）
6.65%、3位（Starcounter、2019.10）
- 🇺🇸アメリカ
26.79%、2位（Statcounter、2019.10）
25%、2位（Counterpoint、2019 Q3）
- 🇨🇳中国
1%、6位（Counterpoint、2019 Q1）
- 🇮🇳インド
22.65%、2位（Statcounter、2019.10）
- 🇫🇷フランス
39.57%、1位（Starcounter、2019.10）
- 🇮🇹イタリア
35.12%、1位（Starcounter、2019.10）
- 🇬🇧イギリス
29.12%、2位（Starcounter、2019.10）
- 🇨🇦カナダ
29.82%、2位（Starcounter、2019.10）
- 🇩🇪ドイツ
42.28%、1位（Starcounter、2019.10）
- 🇦🇺オーストラリア
25.6%、2位（Statcounter、2019.10）
- 🇪🇸スペイン
28.64%、1位（Starcounter、2019.10）
- 🇷🇺ロシア
22.04%、1位（Starcounter、2019.10）
- 🇰🇷韓国
64.58%、1位（Starcounter、2019.10）
- 🇸🇬シンガポール
30.13%、2位（Starcounter、2019.10）
- 🇭🇰香港
24.31%、2位（Starcounter、2019.10）

## 展開体制や市場への姿勢

### 日本におけるスマートフォンの展開体制
日本おいては主に大手キャリア向けにフラグシップモデルを投入しており、2010年にdocomoが国内初のGalaxyとなるGalaxy Sを発売し、2012年にはauもGalaxy S2 WiMAXを発売している。2019年には楽天モバイルでもフラグシップモデルの投入が発表され、2019年12月にはSIMフリー版のGalaxy S10も発売された。また、大手キャリア向けにはAシリーズなどのミッドレンジモデルも投入している（※ソフトバンクでのGalaxyの取り扱いは2015年のみ）。そのほか近年では、MVNOであるUQ mobileやJ:COM MOBILEにもミッドレンジモデルを投入している。その他、一部の家電量販店やECサイトなどでは、わずかに海外版が流通している。

### 日本におけるタブレットの展開体制
近年、日本では数年前まで販売していたタブレット端末の展開を正規販売は行っておらず、一部の家電量販店やECサイトなどでわずかに海外版が流通する程度であったが、2019年、J:COM MOBILEからGalaxy Tab Aが発売されたことで日本におけるタブレット端末の公式販売が約2年ぶりに行われた。しかし、依然Galaxy Tab Sシリーズ等ハイエンドのタブレット端末の販売は行われなかった。
2022年4月7日に「Galaxy Tab S8+」および「Galaxy Tab S8 Ultra」を同年4月21日より日本で販売開始すると発表した。

### 日本におけるウェアラブルデバイスの展開体制
近年では、スマートウォッチやワイヤレスイヤホン、ワイヤレスチャージャー、純正アクセサリーなどを家電量販店やGalaxy Harajuku、主要ECサイトなどで公式販売している。

### 日本における音響機器の展開体制
日本においては、2017年にサムスン電子の傘下となったハーマン・インターナショナルが持つAKGブランドの製品販売を2019年7月29日からGalaxyブランドのもとでGalaxy Harajukuや主要ECサイトの公式オンラインストアで行っている。

### 日本のSIMフリー市場に対する姿勢
2018年までは日本においてSIMフリー端末は出していなかった。サムスン電子ジャパンCEO（当時）の堤浩幸は、ITmediaのインタビューに対して、「きちんとしたタイミング、ニーズが高いタイミングで、しかるべきアクションは取っていきたいと思っています。お客さまの要求にマッチして、SIMフリーによって新しいサービス形態が出てくるなら、喜んで出していきたい。やらないのではなくて、きちんと見極めて、ベストなタイミングで考えていきます」と語っている。
2019年、日本において初となるSIMフリーのGalaxyとして、UQ mobileとJ:COM MOBILEから『Galaxy A30』が発売された（※auからもSIMロックのGalaxy A30は発売されている）。2019年の12月には、楽天モバイルが初めてフラグシップシリーズのSIMフリーモデルとしてGalaxy S10、Galaxy Note10+を発売した。
2022年4月7日、日本国内初のOpen販路(SIMフリー)モデルとなる『Galaxy M23 5G』を同年4月21日に販売開始すると発表した。SIMフリーモデル投入決定の理由についてサムスン電子ジャパン CMOの小林謙一は「SIMフリーモデルに対する声が日本でも高まっていることは弊社でも把握していた」「Mシリーズは2019年に海外で登場した新しいシリーズである。これが出てきたことでキャリアモデルとのバッティングは起きず、日本へのSIMフリー投入の可能性が大きく高まった」と述べている。
2023年7月6日、Galaxy S23 UltraをSamsungオンラインショップ限定で発売開始した。携帯電話キャリアが関係しない、フラッグシップモデルのSIMフリーモデル販売は日本で初めてである。

### ブランド戦略の変遷
日本市場では、2015年3月に発売されたGalaxy S6│S6edge以降のモデルから2022年に発売された製品まで『SAMSUNG』のロゴがなく、 日本における広告、ウェブサイトなどあらゆる面で会社名の表記はほとんどなく、日本ではブランド名である『Galaxy』を全面に出し、『SAMSUNG』という名称の露出を控えていた。
サムスン電子ジャパン株式会社の公式サイトは2013年2月28日までwww.galaxymobile.jpという日本独自のドメインを利用していたが、2023年2月28日12時にグローバルのsamsung.comドメインに復帰した。
Engadgetのインタビューにおいて、メーカー名ではなくGalaxyというブランド名を使う理由はなぜかと問われた際、サムスン電子の副社長であるイ・ヨンヒは、「Galaxyというブランドはグローバルでもポジティブ、革新的、無限の可能性を引き出してくれる、というイメージを持っています。サムスンは数多くの製品を展開していますが、そのメーカー名でスマートフォンの先進性をアピールしようとすると、どうしてもぼやけた印象を与えてしまうため、現在はGalaxyブランドを大々的に展開することに決めたのです」と答えている。
2023年発売の機種より、背面の刻印が「Galaxy」から順次「Samsung」に変更され、起動・終了時画面も一部機種（2020年発売のGalaxy Z Flip 2以降）はアップデート後に「Samsung」ロゴに変更及び一部アプリの名称が変更された（Galaxy （アプリ・サービス名）→Samsung （アプリ・サービス名））。但し、原宿にあるGalaxy Harajukuや一部のドコモショップに併設しているGalaxyリペアコーナーはそのまま名称変更を行わない。
ブランディング戦略の変化について、サムスン電子ジャパンの小林謙一CMOは「コーポレートブランドのサムスンを打ち出していかなければいけない時代が来た」と述べている。街頭調査ではGalaxyユーザーから性能面で高評価が得られる一方、「どこのメーカーかわからない」という声もあり、ロゴ復活により企業の知名度を高めたい考え。

## グローバルモデル

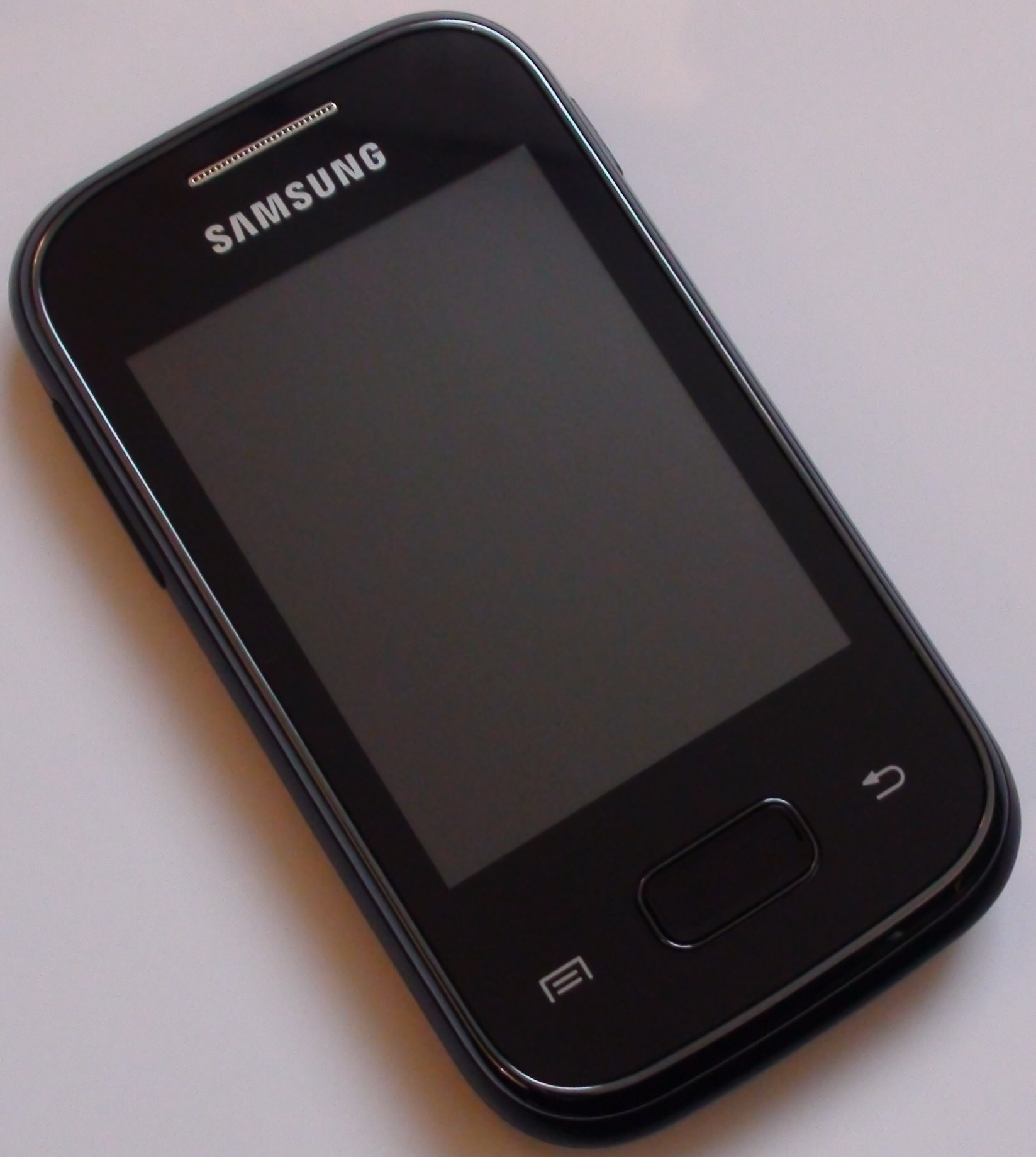
低価格帯で小型のGalaxy Pocket。

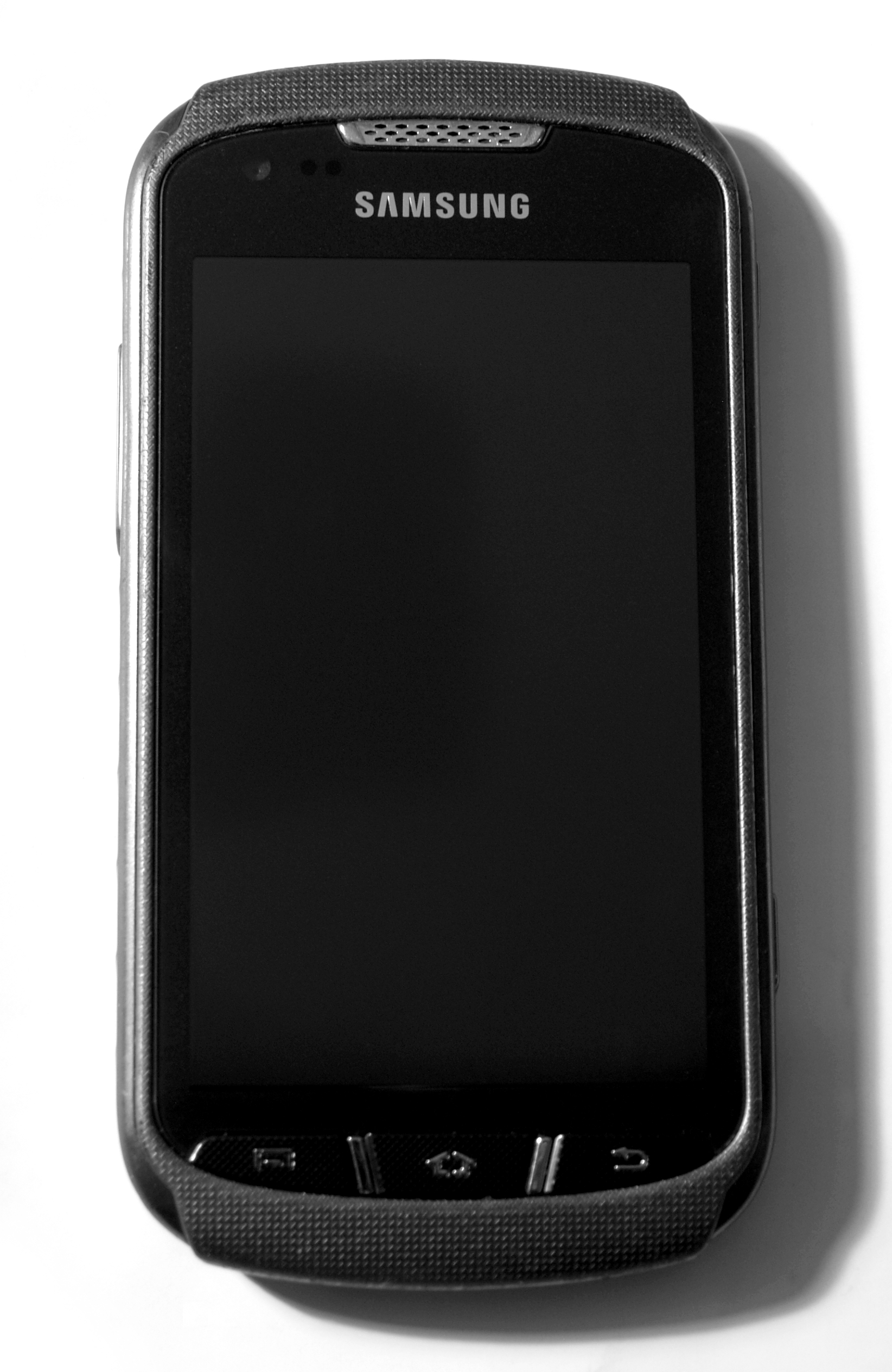
厚い外装で防水防塵に対応させたGalaxy Xcover 2。

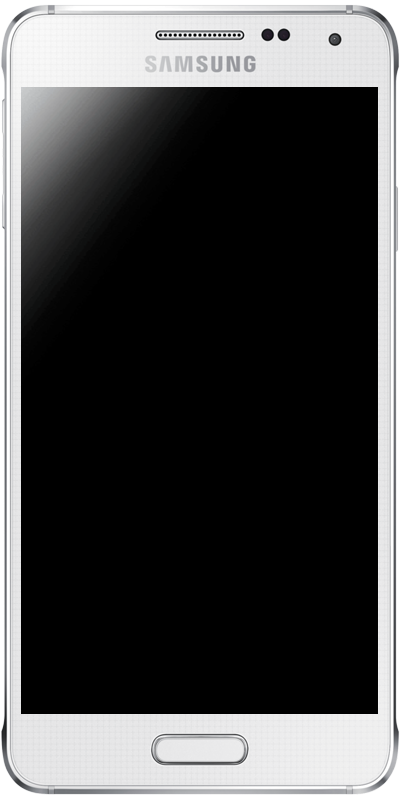
アルミ外装のGalaxy Alpha。

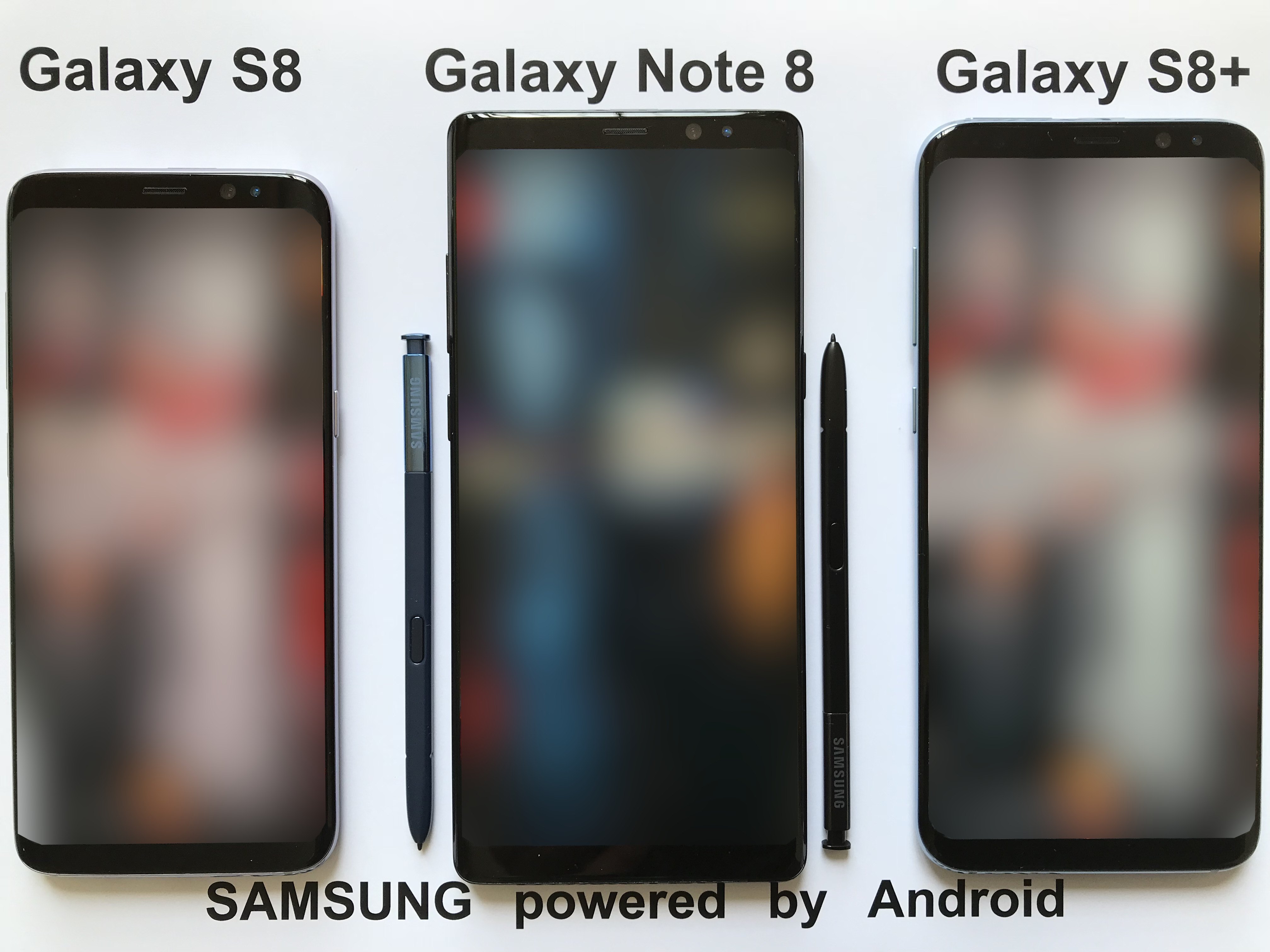
Galaxy S8, Note 8, S8 +（正面）

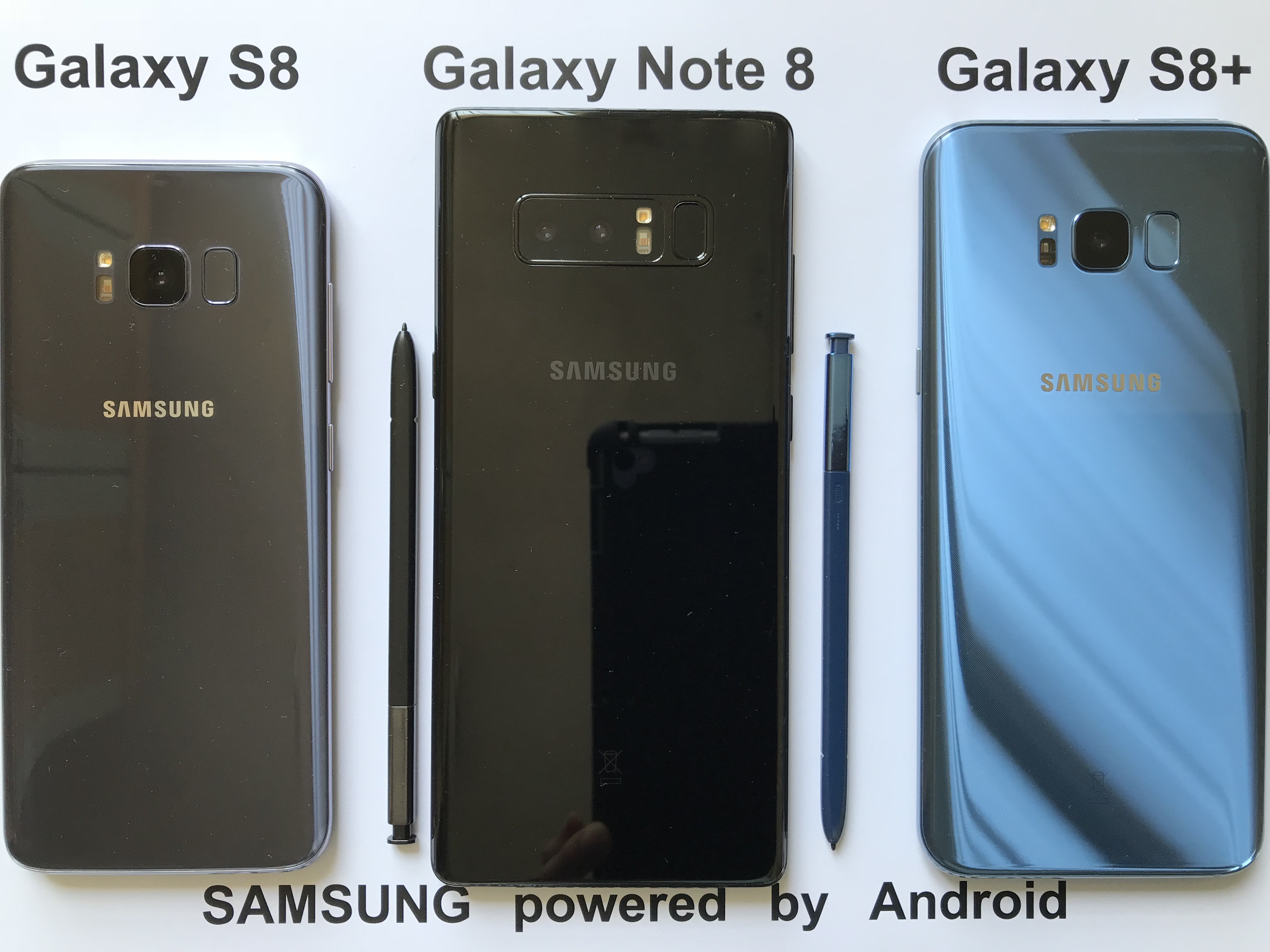
Galaxy S8, Note 8, S8 +（背面）

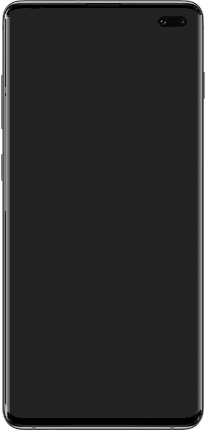
Galaxy S10+の正面

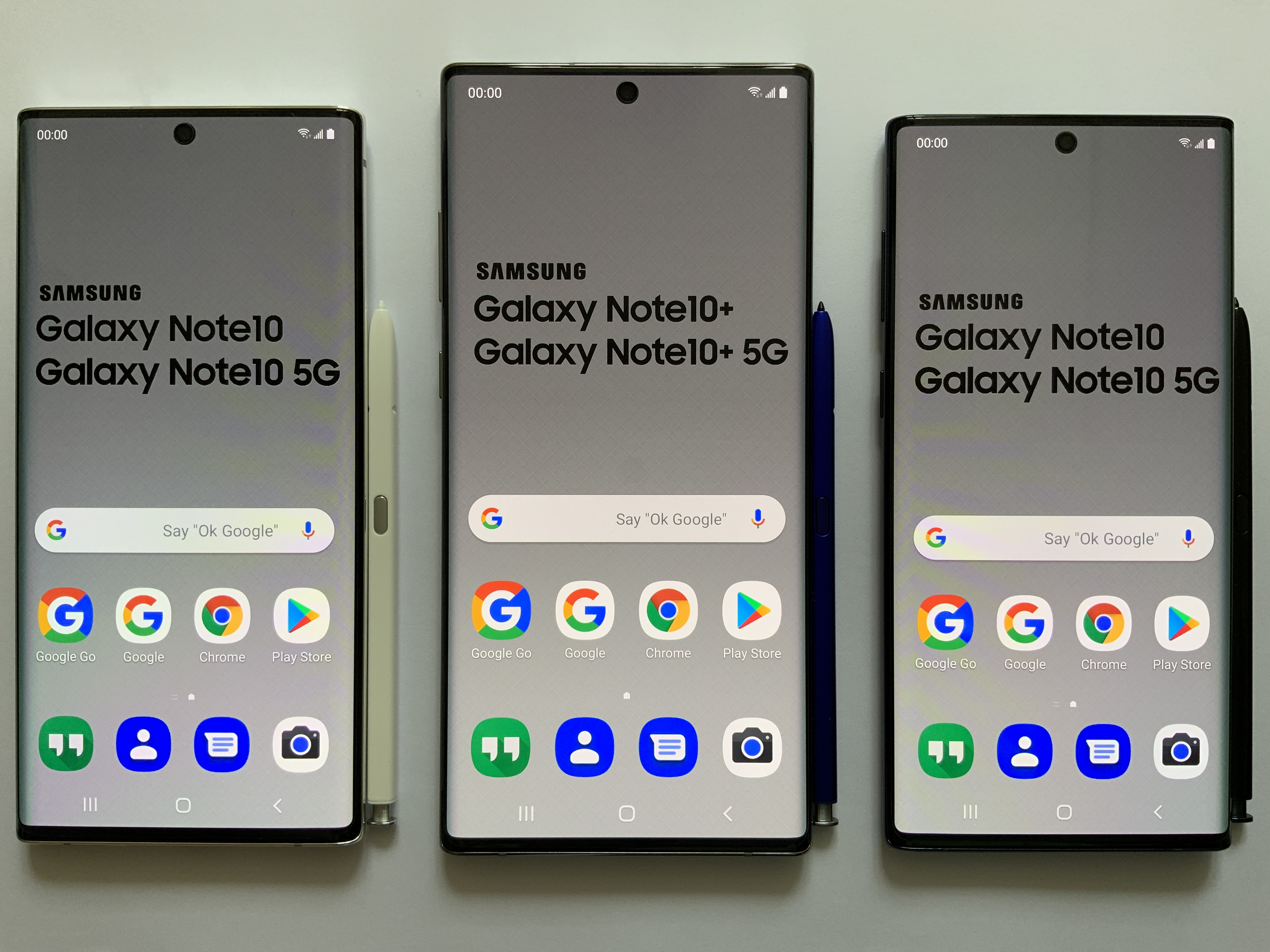
Galaxy Note10、Note10+

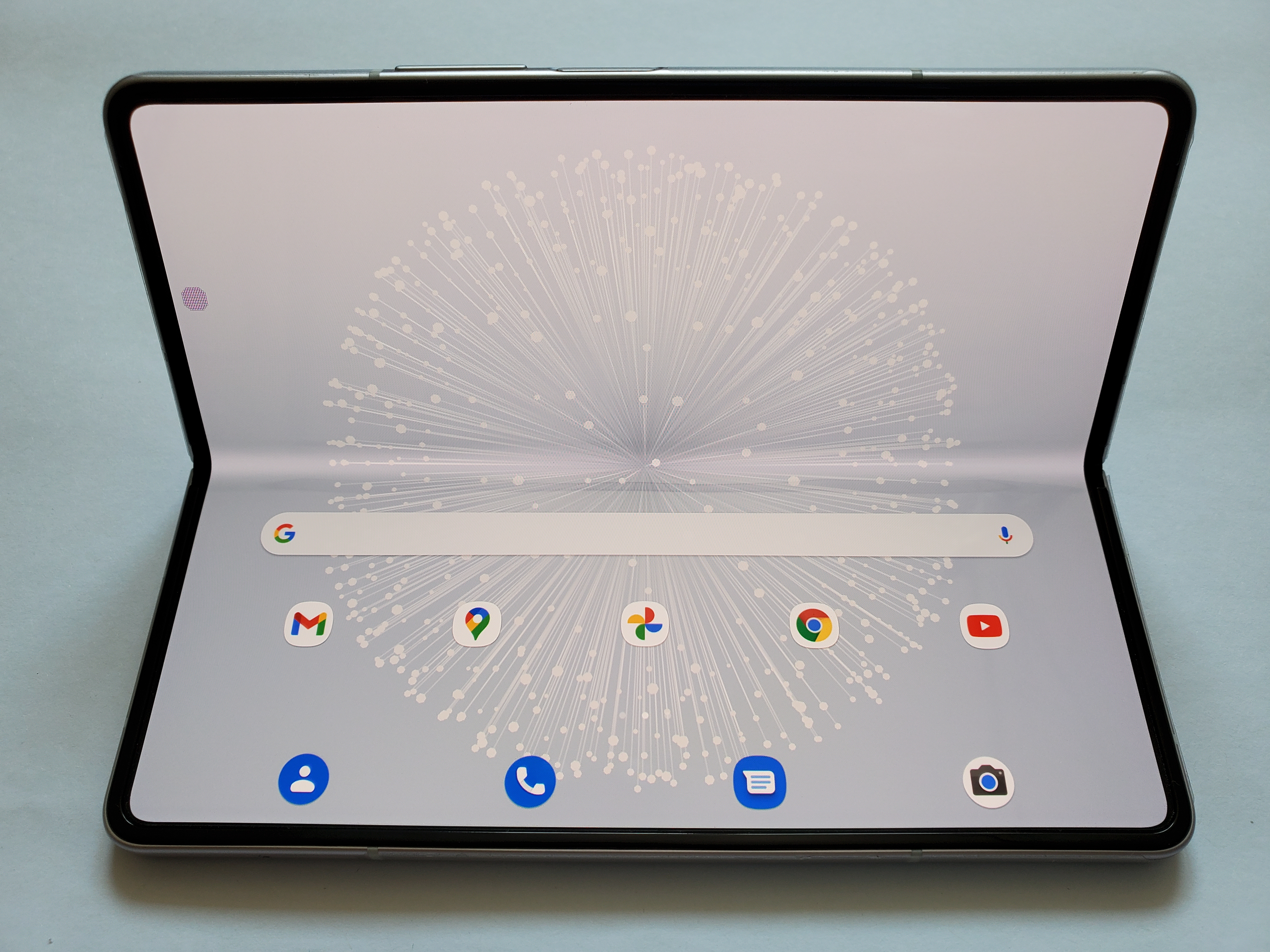
Galaxy Z Fold 5G

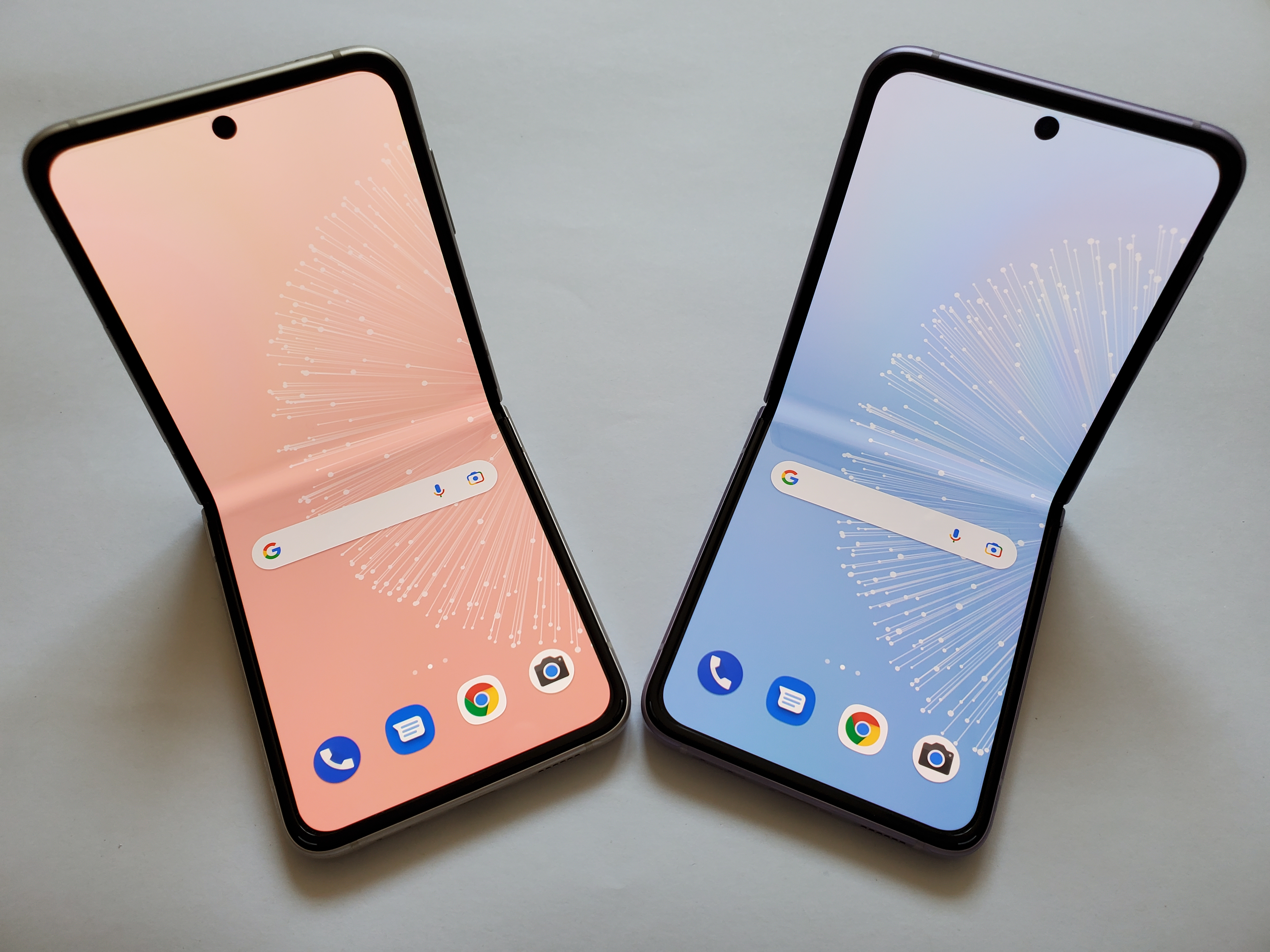
Galaxy Z Flip 5G

世界各国で発売されるグローバルモデルをシリーズごとに記述。なお、初期の頃は「Galaxy」と「GALAXY」という2つの表記が混在していたが、この項での表記はすべて現在の「Galaxy」で統一する。

### スマートフォン

#### Galaxy S シリーズ
Galaxy S（Super Smart）シリーズは、全世界のスマートフォン市場全体において最高クラスの性能をもつGalaxyシリーズのメインフラグシップシリーズである。Ultraと銘打たれた最高峰の機種では、2億画素のカメラの他、スマホの枠を超えた専用機並の仕様を多数備える代わりに、価格は20万円近辺となっている。冬から春のGalaxy UNPACKEDイベントで発表される。
2010
- Galaxy S [6月]

2011
- Galaxy S Hoppin [1月]
- Galaxy SL [2月]
- Galaxy S2 [5月]

2012
- Galaxy S2 WiMAX [1月]
- Galaxy S Advance [4月]
- Galaxy S3 [5月]
- Galaxy S Duos [9月]
- Galaxy S3 Progre [11月]
- Galaxy S3 Mini [11月]
- Galaxy S Glide [11月]
- Galaxy S3 α [12月]

2013
- Galaxy S2 Plus [2月]
- Galaxy S4 [4月]
- Galaxy S4 Active [6月]
- Galaxy S4 Mini [7月]
- Galaxy S4 Zoom [7月]
- Galaxy S4 Google Play Edition [6月]
- Galaxy S Duos 2 [12月]

2014
- Galaxy S3 Slim[3月]
- Galaxy S5 [4月]
- Galaxy S3 Neo [4月]
- Galaxy S5 Active [5月]
- Galaxy S5 Mini [7月]
- Galaxy S Duos 3 [8月]
- Galaxy S5 Plus [11月]

2015
- Galaxy S6 [4月]
- Galaxy S6 edge [4月]
- Galaxy S5 Neo [7月]
- Galaxy S6 Active [7月]
- Galaxy S6 Edge+ [8月]

2016
- Galaxy S7 [2月]
- Galaxy S7 edge [2月]
- Galaxy S7 Active [6月]

2017
- Galaxy S8 [4月]
- Galaxy S8+ [4月]
- Galaxy S8 Active [8月]

2018
- Galaxy S9 [3月]
- Galaxy S9+ [3月]
- Galaxy S Light Luxury [6月]

2019
- Galaxy S10e [2月]
- Galaxy S10 [2月]
- Galaxy S10+ [2月]
- Galaxy S10 5G [2月]

2020
- Galaxy S10 Lite [1月]
- Galaxy S20 [3月]
- Galaxy S20+ [3月]
- Galaxy S20 Ultra [3月]
- Galaxy S20 FE [10月][注 15]

2021
- Galaxy S21 [1月]
- Galaxy S21+ [1月]
- Galaxy S21 Ultra [1月]

2022
- Galaxy S21 FE [1月]
- Galaxy S22 [2月]
- Galaxy S22+ [2月]
- Galaxy S22 Ultra [2月]

2023
- Galaxy S23 [2月]
- Galaxy S23+ [2月]
- Galaxy S23 Ultra [2月]
- Galaxy S23 FE [10月]

2024
- Galaxy S24 [1月]
- Galaxy S24+ [1月]
- Galaxy S24 Ultra [1月]
- Galaxy S24 FE [9月]

2025
- Galaxy S25 [1月]
- Galaxy S25+ [1月]
- Galaxy S25 Ultra [1月]
- Galaxy S25 Edge [5月]

#### Galaxy Note シリーズ
Galaxy Noteシリーズは、絵の描画やメモ、写真撮影などがスタイラスペン（Sペン）によって行える、Galaxyのフラグシップシリーズである。また、ファブレット（大画面スマートフォン）の分野を開拓し、成功をおさめたスマートフォンとしても知られる。夏から秋のGalaxy UNPACKEDイベントで発表される。
2011
- Galaxy Note [10月]

2012
- Galaxy Note2 [9月]

2013
- Galaxy Note3 [9月]

2014
- Galaxy Note3 Neo [2月]
- Galaxy Note4 [10月]
- Galaxy Note Edge [11月]

2015
- Galaxy Note5 [8月]

2016
- Galaxy Note7 [8月]

2017
- Galaxy Note Fan Edition [7月]
- Galaxy Note8 [8月]

2018
- Galaxy Note9 [8月]

2019
- Galaxy Note10 [8月]
- Galaxy Note10+ [8月]
- Galaxy Note10 5G [8月]
- Galaxy Note10+ 5G [8月]

2020
- Galaxy Note10 Lite [1月]
- Galaxy Note20 [8月]
- Galaxy Note20 Ultra[8月]

#### Galaxy Z シリーズ
Galaxy Zシリーズは、折れ曲がる有機ELディスプレイ「Infinity Flex Display」を搭載した、折りたたみスマートフォンのフラグシップスマートフォンシリーズである。
2019
- Galaxy Fold [4月→9月]
- Galaxy Fold 5G [9月]

2020
- Galaxy Z Flip [2月]
- Galaxy Z Flip 5G [8月]
- Galaxy Z Fold2 [9月]

2021
- Galaxy Z Flip3 [8月]
- Galaxy Z Fold3 [8月]

2022
- Galaxy Z Flip4 [8月]
- Galaxy Z Fold4 [8月]

2023
- Galaxy Z Flip5 [7月]
- Galaxy Z Fold5 [7月]

2024
- Galaxy Z Flip6 [7月]
- Galaxy Z Fold6 [7月]

2025
- Galaxy Z Flip 7 [8月]

- Galaxy Z Fold 7 [8月]

#### Galaxy A シリーズ
Galaxy A（Awesome / Alpha）シリーズはGalaxyのメインミッドレンジスマートフォンシリーズである。近年では、Sシリーズよりも先に最先端技術を採用することもある。多くのミッドレンジシリーズが展開されてきたが、Aシリーズに統一・整理する動きがある。年に何度か開催されるA Galaxy Eventイベントや公式ウェブサイトなどで発表される。
2014
- Galaxy Alpha [9月]
- Galaxy A3 [12月]
- Galaxy A5 [12月]

2015
- Galaxy A7 [2月]
- Galaxy A8 [8月]
- Galaxy A3 (2016) [12月]
- Galaxy A5 (2016) [12月]
- Galaxy A7 (2016) [12月]

2016
- Galaxy A9 [1月]
- Galaxy A9 Pro [3月]
- Galaxy A8 (2016) [10月]

2017
- Galaxy A3 (2017) [1月]
- Galaxy A5 (2017) [1月]
- Galaxy A7 (2017) [1月]

2018
- Galaxy A8 (2018) [1月]
- Galaxy A8+ (2018) [1月]
- Galaxy A6 [5月]
- Galaxy A6+ [5月]
- Galaxy A8 Star [6月]
- Galaxy A7 (2018) [9月]
- Galaxy A9 (2018) [10月]
- Galaxy A6s [10月]
- Galaxy A8s [12月]

2019
- Galaxy A9 Pro (2019) [1月]
- Galaxy A30 [2月]
- Galaxy A50 [2月]
- Galaxy A10 [2月]
- Galaxy A20 [3月]
- Galaxy A40 [3月]
- Galaxy A70 [3月]
- Galaxy A2 Core [4月]
- Galaxy A20e [4月]
- Galaxy A80 [4月]
- Galaxy A40s [4月]
- Galaxy A60 [4月]
- Galaxy A10s [8月]
- Galaxy A20s [8月]
- Galaxy A10e [8月]
- Galaxy A30s [8月]
- Galaxy A50s [8月]
- Galaxy A90 5G [9月]
- Galaxy A70s [9月]
- Galaxy A01 [12月][注 19]
- Galaxy A51 [12月][注 20]
- Galaxy A71 [12月][注 21]

2020
- Galaxy A11 [3月]
- Galaxy A31 [3月]
- Galaxy A21 [4月]
- Galaxy A71 5G [4月]
- Galaxy A51 5G [5月]
- Galaxy A41 [5月][注 22]
- Galaxy A Quantum [5月][注 23]
- Galaxy A21s [6月]
- Galaxy A71 5G UW [7月][注 24]
- Galaxy A01 Core [7月]
- Galaxy A51 5G UW [8月][注 25]
- Galaxy A3 Core [9月]
- Galaxy A42 5G [販売開始日未定]
- Galaxy A12 [販売開始日未定]
- Galaxy A02s [12月]

2021
- Galaxy A02 [1月]
- Galaxy A32 5G [1月]
- Galaxy A32 [3月]
- Galaxy A52 [3月]
- Galaxy A52 5G [3月]
- Galaxy A72 [3月]

2022
- Galaxy A53 5G [5月]
- Galaxy A23 [10月]

2023
- Galaxy A54 5G [5月]
- Galaxy A24 [5月]

2024
- Galaxy A55 [5月]
- Galaxy A55 5G [販売開始日未定]
- Galaxy A35 5G [販売開始日未定]

2025
Galaxy A36

#### Galaxy M シリーズ
Galaxy M(Millenial)シリーズは主にインド、韓国などに投入されているミッドレンジシリーズである。
2019
- Galaxy M10 [2月]
- Galaxy M20 [2月]
- Galaxy M30 [3月]
- Galaxy M40 [6月]
- Galaxy M10s [9月]
- Galaxy M30s [9月]

2020
- Galaxy M31 [2月]
- Galaxy M21 [3月]
- Galaxy M11 [4月]
- Galaxy M01 [6月]
- Galaxy M31s [7月]
- Galaxy M01s [7月]
- Galaxy M01 Core [7月]

2021
- Galaxy M02s [1月]
- Galaxy M02 [2月]
- Galaxy M12 [2月]
- Galaxy M62 [3月]

2022
- Galaxy M23 [4月]

#### Galaxy F シリーズ
Galaxy Fシリーズは主にインドなどに投入されているミッドレンジシリーズである。
2020
- Galaxy F41 [10月]

2021
- Galaxy F62 [2月]

#### Galaxy W シリーズ
Galaxy W シリーズは中国限定で投入されているフラグシップシリーズである。中国電信とGalaxyの提携事業による「心系天下（xinxitianxia）」ブランドによって展開されている。中国国内でのイベントにて発表。
2008
- Galaxy W699 [12月]

2009
- Galaxy W799 [12月]

2010
- Galaxy W899 [12月]

2011
- Galaxy W999 [12月]

2012
- Galaxy W2013 [11月]

2013
- Galaxy W2014 [11月]

2014
- Galaxy W2015 [11月]

2015
- Galaxy W2016 [11月]

2016
- Galaxy W2017 [11月]

2017
- Galaxy W2018 [12月]

2018
- Galaxy W2019 [11月]

2019
- Galaxy W20 5G [11月]

2020
- Galaxy W21 5G [11月]

#### Galaxy J シリーズ
Galaxy J(Joy、Junior、Journey、Jewel)シリーズはGalaxyのミッドレンジシリーズである。日本向けシリーズとして始まり、近年、日本での展開がなくなってからも多くの国で長年販売されたが、2019年に廃止され、Aシリーズに統合された。
2013
- Galaxy J [12月]

2015
- Galaxy J1 [1月]
- Galaxy J5 [6月]
- Galaxy J7 [6月]
- Galaxy J2 [9月]
- Galaxy J1 Ace [9月]

2016
- Galaxy J3 (2016) [1月]
- Galaxy J1 Nxt [2月]
- Galaxy J1 Mini [3月]
- Galaxy J5 (2016) [4月]
- Galaxy J3 Pro [6月]
- Galaxy J7 (2016) [6月]
- Galaxy J Max [7月]
- Galaxy J1 Ace Neo [7月]
- Galaxy J2 (2016) [7月]
- Galaxy J1 (2016) [8月]
- Galaxy J5 Prime [9月]
- Galaxy J7 Prime [9月]
- Galaxy J1 Mini Prime [11月]
- Galaxy J2 Prime [11月]

2017
- Galaxy J3 Emerge [1月]
- Galaxy J7 V [3月]
- Galaxy J3 Prime [4月]
- Galaxy J3 (2017) [6月]
- Galaxy J5 (2017) [6月]
- Galaxy J7 (2017) [6月]
- Galaxy J7 Pro [6月]
- Galaxy J7 Max [6月]
- Galaxy J7 Nxt [7月]
- Galaxy J3 Luna Pro [7月]
- Galaxy J7 Sky Pro [7月]
- Galaxy J7+ [9月]
- Galaxy J2 (2017) [10月]

2018
- Galaxy J2 Pro [1月]
- Galaxy J7 Prime 2 [3月]
- Galaxy J7 Duo [4月]
- Galaxy J4 [5月]
- Galaxy J6 [5月]
- Galaxy J3 (2018) [6月]
- Galaxy J8 [6月]
- Galaxy J7 (2018) [7月]
- Galaxy J2 Core [8月]
- Galaxy J4+ [10月]
- Galaxy J6+ [10月]
- Galaxy J4 Core [11月]

2020
- Galaxy J2 Core 2020 [4月][注 26]

#### Galaxy Feel シリーズ
Galaxy Feelシリーズは日本向けに展開していたミッドレンジシリーズである。2019年にAシリーズに統合された。
2017
- Galaxy Feel [6月]

2018
- Galaxy Feel2 [11月]

#### Galaxy On シリーズ
Galaxy OnシリーズはGalaxyのミッドレンジシリーズである。2019年にAシリーズ、Mシリーズに統合。
2015
- Galaxy On7 [10月]
- Galaxy On5 [11月]

2016
- Galaxy On5 Pro [7月]
- Galaxy On5 (2016) [8月]
- Galaxy On7 (2016) [9月]
- Galaxy On7 Pro [10月]
- Galaxy On8 [10月]
- Galaxy On Nxt [10月]

2017
- Galaxy On Max [7月]

2018
- Galaxy On7 Prime [1月]
- Galaxy On6 [7月]
- Galaxy On8 (2018) [8月]

#### Galaxy C シリーズ
Galaxy Cシリーズは、主に中国市場向けに展開していたGalaxyのミッドレンジシリーズである。
現在の公式販売はなく、廃止されている。
2016
- Galaxy C5 [6月]
- Galaxy C7 [6月]
- Galaxy C9 [11月]
- Galaxy C9 Pro [11月]

2017
- Galaxy C7 Pro [2月]
- Galaxy C5 Pro [3月]
- Galaxy C8 [10月]

#### Galaxy E シリーズ
Galaxy E(Elegant)シリーズは、Galaxyのミッドレンジシリーズである。このシリーズの端末はほとんどリリースされず、すぐにA、Cシリーズに統合された。
2015
- Galaxy E5 [1月]
- Galaxy E7 [2月]

#### Galaxy Core / Galaxy Grand シリーズ
Galaxy Core /Galaxy Grandシリーズは2013年から2015年の間にリリースされたミッドレンジシリーズである。このシリーズは主に2015年からJシリーズに統合された。
2013
- Galaxy Grand [1月]
- Galaxy Core [6月]
- Galaxy Core Plus [11月]
- Galaxy Grand 2 [12月]

2014
- Galaxy Grand Neo [1月]
- Galaxy Core II [7月]
- Galaxy Grand Prime [9月]

2015
- Galaxy Grand Neo Plus [1月]
- Galaxy Core Prime [6月]

2016
- Galaxy Grand Prime Plus [12月]

2018
- Galaxy Grand Prime Pro[1月]

発売年不明
- Galaxy Core LTE
- Galaxy Core Advance

#### Galaxy Mega シリーズ
Galaxy MegaシリーズはGalaxyの大画面シリーズである。現在は廃止されている。
2013
- Galaxy Mega 5.8 [5月]
- Galaxy Mega 6.3 [6月]

2014
- Galaxy Mega 2 [9月]

#### Galaxy Mini シリーズ
Galaxy MiniシリーズはGalaxyの小型スマートフォンシリーズである。現在は廃止されている。
2011
- Galaxy Mini [2月]

2012
- Galaxy Mini 2 [2月]

#### Galaxy Trend シリーズ
Galaxy Trendシリーズは短期間展開されたシリーズである。位置づけ不明。現在は廃止。
2013
- Galaxy Trend [9月]
- Galaxy Trend Lite [10月]
- Galaxy Trend Plus [12月]

#### Galaxy Ace シリーズ
Galaxy Aceシリーズは比較的限定的に展開されたシリーズである。位置づけ不明。現在は廃止。
2011
- Galaxy Ace [2月]

2012
- Galaxy Ace Plus [2月]
- Galaxy Ace 2 [2月]

2013
- Galaxy Ace 3 [6月]

2014
- Galaxy Ace Style [7月]
- Galaxy Ace 4 [10月]

#### Galaxy R シリーズ
Galaxy R(Royal)シリーズは主に台湾市場向けにリリースされたミッドレンジシリーズである。現在は廃止。
- Galaxy R [2011]
- Galaxy R Style[2012]

#### Galaxy Y シリーズ
Galaxy YシリーズはGalaxyの位置づけ不明のシリーズである。後にYoungシリーズとなる。現在は廃止。
- Galaxy Y [2011]
- Galaxy Y Duos [2012]
- Galaxy Young [2013]
- Galaxy Young 2 [2014]

#### Galaxy Pocket シリーズ
Galaxy Pocketは小型で低価格帯のミッドレンジシリーズである。現在は廃止。
- Galaxy Pocket [2011]
- Galaxy Pocket Plus [2011]
- Galaxy Pocket Neo [2012]
- Galaxy Pocket Duos [2012]
- Galaxy Pocket 2 [2014]

#### その他
- Galaxy(Original)[注 27] [2009]
- Galaxy Spica [2009]
- Galaxy 3 [2010][注 28]
- Galaxy U [2010]
- Galaxy Neo [2010]
- Galaxy Pro [2010]
- Galaxy Precedent [2011]
- Galaxy Z [2011]
- Galaxy Rush [2011]
- Galaxy 5 [2011][注 29]
- Galaxy W [2011][注 30]
- Galaxy Fit [2011]
- Galaxy Gio [2011]
- Galaxy Prevail [2011]
- Galaxy Nexus [2011]
- Galaxy Discover [2012]
- Galaxy Reverb [2012]
- Galaxy Stellar [2012]
- Galaxy Appeal [2012]
- Galaxy Express [2012]
- Galaxy Golden [2013]
- Galaxy Express 2 [2013]
- Galaxy Fame [2013]
- Galaxy Star [2013]
- Galaxy Win [2013]
- Galaxy Win Pro [2013]
- Galaxy Star Pro [2013]
- Galaxy Fame Lite [2013]
- Galaxy Round [2013]
- Galaxy Light [2013]
- Galaxy V [2013]
- Galaxy V Plus [2014]
- Galaxy V2 [2014]
- Galaxy K Zoom [2014]
- Galaxy Centura [2014]
- Galaxy Avant [2014]
- Galaxy Folder [2015]
- Galaxy Active Neo [2015]
- Galaxy Folder2 [2017]
- Galaxy XCover [発売年不明]
- Galaxy XCover 2 [発売年不明]
- Galaxy XCover 3 [発売年不明]
- Galaxy XCover 4 [発売年不明]
- Galaxy XCover 4s [2019]
- Galaxy XCover FieldPro [2019.10]
- Galaxy XCover Pro [2020.1]
- Galaxy XCover 5 [販売開始月不明]

### タブレット

#### Galaxy Tab Sシリーズ
- Galaxy Tab S 8.4（英語版）
- Galaxy Tab S 10.5（英語版）
- Galaxy Tab S2 8.0（英語版）
- Galaxy Tab S2 9.7（英語版）
- Galaxy Tab S3（英語版）
- Galaxy Tab S4（英語版）
- Galaxy Tab S5e（英語版）
- Galaxy Tab S6（英語版）
- Galaxy Tab S6 5G（英語版）
- Galaxy Tab S6 Lite（英語版）
- Galaxy Tab S7（英語版）
- Galaxy Tab S7+（英語版）
- Galaxy Tab S8
- Galaxy Tab S8+
- Galaxy Tab S8 Ultra
- Galaxy Tab S9 Fe
- Galaxy Tab S9
- Galaxy Tab S9+
- Galaxy Tab S9 Ultra
- Galaxy Tab S10+
- Galaxy Tab S10 Ultra
- Galaxy Tab S10FE

#### Galaxy Tab Aシリーズ
- Galaxy Tab A [2015.3]
- Galaxy Tab A Plus [2015.3]
- Galaxy Tab A with S Pen [2015.4]
- Galaxy Tab A 8.0 [2015.5]
- Galaxy Tab A 9.7 [2015.5]
- Galaxy Tab A 7.0 (2016) [2016.3]
- Galaxy Tab A (2016) [2016.3]
- Galaxy Tab A 10.1 (2016) [2016.5]
- Galaxy Tab A 7″ (2016) [2016.5]
- Galaxy Tab A 10.1 (2016) with S Pen [2016.9]
- Galaxy Tab A (2017) [2017.9]
- Galaxy Tab A 10.5 [2018.8]
- Galaxy Tab A 10.1 [2019.3]
- Galaxy Tab A with S Pen 8.0" (2019) [2019.3]
- Galaxy Tab A 8.0 (2019) [2019.7]
- Galaxy Tab A Kids Edition (2019)  [2019.10][注 31]
- Galaxy Tab A 8.4 (2020) [2020.3]
- Galaxy Tab A7 (2020) [2020.9]

#### Galaxy Tab / Tab Proシリーズ
- Galaxy Tab（英語版）
- Galaxy Tab 7.0（英語版）
- Galaxy Tab 7.0 Plus（英語版）
- Galaxy Tab 7.7（英語版）
- Galaxy Tab 8.9（英語版）
- Galaxy Tab 10.1（英語版）
- Galaxy Tab 2（英語版）
- Galaxy Tab 3（英語版）
- Galaxy Tab 4（英語版）
- Galaxy Tab Pro（英語版）

#### Galaxy Viewシリーズ
- Galaxy View
- Galaxy View2

#### Galaxy Tab Activeシリーズ
- Galaxy Tab Active Pro
- Galaxy Tab Active3

#### Galaxy Tab Eシリーズ
- Galaxy Tab E 9.6
- Galaxy Tab E 8.0

#### Galaxy Noteシリーズ（タブレット）
- Galaxy Note 8.0（英語版）
- Galaxy Note 10.1（英語版）
- Galaxy Note 10.1 2014 Edition（英語版）
- Galaxy Note Pro 12.2（英語版）

### スマートスピーカー
- Galaxy Home
- Galaxy Home Mini

### スマートウォッチ
- Galaxy Gear
- Galaxy Gear 2
- Galaxy Gear 2 Neo
- Galaxy Gear Live
- Galaxy Gear S
- Galaxy Gear Fit
- Galaxy Gear S2
- Galaxy Gear S2 classic
- Galaxy Gear Fit2
- Galaxy Gear Fit2 Pro
- Galaxy Gear S3 frontier
- Galaxy Gear S3 classic
- Galaxy Gear S3 Frontier Golf Edition
- Galaxy Gear Sports
- Galaxy Watch(46mm)
- Galaxy Watch(42mm)
- Galaxy Watch Active
- Galaxy Fit
- Galaxy Fit e
- Galaxy Watch Active2(40mm)
- Galaxy Watch Active2(44mm)
- Galaxy Watch Active2 Under Armour Edition
- Galaxy Watch Active2 Golf Edition
- Galaxy Watch3 (41mm)
- Galaxy Watch3 (45mm)
- Galaxy Fit2

### ワイヤレスイヤホン
- Galaxy Gear IconX
- Galaxy Gear IconX (2018)
- Galaxy Buds
- Galaxy Buds+
- Galaxy Buds Live
- Galaxy Buds Pro
- Galaxy Buds 2/2 Pro
- Galaxy Buds 3/3 Pro

### 紛失防止タグ
- Galaxy SmartTag

### ハンディカメラ
- Galaxy Gear 360 (2016)
- Galaxy Gear 360 (2017)

### VR製品
- Galaxy Gear VR (2014)
- Galaxy Gear VR (2015.3)
- Galaxy Gear VR (2015.11)
- Galaxy Gear VR (2016)
- Galaxy Gear VR (2017.4)
- Galaxy Gear VR (2017.9)

### スマートネックバンド
- Galaxy Gear Circle

### プロジェクター機能付きスマートフォン
- Galaxy Beam i8520
- Galaxy Beam i8530

### メディアプレイヤー
- Galaxy Player

### ノートパソコン
- Galaxy Book 10.6（英語版）
- Galaxy Book 12.0（英語版）
- Galaxy Book2
- Galaxy Book S（英語版）
- Galaxy Book Ion
- Galaxy Book Flex
- Galaxy Book Flex α
- Galaxy Chromebook
- Galaxy Book Flex 5G
- Galaxy Book Ion2
- Galaxy Book Flex2
- Galaxy Chromebook 2

### デジタルカメラ
- Galaxy Camera - A. 4.0。3G/4G(LTEまたはDC-HSDPA)通信機能搭載デジタルカメラ。
- Galaxy Camera 2 - Galaxy Cameraの後続モデル。
- Galaxy NX - A. 4.2.2。3G/4G(LTEまたはDC-HSDPA)通信機能搭載デジタル一眼レフカメラ。

## 日本向けモデル
日本では携帯電話キャリアが取り扱うフラグシップモデルの「S」「Note」、ミッドレンジモデルの「A」が主力で、他はSIMフリー端末がわずかに流通する程度である。auからは「S」に細かな変更がなされたモデルが発売されていたが、auでもNote3以降の端末はグローバル版の仕様をほぼ踏襲している。
日本向けとして初めて投入された機種はNTTドコモ向けのGalaxy S SC-02Bで、しばらくの間はドコモ向けに独占投入されてきたが、2012年にはKDDI・沖縄セルラー電話連合(各au)向けにGalaxy S2 WiMAX ISW11SCが投入、2014年にはGalaxy Tab S 8.4/10.5のWi-Fiモデルが発売、ソフトバンク向けにGalaxy Tab4が投入された。
2019年にはMVNOのUQモバイル、J:COM MOBILE向けにGalaxy A30が投入され、楽天モバイル向けとなるGalaxy S10、Galaxy Note10+、Galaxy A7が投入された。
日本国外メーカー製にしては珍しく、伝言メモ機能が実装されているスマートフォンが多い。
- A.x.xはAndroidのバージョン。
- ()は製品番号およびauの製造型番。

### スマートフォン

#### オリジナルブランド
オリジナルブランドのSIMフリーで国内展開されたモデル。
| 機種名                             | 型番     | 発売日         | ディスプレイ | 通信方式                                          | CPU                                                                                              | ストレージ                   | メインカメラ                                                                              | サブカメラ                                                                | 初期搭載OS | トピック |
| ---------------------------------- | -------- | -------------- | --- | ------------------------------------------------- | ------------------------------------------------------------------------------------------------ | ---------------------------- | ----------------------------------------------------------------------------------------- | ------------------------------------------------------------------------- | ---------- | --- |
| Galaxy Z Flip Thom Browne Edition  | SM-F700J | 2020年5月15日  | カバー側:Super AMOLED独自マトリックス 1.1インチ 内側:Dynamic AMOLED独自マトリックス Infinity Flex Display 6.7インチ FHD+                        | LTE W-CDMA GSM IEEE 802.11a/b/g/n/ac              | Qualcomm Snapdragon 855+ SM8150-AC 2.9GHz + 2.4GHz + 1.7GHz                                      | RAM:8GB ROM:256GB            | 12MP(超広角カメラ)+ 12MP(広角カメラ)                                                      | 10MP                                                                      | A.10.0     | スーパースピードデュアルピクセルカメラ、 デュアルカメラ、4K/60p HDR10+動画撮影、ライブフォーカス(静止画・動画)、 NFC、ハイレゾ音源再生、 ドルビーアトモス、指紋センサー、顔認証、 ワイヤレス充電、Bixby、HDR/HDR10/HDR10+動画再生 ニューヨークのブランド「Thom Browne」とのコラボエディション。シルバーの下地にトリコロールの模様が入っている。特別仕様のGalaxy Watch Active2、Galaxy Buds+なども同梱される。 |
| Galaxy Z Fold2 Thom Browne Edition | SM-F916Q | 2020年11月4日  | カバーディスプレイ: 6.2インチHD＋ Super AMOLED、Infinity-O Display メインディスプレイ: 7.6インチQXGA＋ Dynamic AMOLED 2X、Infinity Flex Display | LTE (FDD、TDD) WCDMA 5G                           | Qualcomm Snapdragon 865                                                                          | RAM: 12GB ROM: 256GB         | 12MP超広角カメラ 12MP広角カメラ 12MP望遠カメラ                                            | 10MPセルフィーカメラ(カバー側) 10MPセルフィーカメラ(メインディスプレイ側) | Android 10 | Thom Browneとのコラボレーション製品。4K/60p HDR10+動画撮影、ライブフォーカス(静止画・動画)、 NFC、ハイレゾ音源再生、 ドルビーアトモス、指紋センサー、顔認証、 ワイヤレス充電、Bixby、HDR/HDR10/HDR10+動画再生 特別仕様のGalaxy Watch3、Galaxy Buds Liveを同梱。 |
| Galaxy M23 5G                      | SM-M236Q | 2022年4月21日  | TFT Infinity-V Display 6.6インチ HD+ | 5G(Sub6) LTE GSM IEEE 802.11a/b/g/n/ac            | Qualcomm Snapdragon 750G SM7225 2.2GHz + 1.8GHz                                                  | RAM:6GB ROM:128GB            | 50MP(超広角カメラ)+ 8MP(広角カメラ)+ 2MP(マクロカメラ)                                    | 8MP                                                                       | Android 12 | |
| Galaxy S23 Ultra                   | SM-S918Q | 2023年7月6日   | Dynamic AMOLED 2X Infinity-O Display 6.9インチ QHD+                                                                                             | 5G(Sub6・ミリ波) LTE GSM IEEE 802.11a/b/g/n/ac/ax | Qualcomm Snapdragon 8 Gen 2 Mobile Platform for Galaxy SM8550 3.36GHz + 2.8GHz + 2GHz            | RAM:12GB ROM:1TB             | 12MP(超広角カメラ)+ 200MP(広角カメラ)+ 10MP(望遠カメラ・光学10倍ズーム)+ 10MP(望遠カメラ) | 12MP                                                                      | Android 13 | |
| Galaxy Z Flip5                     | SM-F731Q | 2023年12月7日  | サブ: SUPER AMOLED 3.4インチ メイン: Dynamic AMOLED 2X Infinity Flex Display 6.7インチ FHD+                                                     | 5G(Sub6・ミリ波) LTE GSM IEEE 802.11a/b/g/n/ac/ax | Qualcomm Snapdragon 8 Gen 2 Mobile Platform for Galaxy SM8550 3.36GHz + 2.8GHz + 2GHz            | RAM:8GB ROM:512GB            | 12MP(超広角カメラ)+ 12MP(広角カメラ)                                                      | 10MP                                                                      | Android 13 | |
| Galaxy Z Fold5                     | SM-F946Q | 2023年12月7日  | サブ: Dynamic AMOLED 2X 6.2インチ HD+ メイン: Dynamic AMOLED 2X Infinity Flex Display 7.6インチ QXGA+                                           | 5G(Sub6・ミリ波) LTE GSM IEEE 802.11a/b/g/n/ac/ax | Qualcomm Snapdragon 8 Gen 2 Mobile Platform for Galaxy SM8550 3.36GHz + 2.8GHz + 2GHz            | RAM:12GB ROM:1TB             | 12MP(超広角カメラ)+ 50MP(広角カメラ)+ 10MP(望遠カメラ)                                    | 10MP(カバー側カメラ) 4MP(メイン側カメラ)                                  | Android 13 | |
| Galaxy S24                         | SM-S921Q | 2024年4月11日  | Dynamic AMOLED 2X 1Hz～120Hzリフレッシュレート 6.2インチ FHD+                                                                                   | 5G(Sub6) LTE GSM IEEE 802.11a/b/g/n/ac/ax         | Qualcomm Snapdragon 8 Gen 3 Mobile Platform for Galaxy SM8650 3.39GHz + 3.1GHz + 2.9GHz + 2.2GHz | RAM:8GB ROM:256GB/512GB      | 12MP(超広角カメラ)+ 50MP(広角カメラ)+ 10MP(望遠カメラ)                                    | 12MP                                                                      | Android 14 | |
| Galaxy S24 Ultra                   | SM-S928Q | 2024年4月11日  | Dynamic AMOLED 2X 1Hz～120Hzリフレッシュレート 6.8インチ QHD+                                                                                   | 5G(Sub6・ミリ波) LTE GSM IEEE 802.11a/b/g/n/ac/ax | Qualcomm Snapdragon 8 Gen 3 Mobile Platform for Galaxy SM8650 3.39GHz + 3.1GHz + 2.9GHz + 2.2GHz | RAM:12GB ROM:26GB/512GB/1TB  | 12MP(超広角カメラ)+ 200MP(広角カメラ)+ 10MP(望遠カメラ・光学10倍ズーム)+ 10MP(望遠カメラ) | 12MP                                                                      | Android 14 | |
| Galaxy Z Flip6                     | SM-F741Q | 2024年7月31日  | サブ: SUPER AMOLED 3.4インチ メイン: Dynamic AMOLED 2X Infinity Flex Display 6.7インチ FHD+                                                     | 5G(Sub6) LTE GSM IEEE 802.11a/b/g/n/ac/ax         | Qualcomm Snapdragon 8 Gen 3 Mobile Platform for Galaxy SM8650 3.39GHz + 3.1GHz + 2.9GHz + 2.2GHz | RAM:12GB ROM:256GB/512GB     | 12MP(超広角カメラ)+ 50MP(広角カメラ)                                                      | 10MP                                                                      | Android 14 | |
| Galaxy Z Fold6                     | SM-F956Q | 2024年7月31日  | サブ: Dynamic AMOLED 2X 6.3インチ HD+ メイン: Dynamic AMOLED 2X Infinity Flex Display 7.6インチ QXGA+                                           | 5G(Sub6・ミリ波) LTE GSM IEEE 802.11a/b/g/n/ac/ax | Qualcomm Snapdragon 8 Gen 3 Mobile Platform for Galaxy SM8650 3.39GHz + 3.1GHz + 2.9GHz + 2.2GHz | RAM:12GB ROM:256GB/512GB/1TB | 12MP(超広角カメラ)+ 50MP(広角カメラ)+ 10MP(望遠カメラ)                                    | 10MP(カバー側カメラ) 4MP(メイン側カメラ)                                  | Android 14 | Sペン |
| Galaxy S24 FE                      | SM-S721Q | 2024年12月26日 | Dynamic AMOLED 2X 120Hzリフレッシュレート 6.7インチ FHD+                                                                                        | 5G(Sub6) LTE GSM IEEE 802.11a/b/g/n/ac/ax         | Samsung Exynos 2400e 3.1GHz + 2.9GHz + 2.6GHz + 1.95GHz                                          | RAM:8GB ROM:128GB            | 12MP(超広角カメラ)+ 50MP(広角カメラ)+ 8MP(望遠カメラ)                                     | 10MP                                                                      | Android 14 | |

#### NTTドコモ
全機種がドコモのフラッグシップモデルという性格上、最後までdocomo with seriesの機種が発売される事はなかった。日本向けに特化している富士通の「ARROWS X・NX」シリーズとは肩を並べていた。
| 機種名                                        | 型番                       | 発売日                                                                                  | ディスプレイ | 通信方式                                                 | CPU                                                             | ストレージ                 | メインカメラ                                                                               | サブカメラ                               | 初期搭載OS                 | トピック |
| 第1期ドコモ スマートフォン                    | 第1期ドコモ スマートフォン | 第1期ドコモ スマートフォン                                                              | 第1期ドコモ スマートフォン | 第1期ドコモ スマートフォン                               | 第1期ドコモ スマートフォン                                      | 第1期ドコモ スマートフォン | 第1期ドコモ スマートフォン                                                                 | 第1期ドコモ スマートフォン               | 第1期ドコモ スマートフォン | 第1期ドコモ スマートフォン |
| --------------------------------------------- | -------------------------- | --------------------------------------------------------------------------------------- | --- | -------------------------------------------------------- | --------------------------------------------------------------- | -------------------------- | ------------------------------------------------------------------------------------------ | ---------------------------------------- | -------------------------- | --- |
| GALAXY S                                      | SC-02B (SGH-N013)          | 2010年10月28日 (メタリックブラック) 2011年3月2日 (セラミックホワイト)                   | SUPER AMOLEDペンタイル 4インチ WVGA相当                                                                                             | W-CDMA GSM IEEE 802.11b/g/n                              | Samsung S5PC110 1GHz                                            | RAM:512MB ROM:16GB         | 5.0MP                                                                                      | -                                        | A.2.2                      | エリアメール |
| 第1期ドコモ スマートフォン→docomo NEXT series |                            |                                                                                         | |                                                          |                                                                 |                            |                                                                                            |                                          |                            | |
| GALAXY S II                                   | SC-02C (SGH-N033)          | 2011年6月23日 (Noble Black) 2011年9月8日 (Ceramic White)                                | SUPER AMOLED Plus 4.3インチ | W-CDMA GSM IEEE 802.11a/b/g/n                            | Samsung Exynos 4210 Orion 1.2GHz                                | RAM:1GB ROM:16GB           | 8.1MP                                                                                      | 2.0MP                                    | A.2.3                      | ワンセグ、エリアメール GALAXYシリーズ初のワンセグチューナー搭載。 |
| docomo NEXT series                            |                            |                                                                                         | |                                                          |                                                                 |                            |                                                                                            |                                          |                            | |
| GALAXY S II LTE                               | SC-03D (SGH-N034)          | 2011年11月24日 (Dark Gray) 2012年1月21日 (Ceramic White)                                | SUPER AMOLED Plus 4.5インチ WVGA | LTE W-CDMA GSM IEEE 802.11a/b/g/n                        | Qualcomm Snapdragon S3 APQ8060 1.5GHz                           | RAM:1GB ROM:16GB           | 8.1MP                                                                                      | 2.0MP                                    | A.2.3                      | NFC、エリアメール GALAXY S IIのLTE対応版。 |
| GALAXY NEXUS                                  | SC-04D (SGH-N044)          | 2011年12月2日                                                                           | SUPER AMOLED 4.7インチ HD | W-CDMA GSM IEEE 802.11a/b/g/n                            | Texas Instruments OMAP4460 1.2GHz                               | RAM:1GB ROM:16GB           | 5.1MP                                                                                      | 1.3MP                                    | A.4.0                      | NFC、エリアメール 世界初(当時)のAndroid 4.0搭載スマートフォン。 Nexusシリーズにも属する。 |
| GALAXY Note                                   | SC-05D (SGH-N054)          | 2012年4月6日                                                                            | SUPER AMOLED 5.3インチ WXGA | LTE W-CDMA GSM IEEE 802.11a/b/g/n                        | Qualcomm Snapdragon S3 APQ8060 1.5GHz                           | RAM:1GB ROM:16GB           | 8.1MP                                                                                      | 1.9MP                                    | A.2.3                      | NFC、ワンセグ、 エリアメール、Sペン GALAXYシリーズ初のmicroSIM専用。 ドコモ最後のA. 2.3端末。 |
| GALAXY S III                                  | SC-06D (SGH-N064)          | 2012年6月28日                                                                           | SUPER AMOLEDペンタイル 4.8インチ HD                                                                                                 | LTE W-CDMA GSM IEEE 802.11a/b/g/n                        | Qualcomm Snapdragon S4 MSM8960 1.5GHz                           | RAM:2GB ROM:32GB           | 8.1MP                                                                                      | 1.9MP                                    | A.4.0                      | FeliCa、ワンセグ、 エリアメール GALAXYシリーズ初のおサイフケータイ対応。 |
| GALAXY Note II                                | SC-02E (SGH-N025)          | 2012年11月16日                                                                          | SUPER AMOLED 5.5インチ HD | LTE W-CDMA GSM IEEE 802.11a/b/g/n                        | Samsung Exynos 4412 1.6GHz                                      | RAM:2GB ROM:32GB           | 8.1MP                                                                                      | 1.9MP                                    | A.4.1                      | FeliCa、ワンセグ、 エリアメール、Sペン Noteシリーズ初のおサイフケータイ対応。 ドコモ最初のA. 4.1端末。 |
| GALAXY S III α                                | SC-03E (SGH-N035)          | 2012年12月5日                                                                           | SUPER AMOLED 4.8インチ HD | LTE W-CDMA GSM IEEE 802.11a/b/g/n                        | Samsung Exynos 4412 1.6GHz                                      | RAM:2GB ROM:32GB           | 8.1MP                                                                                      | 1.9MP                                    | A.4.1                      | FeliCa、ワンセグ、 エリアメール SC-06Dのマイナーチェンジ版。 |
| 第2期ドコモ スマートフォン                    |                            |                                                                                         | |                                                          |                                                                 |                            |                                                                                            |                                          |                            | |
| GALAXY S4                                     | SC-04E (SGH-N045)          | 2013年5月23日 (Black Mist・White Frost) 2013年6月16日 (Blue Arctic)                     | SUPER AMOLED 5.0インチ FHD | LTE W-CDMA GSM IEEE 802.11a/b/g/n/ac                     | Qualcomm Snapdragon 600 APQ8064T 1.9GHz                         | RAM:2GB ROM:32GB           | 13.2MP                                                                                     | 2.1MP                                    | A.4.2                      | FeliCa/NFC、ワンセグ、 NOTTV(録画対応)、エリアメール Galaxyスマートフォン初のモバキャス対応端末。 Blue Arcticはドコモ限定カラー。 |
| GALAXY Note 3                                 | SC-01F (SM-N900D)          | 2013年10月17日                                                                          | SUPER AMOLED独自マトリックス 5.7インチ FHD                                                                                          | LTE W-CDMA GSM IEEE 802.11a/b/g/n/ac                     | Qualcomm Snapdragon 800 MSM8974 2.3GHz                          | RAM:3GB ROM:32GB           | 13.2MP                                                                                     | 2.1MP                                    | A.4.3                      | FeliCa/NFC(決済対応)、ワンセグ、 NOTTV(録画対応)、エリアメール、 Sペン、ハイレゾ音源再生 |
| GALAXY J                                      | SC-02F (SGH-N075)          | 2013年10月31日                                                                          | SUPER AMOLED 5.0インチ FHD | LTE W-CDMA GSM IEEE 802.11a/b/g/n/ac                     | Qualcomm Snapdragon 800 MSM8974 2.3GHz                          | RAM:3GB ROM:32GB           | 13.2MP                                                                                     | 2.1MP                                    | A.4.3                      | FeliCa/NFC(決済対応)、ワンセグ、 NOTTV(録画対応)、エリアメール、 ハイレゾ音源再生 シリーズ初の日本市場特化モデル。 |
| GALAXY S5                                     | SC-04F (SM-G900D)          | 2014年5月15日                                                                           | SUPER AMOLED独自マトリックス 5.1インチ FHD                                                                                          | LTE W-CDMA GSM IEEE 802.11a/b/g/n/ac                     | Qualcomm Snapdragon 801 MSM8974AC 2.5GHz                        | RAM:2GB ROM:32GB           | 16.0MP                                                                                     | 2.1MP                                    | A.4.4                      | FeliCa/NFC(決済対応)、ワンセグ、 NOTTV(録画対応)、 エリアメール、防水・防塵、 ハイレゾ音源再生、指紋センサー シリーズ初の防水・防塵性能、指紋センサー搭載モデル。 Sweet Pinkはドコモ限定カラー。 |
| GALAXY Note Edge                              | SC-01G (SM-G870D)          | 2014年10月23日 (Charcoal Black) 2014年11月13日 (Frost White)                            | SUPER AMOLED独自マトリックス 5.6インチ WQHD                                                                                         | LTE W-CDMA GSM IEEE 802.11a/b/g/n/ac                     | Qualcomm Snapdragon 805 APQ8084 2.7GHz                          | RAM:3GB ROM:32GB           | 16.0MP                                                                                     | 3.7MP                                    | A.4.4                      | FeliCa/NFC(決済対応)、ワンセグ、 フルセグ、NOTTV(録画対応)、 エリアメール、Sペン、 ハイレゾ音源再生、指紋センサー 曲面ディスプレイ搭載モデル。 シリーズ初のフルセグ対応モデル。 |
| GALAXY S5 Active                              | SC-02G (SM-N915D)          | 2014年10月4日                                                                           | SUPER AMOLED独自マトリックス 5.1インチ FHD                                                                                          | LTE W-CDMA GSM IEEE 802.11a/b/g/n/ac                     | Qualcomm Snapdragon 801 MSM8974AC 2.5GHz                        | RAM:2GB ROM:16GB           | 16.0MP                                                                                     | 2.1MP                                    | A.4.4                      | FeliCa/NFC(決済対応)、ワンセグ、 エリアメール、ハイレゾ音源再生、 防水・防塵・耐衝撃 MIL規格準拠の耐衝撃性能搭載モデル。 |
| Galaxy S6 edge                                | SC-04G (SM-G925D)          | 2015年4月23日                                                                           | SUPER AMOLED独自マトリックス 5.1インチ QHD                                                                                          | LTE W-CDMA GSM IEEE 802.11a/b/g/n/ac                     | Samsung Exynos 7420 2.1GHz + 1.5GHz                             | RAM:3GB ROM:64GB           | 16.0MP                                                                                     | 5.0MP                                    | A.5.0                      | FeliCa/NFC(決済対応)、ワンセグ、 フルセグ、NOTTV(録画対応)、 エリアメール、ハイレゾ音源再生、 指紋センサー、おくだけ充電 シリーズ初のおくだけ充電対応モデル。 |
| Galaxy S6                                     | SC-05G (SM-G920D)          | 2015年4月23日                                                                           | SUPER AMOLED独自マトリックス 5.1インチ QHD                                                                                          | LTE W-CDMA GSM IEEE 802.11a/b/g/n/ac                     | Samsung Exynos 7420 2.1GHz + 1.5GHz                             | RAM:3GB ROM:32GB           | 16.0MP                                                                                     | 5.0MP                                    | A.5.0                      | SC-04Gの曲面ディスプレイ非搭載モデル。 |
| Galaxy Active neo                             | SC-01H (SM-G388D)          | 2015年11月12日                                                                          | TFT液晶 4.5インチ WVGA | LTE W-CDMA GSM IEEE 802.11b/g/n                          | Qualcomm Snapdragon 410 MSM8916 1.2GHz                          | RAM:2GB ROM:16GB           | 8.0MP                                                                                      | 2.0MP                                    | A.5.1                      | FeliCa/NFC(決済対応)、ワンセグ、 エリアメール、防水・防塵・耐衝撃 |
| Galaxy S7 edge                                | SC-02H (SM-G935D)          | 2016年5月19日                                                                           | SUPER AMOLED独自マトリックス 5.5インチ QHD                                                                                          | LTE W-CDMA GSM IEEE 802.11a/b/g/n/ac                     | Qualcomm Snapdragon 820 MSM8996 2.2GHz + 1.6GHz                 | RAM:4GB ROM:32GB           | 12.2MP                                                                                     | 5.0MP                                    | A.6.0                      | デュアルピクセルカメラ、FeliCa/NFC(決済対応)、 ワンセグ、フルセグ、 エリアメール、ハイレゾ音源再生、 防水・防塵、指紋センサー、 おくだけ充電 |
| Galaxy S8                                     | SC-02J (SM-G950D)          | 2017年6月8日                                                                            | SUPER AMOLED独自マトリックス Infinity Display 5.8インチ QHD+                                                                        | LTE W-CDMA GSM IEEE 802.11a/b/g/n/ac                     | Qualcomm Snapdragon 835 MSM8998 2.35GHz + 1.9GHz                | RAM:4GB ROM:64GB           | 12.2MP                                                                                     | 8.0MP                                    | A.7.0                      | デュアルピクセルカメラ、FeliCa/NFC(決済対応)、 ワンセグ、フルセグ、 エリアメール、ハイレゾ音源再生、 防水・防塵、指紋センサー、 虹彩認証、おくだけ充電、 Bixby、HDR動画再生、Samsung DeX |
| Galaxy S8+                                    | SC-03J (SM-G955D)          | 2017年6月8日                                                                            | SUPER AMOLED独自マトリックス Infinity Display 6.2インチ QHD+                                                                        | LTE W-CDMA GSM IEEE 802.11a/b/g/n/ac                     | Qualcomm Snapdragon 835 MSM8998 2.35GHz + 1.9GHz                | RAM:4GB ROM:64GB           | 12.2MP                                                                                     | 8.0MP                                    | A.7.0                      | デュアルピクセルカメラ、FeliCa/NFC(決済対応)、 ワンセグ、フルセグ、 エリアメール、ハイレゾ音源再生、 防水・防塵、指紋センサー、 虹彩認証、おくだけ充電、 Bixby、HDR動画再生、Samsung DeX |
| Galaxy Feel                                   | SC-04J (SM-A310D)          | 2017年6月15日 2017年11月10日 (Aurora Green)                                             | SUPER AMOLED独自マトリックス 4.7インチ HD                                                                                           | LTE W-CDMA GSM IEEE 802.11a/b/g/n/ac                     | Samsung Exynos 7870 1.6GHz                                      | RAM:3GB ROM:32GB           | 16.0MP                                                                                     | 5.0MP                                    | A.7.0                      | FeliCa/NFC(決済対応)、 ワンセグ、エリアメール、 ハイレゾ音源再生、防水・防塵、 指紋センサー |
| Galaxy Note8                                  | SC-01K (SM-N950D)          | 2017年10月26日                                                                          | SUPER AMOLED独自マトリックス Infinity Display 6.3インチ QHD+                                                                        | LTE W-CDMA GSM IEEE 802.11a/b/g/n/ac                     | Qualcomm Snapdragon 835 MSM8998 2.35GHz + 1.9GHz                | RAM:6GB ROM:64GB           | 12.2MP(広角カメラ)+ 12.2MP(望遠カメラ・光学2倍ズーム)                                      | 8.0MP                                    | A.7.1.1                    | デュアルピクセルカメラ、 デュアルカメラ、ライブフォーカス(静止画)、 FeliCa/NFC(決済対応)、 ワンセグ、フルセグ、 エリアメール、Sペン、 ハイレゾ音源再生、防水・防塵、 指紋センサー、虹彩認証、 おくだけ充電、 Bixby、HDR動画再生、Samsung DeX |
| Galaxy S9                                     | SC-02K (SM-G960D)          | 2018年5月18日                                                                           | SUPER AMOLED独自マトリックス Infinity Display 5.8インチ QHD+                                                                        | LTE W-CDMA GSM IEEE 802.11a/b/g/n/ac                     | Qualcomm Snapdragon 845 SDM845 2.8GHz + 1.7GHz                  | RAM:4GB ROM:64GB           | 12.2MP                                                                                     | 8.0MP                                    | A.8.0                      | スーパースピードデュアルピクセルカメラ、 デュアルアパチャー、4K/60p動画撮影、 FeliCa/NFC(決済対応)、 ワンセグ、フルセグ、 エリアメール、ハイレゾ音源再生、ステレオスピーカー、 ドルビーアトモス、防水・防塵、指紋センサー、 虹彩認証、顔認証、おくだけ充電、 Bixby、HDR動画再生、Samsung DeX、 マイナンバーカード読み取り |
| Galaxy S9+                                    | SC-03K (SM-G965D)          | 2018年5月18日                                                                           | SUPER AMOLED独自マトリックス Infinity Display 6.2インチ QHD+                                                                        | LTE W-CDMA GSM IEEE 802.11a/b/g/n/ac                     | Qualcomm Snapdragon 845 SDM845 2.8GHz + 1.7GHz                  | RAM:6GB ROM:64GB           | 12.2MP(広角カメラ)+ 12.2MP(望遠カメラ・光学2倍ズーム)                                      | 8.0MP                                    | A.8.0                      | Galaxy S9の機能に加え、以下の機能も備える。 デュアルカメラ、ライブフォーカス(静止画) |
| Galaxy Note9                                  | SC-01L (SM-N960D)          | 2018年10月25日                                                                          | SUPER AMOLED独自マトリックス Infinity Display 6.4インチ QHD+                                                                        | LTE W-CDMA GSM IEEE 802.11a/b/g/n/ac                     | Qualcomm Snapdragon 845 SDM845 2.8GHz + 1.7GHz                  | RAM:6GB ROM:128GB          | 12.2MP(広角カメラ)+ 12.2MP(望遠カメラ・光学2倍ズーム)                                      | 8.0MP                                    | A.8.1                      | スーパースピードデュアルピクセルカメラ、 デュアルカメラ、デュアルアパチャー、 4K/60p動画撮影、ライブフォーカス(静止画)、 FeliCa/NFC(決済対応)、 ワンセグ、フルセグ、 エリアメール、Sペン、 ハイレゾ音源再生、ステレオスピーカー、 ドルビーアトモス、防水・防塵、 指紋センサー、虹彩認証、顔認証、 おくだけ充電、 Bixby、HDR動画再生、Samsung DeX、 マイナンバーカード読み取り |
| Galaxy Feel2                                  | SC-02L (SM-N530D)          | 2018年11月9日                                                                           | SUPER AMOLED独自マトリックス Infinity Display 5.6インチ HD+                                                                         | LTE W-CDMA GSM IEEE 802.11a/b/g/n/ac                     | Samsung Exynos 7885 2.2GHz + 1.6GHz                             | RAM:4GB ROM:32GB           | 16.0MP                                                                                     | 16.0MP                                   | A.8.1                      | FeliCa/NFC(決済対応)、 ワンセグ、エリアメール、 ハイレゾ音源再生、ドルビーアトモス、 防水・防塵、指紋センサー、 顔認証、Bixby Vision、 マイナンバーカード読み取り |
| Galaxy S10                                    | SC-03L (SM-G973D)          | 2019年6月1日                                                                            | Dynamic AMOLED独自マトリックス Infinity-O Display 6.1インチ QHD+                                                                    | LTE W-CDMA GSM IEEE 802.11a/b/g/n/ac                     | Qualcomm Snapdragon 855 SM8150 2.8GHz + 2.4GHz + 1.7GHz         | RAM:8GB ROM:128GB          | 16MP(超広角カメラ)+ 12MP(広角カメラ)+ 12MP(望遠カメラ・光学2倍ズーム)                      | 10MP                                     | A.9.0                      | スーパースピードデュアルピクセルカメラ、 トリプルカメラ、デュアルアパチャー、 4K/60p HDR10+動画撮影、ライブフォーカス(静止画)、 FeliCa/NFC(決済対応)、 ワンセグ、フルセグ、 エリアメール、ハイレゾ音源再生、ステレオスピーカー、 ドルビーアトモス、防水・防塵、 画面内蔵型超音波式指紋センサー、 顔認証、おくだけ充電・ワイヤレスパワーシェア、 Bixby、HDR/HDR10/HDR10+動画再生、Samsung DeX |
| Galaxy S10+                                   | SC-04L (SM-G975D)          | 2019年6月1日                                                                            | Dynamic AMOLED独自マトリックス Infinity-O Display 6.4インチ QHD+                                                                    | LTE W-CDMA GSM IEEE 802.11a/b/g/n/ac                     | Qualcomm Snapdragon 855 SM8150 2.8GHz + 2.4GHz + 1.7GHz         | RAM:8GB ROM:128GB          | 16MP(超広角カメラ)+ 12MP(広角カメラ)+ 12MP(望遠カメラ・光学2倍ズーム)                      | 10MP+ 8MP(RGB深度カメラ)                 | A.9.0                      | Galaxy S10の機能に加え、以下の機能も備える。 デュアルインカメラ |
| Galaxy S10+ Olympic Games Edition             | SC-05L (SM-G975DS)         | 2019年7月24日                                                                           | Dynamic AMOLED独自マトリックス Infinity-O Display 6.4インチ QHD+                                                                    | LTE W-CDMA GSM IEEE 802.11a/b/g/n/ac                     | Qualcomm Snapdragon 855 SM8150 2.8GHz + 2.4GHz + 1.7GHz         | RAM:8GB ROM:128GB          | 16MP(超広角カメラ)+ 12MP(広角カメラ)+ 12MP(望遠カメラ・光学2倍ズーム)                      | 10MP+ 8MP(RGB深度カメラ)                 | A.9.0                      | Galaxy S10+の2020年東京オリンピックとのコラボレーションモデル。東京オリンピックロゴ入りのGalaxy Buds(ホワイト)が同梱。 ドコモオンラインショップで10,000台限定で販売される。 2019年11月1日からドコモショップや量販店でも取扱うようになった。 |
| Galaxy Note10+                                | SC-01M (SM-N975D)          | 2019年10月18日                                                                          | Dynamic AMOLED独自マトリックス Infinity-O Display 6.8インチ QHD+                                                                    | LTE W-CDMA GSM IEEE 802.11a/b/g/n/ac                     | Qualcomm Snapdragon 855 SM8150 2.8GHz + 2.4GHz + 1.7GHz         | RAM:12GB ROM:256GB         | 16MP(超広角カメラ)+ 12MP(広角カメラ)+ 12MP(望遠カメラ・光学2倍ズーム)+ VGA(深度測位カメラ) | 10MP                                     | A.9.0                      | スーパースピードデュアルピクセルカメラ、 クアッドカメラ、デュアルアパチャー、 4K/60p HDR10+動画撮影、ライブフォーカス(静止画・動画)、 FeliCa/NFC(決済対応)、 エリアメール、Sペン、 ハイレゾ音源再生、ステレオスピーカー、 ドルビーアトモス、防水・防塵、 画面内蔵型超音波式指紋センサー、 顔認証、おくだけ充電・ワイヤレスパワーシェア、 45W急速充電、Bixby、 HDR/HDR10/HDR10+動画再生、Samsung DeX |
| Galaxy Note10+ Star Wars Special Edition      | SC-01M (SM-N975D)          | 2019年12月13日                                                                          | Dynamic AMOLED独自マトリックス Infinity-O Display 6.8インチ QHD+                                                                    | LTE W-CDMA GSM IEEE 802.11a/b/g/n/ac                     | Qualcomm Snapdragon 855 SM8150 2.8GHz + 2.4GHz + 1.7GHz         | RAM:12GB ROM:256GB         | 16MP(超広角カメラ)+ 12MP(広角カメラ)+ 12MP(望遠カメラ・光学2倍ズーム)+ VGA(深度測位カメラ) | 10MP                                     | A.9.0                      | Galaxy Note10+のスターウォーズコラボレーションモデル。 スター・ウォーズ/スカイウォーカーの夜明けの公開を記念するモデルで、世界約14カ国で発売された。限定デザインのGalaxy Note10+、ライトセーバーをイメージした赤いSペン、メタル素材のコレクターズバッジ、限定デザインのGalaxy Buds、カイロ・レンをあしらったレザーケースが「シス」からインスパイアされた黒いパッケージに同梱されている。端末には限定のテーマやアイコン、アニメーション、壁紙が搭載されている。日本では2000台限定でドコモオンラインショップとGalaxy Harajukuで発売される。 |
| Galaxy A20                                    | SC-02M (SM-A205D)          | 2019年11月1日                                                                           | TFT Infinity-V Display 5.8インチ HD+                                                                                                | LTE W-CDMA GSM IEEE 802.11a/b/g/n/ac                     | Samsung Exynos 7884B 1.6GHz + 1.3GHz                            | RAM:3GB ROM:32GB           | 8.0MP                                                                                      | 5.0MP                                    | A.9.0                      | FeliCa/NFC(決済対応)、エリアメール、 FMラジオ、防水・防塵、 顔認証 |
| Galaxy S20 5G                                 | SC-51A (SM-G981D)          | 2020年3月25日                                                                           | Dynamic AMOLED 2X 独自マトリックス Infinity-O Display 6.2インチ QHD+                                                                | 5G(Sub6) LTE W-CDMA GSM IEEE 802.11a/b/g/n/ac/ax         | Qualcomm Snapdragon 865 SM8250 2.8GHz + 2.4GHz + 1.8GHz         | RAM:12GB ROM:128GB         | 12MP(超広角カメラ)+ 12MP(広角カメラ)+ 64MP(望遠カメラ・光学3倍ズーム)                      | 10MP                                     | A.10                       | スーパースピードデュアルピクセルカメラ、トリプルカメラ、 8K/24p・4K/60p HDR10+動画撮影、ライブフォーカス(静止画・動画)、 FeliCa/NFC(決済対応)、エリアメール、 ハイレゾ音源再生、ステレオスピーカー、 ドルビーアトモス、防水・防塵、 画面内蔵型超音波式指紋センサー、 顔認証、おくだけ充電・ワイヤレスパワーシェア、 Bixby、HDR/HDR10/HDR10+動画再生、 120Hzディスプレイ、Samsung DeX、 25W急速充電 |
| Galaxy S20+ 5G                                | SC-52A (SM-G986D)          | 2020年6月18日                                                                           | Dynamic AMOLED 2X 独自マトリックス Infinity-O Display 6.7インチ QHD+                                                                | 5G(Sub6・ミリ波) LTE W-CDMA GSM IEEE 802.11a/b/g/n/ac/ax | Qualcomm Snapdragon 865 SM8250 2.8GHz + 2.4GHz + 1.8GHz         | RAM:12GB ROM:128GB         | 12MP(超広角カメラ)+ 12MP(広角カメラ)+ 64MP(望遠カメラ・光学3倍ズーム)+ VGA(深度測位カメラ) | 10MP                                     | A.10                       | Galaxy S20の機能に加え、以下の機能も備える。 クアッドカメラ |
| Galaxy S20+ 5G Olympic Games Edition          | SC-52A (SM-G986D)          | 2020年6月以降→2020年東京オリンピック・2020年東京パラリンピックの1年延期を受け、発売中止 | Dynamic AMOLED 2X 独自マトリックス Infinity-O Display 6.7インチ QHD+                                                                | 5G(Sub6・ミリ波) LTE W-CDMA GSM IEEE 802.11a/b/g/n/ac/ax | Qualcomm Snapdragon 865 SM8250 2.8GHz + 2.4GHz + 1.8GHz         | RAM:12GB ROM:128GB         | 12MP(超広角カメラ)+ 12MP(広角カメラ)+ 64MP(望遠カメラ・光学3倍ズーム)+ VGA(深度測位カメラ) | 10MP                                     | A.10                       | Galaxy S20+ 5Gの2020年東京オリンピックとのコラボレーションモデル。カラーはオリンピック選手に配布予定のモデルと同じマットゴールドを採用。 |
| Galaxy A41                                    | SC-41A (SM-A415D)          | 2020年6月25日                                                                           | Super AMOLED Infinity-U Display 6.1インチ FHD+                                                                                      | LTE W-CDMA GSM IEEE 802.11a/b/g/n/ac                     | MediaTek Helio P65 2.0GHz + 1.7GHz                              | RAM:4GB ROM:64GB           | 8MP(超広角カメラ)+ 48MP(広角カメラ)+ 5MP(深度測位カメラ)                                   | 25MP                                     | A.10                       | FeliCa/NFC(決済対応)、エリアメール、 防水・防塵、 画面内蔵型超音波式指紋センサー、 顔認証 |
| Galaxy A21                                    | SC-42A                     | 2020年10月23日                                                                          | PLS TFT Infinity-V Display 5.8インチ HD+                                                                                            | LTE W-CDMA GSM IEEE 802.11a/b/g/n/ac                     | Samsung Exynos 7884 Octa 2.0GHz + 1.7GHz                        | RAM:3GB ROM:64GB           | 13MP                                                                                       | 5MP                                      | A.10                       | FeliCa/NFC(決済対応)、エリアメール、 IP68防水・防塵 グローバル版のGalaxy A21とはバッテリー容量やプロセッサ、カメラの仕様が大きく異なる。 |
| Galaxy Note20 Ultra 5G                        | SC-53A                     | 2020年11月6日                                                                           | Dynamic AMOLED 2X独自マトリックス Infinity-O Display 6.9インチ QHD+                                                                 | 5G(Sub6・ミリ波) LTE GSM IEEE 802.11a/b/g/n/ac/ax        | Qualcomm Snapdragon 865 Plus SM8250-AB 3.1GHz + 2.5GHz + 1.7GHz | RAM:12GB ROM:256GB         | 12MP(超広角カメラ)+ 108MP(広角カメラ)+ 12MP(望遠カメラ・光学5倍ズーム)                     | 10MP                                     | A.10                       | スーパースピードデュアルピクセルカメラ、 トリプルカメラ、デュアルアパチャー、 8K/24p・4K/60p HDR10+動画撮影、ライブフォーカス(静止画・動画)、 FeliCa/NFC(決済対応)、 エリアメール、Sペン、 ハイレゾ音源再生、ステレオスピーカー、 ドルビーアトモス、防水・防塵、 画面内蔵型超音波式指紋センサー、 顔認証、ワイヤレス充電・ワイヤレスパワーシェア、 45W急速充電、Bixby、 HDR/HDR10/HDR10+動画再生、120Hzディスプレイ、 Samsung DeX |
| Galaxy A51 5G                                 | SC-54A                     | 2020年11月6日                                                                           | Super AMOLED独自マトリックス Infinity-O Display 6.5インチ FHD+                                                                      | 5G(Sub6) LTE GSM IEEE 802.11a/b/g/n/ac                   | Qualcomm Snapdragon 765G SM7250-AB 2.4GHz + 2.2GHz + 1.8GHz     | RAM:6GB ROM:128GB          | 12MP(超広角カメラ)+ 48MP(広角カメラ)+ 5MP(マクロカメラ)+ 5MP(深度測位カメラ)               | 32MP                                     | A.10                       | FeliCa/NFC(決済対応)、エリアメール、 ハイレゾ音源再生、防水・防塵、 画面内蔵型超音波式指紋センサー、 顔認証 |
| Galaxy S21 5G                                 | SC-51B                     | 2021年4月22日                                                                           | Dynamic AMOLED 2X独自マトリックス Infinity-O Display 6.2インチ FHD+                                                                 | 5G(Sub6) LTE GSM IEEE 802.11a/b/g/n/ac/ax                | Qualcomm Snapdragon 888 SM8350 2.8GHz + 2.4GHz + 1.8GHz         | RAM:8GB ROM:256GB          | 12MP(超広角カメラ)+ 12MP(広角カメラ)+ 64MP(望遠カメラ・光学3倍ズーム)                      | 10MP                                     | A.11                       | スーパースピードデュアルピクセルカメラ、 トリプルカメラ、デュアルアパチャー、 8K/24p・4K/60p HDR10+動画撮影、ライブフォーカス(静止画・動画)、 シングルテイク撮影、 FeliCa/NFC(決済対応)、エリアメール、 ハイレゾ音源再生、ステレオスピーカー、 ドルビーアトモス、防水・防塵、 画面内蔵型超音波式指紋センサー、 顔認証、ワイヤレス充電・ワイヤレスパワーシェア、 急速充電、Bixby、 HDR/HDR10/HDR10+動画再生、120Hzディスプレイ(48～120Hz)、 Samsung DeX、FMラジオ                                                                          |
| Galaxy S21 5G Olympic Games Edition           | SC-51B                     | 2021年6月3日                                                                            | Dynamic AMOLED 2X独自マトリックス Infinity-O Display 6.2インチ FHD+                                                                 | 5G(Sub6) LTE GSM IEEE 802.11a/b/g/n/ac/ax                | Qualcomm Snapdragon 888 SM8350 2.8GHz + 2.4GHz + 1.8GHz         | RAM:8GB ROM:256GB          | 12MP(超広角カメラ)+ 12MP(広角カメラ)+ 64MP(望遠カメラ・光学3倍ズーム)                      | 10MP                                     | A.11                       | Galaxy S21 5Gの2020年東京オリンピックとのコラボレーションモデル。 |
| Galaxy S21 Ultra 5G                           | SC-52B                     | 2021年4月22日                                                                           | Dynamic AMOLED 2X独自マトリックス Infinity-O Display 6.9インチ QHD+                                                                 | 5G(Sub6・ミリ波) LTE GSM IEEE 802.11a/b/g/n/ac/ax        | Qualcomm Snapdragon 888 SM8350 2.8GHz + 2.4GHz + 1.8GHz         | RAM:12GB ROM:256GB         | 12MP(超広角カメラ)+ 108MP(広角カメラ)+ 10MP(望遠カメラ・光学10倍ズーム)+ 10MP(望遠カメラ)  | 40MP                                     | A.11                       | Galaxy S21の機能に加え、以下の機能も備える。 クアッドカメラ、ToFセンサー、 Sペン、120Hzディスプレイ(10～120Hz) |
| Galaxy A52 5G                                 | SC-53B                     | 2021年6月3日                                                                            | Super AMOLED独自マトリックス Infinity-O Display 6.5インチ FHD+                                                                      | 5G(Sub6) LTE GSM IEEE 802.11a/b/g/n/ac                   | Qualcomm Snapdragon 750G SM7225 2.2GHz + 1.8GHz                 | RAM:6GB ROM:128GB          | 12MP(超広角カメラ)+ 64MP(広角カメラ)+ 5MP(マクロカメラ)+ 5MP(深度測位カメラ)               | 32MP                                     | A.11                       | FeliCa/NFC(決済対応)、エリアメール、 ハイレゾ音源再生、ステレオスピーカー、 ドルビーアトモス、防水・防塵、 画面内蔵型超音波式指紋センサー、 顔認証、FMラジオ |
| Galaxy Z Flip3 5G                             | SC-54B                     | 2021年10月6日                                                                           | サブ:SUPER AMOLED独自マトリックス 1.9インチ メイン:Dynamic AMOLED 2X独自マトリックス Infinity Flex Display 6.7インチ FHD+           | 5G(Sub6) LTE GSM IEEE 802.11a/b/g/n/ac/ax                | Qualcomm Snapdragon 888 SM8350 2.9GHz + 2.4GHz + 1.7GHz         | RAM:8GB ROM:128GB          | 12MP(超広角カメラ)+ 12MP(広角カメラ)                                                       | 10MP                                     | A.11                       | スーパースピードデュアルピクセルカメラ、 デュアルカメラ、4K/60p HDR10+動画撮影、ライブフォーカス(静止画・動画)、 FeliCa/NFC(決済対応)、エリアメール、ハイレゾ音源再生、 ドルビーアトモス、防水、指紋センサー、 顔認証、ワイヤレス充電、Bixby、 HDR/HDR10/HDR10+動画再生 |
| Galaxy Z Fold3 5G                             | SC-55B                     | 2021年10月6日                                                                           | サブ:Dynamic AMOLED 2X独自マトリックス 6.2インチ HD+ メイン:Dynamic AMOLED 2X独自マトリックス Infinity Flex Display 7.6インチ QXGA+ | 5G(Sub6・ミリ波) LTE GSM IEEE 802.11a/b/g/n/ac/ax        | Qualcomm Snapdragon 888 SM8350 2.9GHz + 2.4GHz + 1.7GHz         | RAM:12GB ROM:256GB         | 12MP(超広角カメラ)+ 12MP(広角カメラ)+ 12MP(望遠カメラ)                                     | 10MP(カバー側カメラ) 4MP(メイン側カメラ) | A.11                       | スーパースピードデュアルピクセルカメラ、 デュアルカメラ、4K/60p HDR10+動画撮影、ライブフォーカス(静止画・動画)、 FeliCa/NFC(決済対応)、エリアメール、ハイレゾ音源再生、 ドルビーアトモス、防水、指紋センサー、 顔認証、ワイヤレス充電、Bixby、 HDR/HDR10/HDR10+動画再生、Sペン |
| Galaxy A22 5G                                 | SC-56B                     |                                                                                         | |                                                          |                                                                 |                            |                                                                                            |                                          |                            | |
| Galaxy S22                                    | SC-51C                     | 2022年4月21日                                                                           | |                                                          |                                                                 |                            |                                                                                            |                                          |                            | |
| Galaxy S22 Ultra                              | SC-52C                     | 2022年4月21日                                                                           | |                                                          |                                                                 |                            |                                                                                            |                                          |                            | |
| Galaxy A53 5G                                 | SC-53C                     | 2022年5月27日                                                                           | |                                                          |                                                                 |                            |                                                                                            |                                          |                            | |
| Galaxy Z Flip 4                               | SC-54C                     | 2022年9月29日                                                                           | |                                                          |                                                                 |                            |                                                                                            |                                          |                            | |
| Galaxy Z Fold 4                               | SC-55C                     | 2022年9月29日                                                                           | |                                                          |                                                                 |                            |                                                                                            |                                          |                            | |
| Galaxy A23 5G                                 | SC-56C                     | 2022年10月27日                                                                          | |                                                          |                                                                 |                            |                                                                                            |                                          |                            | |
| Galaxy S23                                    | SC-51D                     | 2023年4月20日                                                                           | |                                                          |                                                                 |                            |                                                                                            |                                          |                            | |
| Galaxy S23 Ultra                              | SC-52D                     | 2023年4月20日                                                                           | |                                                          |                                                                 |                            |                                                                                            |                                          |                            | |
| Galaxy A54 5G                                 | SC-53D                     | 2023年5月25日                                                                           | |                                                          |                                                                 |                            |                                                                                            |                                          |                            | |
| Galaxy Z Flip5                                | SC-54D                     | 2023年9月1日                                                                            | |                                                          |                                                                 |                            |                                                                                            |                                          |                            | |
| Galaxy Z Fold5                                | SC-55D                     | 2023年9月1日                                                                            | |                                                          |                                                                 |                            |                                                                                            |                                          |                            | |

#### KDDI・沖縄セルラー電話 (au)
S2 WiMAX、S3 Progreはドコモ版ともグローバル版とも仕様が異なるau独自モデルである。Note 3以降のモデルはグローバル版に最低限のローカライズが施されたモデルであり、ドコモ版とも大きな違いは無い。
| 機種名                               | 型番                            | 発売日                                                       | ディスプレイ | 通信方式                                                  | CPU                                                                                   | ストレージ            | メインカメラ                                                                                 | サブカメラ                                                    | 初期搭載OS            | トピック |
| ISシリーズ                           | ISシリーズ                      | ISシリーズ                                                   | ISシリーズ | ISシリーズ                                                | ISシリーズ                                                                            | ISシリーズ            | ISシリーズ                                                                                   | ISシリーズ                                                    | ISシリーズ            | ISシリーズ |
| ------------------------------------ | ------------------------------- | ------------------------------------------------------------ | --- | --------------------------------------------------------- | ------------------------------------------------------------------------------------- | --------------------- | -------------------------------------------------------------------------------------------- | ------------------------------------------------------------- | --------------------- | --- |
| GALAXY S II WiMAX                    | ISW11SC (CDMA SCI11) (SCH-J001) | 2012年1月20日                                                | SUPER AMOLEDペンタイル 4.7インチ HD | WiMAX CDMA2000 IEEE 802.11a/b/g/n                         | Samsung Exynos 4210 1.4GHz                                                            | RAM:1GB ROM:16GB      | 8.0MP                                                                                        | 2.0MP                                                         | A.2.3 → A.4.0.4       | NFC(決済対応)、緊急速報メール、 +WiMAX |
| au 4G LTEシリーズ                    |                                 |                                                              | |                                                           |                                                                                       |                       |                                                                                              |                                                               |                       | |
| GALAXY S III Progre                  | SCL21 (CDMA SCL21) (SCH-J021)   | 2012年11月2日                                                | SUPER AMOLEDペンタイル 4.8インチ HD | LTE CDMA2000 W-CDMA GSM IEEE 802.11a/b/g/n                | Qualcomm Snapdragon S4 MSM8960 1.5GHz                                                 | RAM:2GB ROM:32GB      | 8.0MP                                                                                        | 1.9MP                                                         | A.4.0                 | FeliCa、ワンセグ、 緊急速報メール |
| GALAXY Note 3                        | SCL22 (SM-N900J)                | 2013年10月17日                                               | SUPER AMOLED独自マトリックス 5.7インチ FHD | LTE CDMA2000 W-CDMA GSM IEEE 802.11a/b/g/n/ac             | Qualcomm Snapdragon 800 MSM8974 2.3GHz                                                | RAM:3GB ROM:32GB      | 13.2MP                                                                                       | 2.1MP                                                         | A.4.3                 | FeliCa/NFC(決済対応)、ワンセグ、 緊急速報メール、Sペン、 ハイレゾ音源再生 au初のNoteシリーズ。 |
| GALAXY S5                            | SCL23 (SM-G900J)                | 2014年5月15日                                                | SUPER AMOLED独自マトリックス 5.1インチ FHD | LTE WiMAX2+ CDMA2000 W-CDMA GSM IEEE 802.11a/b/g/n/ac     | Qualcomm Snapdragon 801 MSM8974AC 2.5GHz                                              | RAM:2GB ROM:32GB      | 16.0MP                                                                                       | 2.1MP                                                         | A.4.4                 | FeliCa/NFC(決済対応)、ワンセグ、 緊急速報メール、ハイレゾ音源再生、 防水・防塵、指紋センサー シリーズ初の防水・防塵性能、指紋センサー搭載モデル。 |
| GALAXY Note Edge                     | SCL24 (SM-N915J)                | 2014年10月23日 (Charcoal Black) 2014年11月13日 (Frost White) | SUPER AMOLED独自マトリックス 5.6インチ WQHD | LTE WiMAX2+ CDMA2000 W-CDMA GSM IEEE 802.11a/b/g/n/ac     | Qualcomm Snapdragon 805 APQ8084 2.7GHz                                                | RAM:3GB ROM:32GB      | 16.0MP                                                                                       | 3.7MP                                                         | A.4.4                 | FeliCa/NFC(決済対応)、 ワンセグ、フルセグ、 緊急速報メール、Sペン、 ハイレゾ音源再生、指紋センサー 曲面ディスプレイ搭載モデル。 シリーズ初のフルセグ対応モデル。 au版は曲面ディスプレイにEメール(@ezweb.ne.jp)・SMSの本文表示、着信アニメの表示が可能。 |
| Galaxy S6 edge                       | SCV31 (SM-G925J)                | 2015年4月23日                                                | SUPER AMOLED独自マトリックス 5.1インチ QHD | LTE WiMAX2+ W-CDMA GSM IEEE 802.11a/b/g/n/ac              | Samsung Exynos 7420 2.1GHz+1.5GHz                                                     | RAM:3GB ROM:32GB/64GB | 16.0MP                                                                                       | 5.0MP                                                         | A.5.0 → A.6.0 → A.7.0 | FeliCa/NFC(決済対応)、 ワンセグ、フルセグ、 緊急速報メール、ハイレゾ音源再生、 指紋センサー、ワイヤレス充電 auのGalaxyシリーズでは初となるVoLTE対応モデル。 au版はストレージ容量の選択が可能。 |
| Galaxy A8                            | SCV32 (SM-A800J)                | 2015年12月18日                                               | SUPER AMOLED独自マトリックス 5.7インチ FHD | LTE WiMAX2+ W-CDMA GSM IEEE 802.11a/b/g/n/ac              | Samsung Exynos 5433 1.9GHz+1.3GHz                                                     | RAM:2GB ROM:32GB      | 16.0MP                                                                                       | 5.0MP                                                         | A.5.1                 | FeliCa/NFC(決済対応)、 ワンセグ、フルセグ、 緊急速報メール、指紋センサー |
| Galaxy S7 edge                       | SCV33 (SM-G935J)                | 2016年5月19日                                                | SUPER AMOLED独自マトリックス 5.5インチ QHD | LTE WiMAX2+ W-CDMA GSM IEEE 802.11a/b/g/n/ac              | Qualcomm Snapdragon 820 MSM8996 2.2GHz + 1.6GHz                                       | RAM:4GB ROM:32GB      | 12.2MP                                                                                       | 5.0MP                                                         | A.6.0 → A.7.0 → A.8.0 | デュアルピクセルカメラ、FeliCa/NFC(決済対応)、 ワンセグ、フルセグ、 緊急速報メール、ハイレゾ音源再生、 防水・防塵、指紋センサー、ワイヤレス充電 SCL23以来となる防水性能搭載モデル。 |
| Galaxy S7 edge Injustice Edition     | SCV33 (SM-G935J)                | 2016年7月4日                                                 | SUPER AMOLED独自マトリックス 5.5インチ QHD | LTE WiMAX2+ W-CDMA GSM IEEE 802.11a/b/g/n/ac              | Qualcomm Snapdragon 820 MSM8996 2.2GHz + 1.6GHz                                       | RAM:4GB ROM:32GB      | 12.2MP                                                                                       | 5.0MP                                                         | A.6.0 → A.7.0 → A.8.0 | バットマンとのコラボレーションモデル。 |
| Galaxy S7 edge Olympic Games Edition | SCV33 (SM-G935J)                | 2016年7月19日                                                | SUPER AMOLED独自マトリックス 5.5インチ QHD | LTE WiMAX2+ W-CDMA GSM IEEE 802.11a/b/g/n/ac              | Qualcomm Snapdragon 820 MSM8996 2.2GHz + 1.6GHz                                       | RAM:4GB ROM:32GB      | 12.2MP                                                                                       | 5.0MP                                                         | A.6.0 → A.7.0 → A.8.0 | リオデジャネイロオリンピックとのコラボレーションモデル。 |
| Galaxy S8+                           | SCV35 (SM-G950J)                | 2017年6月8日                                                 | SUPER AMOLED独自マトリックス Infinity Display 6.2インチ QHD+                                                                                       | LTE WiMAX2+ W-CDMA GSM IEEE 802.11a/b/g/n/ac              | Qualcomm Snapdragon 835 MSM8998 2.35GHz + 1.9GHz                                      | RAM:4GB ROM:64GB      | 12.2MP                                                                                       | 8.0MP                                                         | A.7.0 → A.8.0 → A.9.0 | デュアルピクセルカメラ、FeliCa/NFC(決済対応)、 ワンセグ、フルセグ、 緊急速報メール、ハイレゾ音源再生、 防水・防塵、指紋センサー、 虹彩認証、ワイヤレス充電、 Bixby、HDR動画再生、Samsung DeX |
| Galaxy S8                            | SCV36 (SM-G955J)                | 2017年6月8日                                                 | SUPER AMOLED独自マトリックス Infinity Display 5.8インチ QHD+                                                                                       | LTE WiMAX2+ W-CDMA GSM IEEE 802.11a/b/g/n/ac              | Qualcomm Snapdragon 835 MSM8998 2.35GHz + 1.9GHz                                      | RAM:4GB ROM:64GB      | 12.2MP                                                                                       | 8.0MP                                                         | A.7.0 → A.8.0 → A.9.0 | デュアルピクセルカメラ、FeliCa/NFC(決済対応)、 ワンセグ、フルセグ、 緊急速報メール、ハイレゾ音源再生、 防水・防塵、指紋センサー、 虹彩認証、ワイヤレス充電、 Bixby、HDR動画再生、Samsung DeX |
| Galaxy Note8                         | SCV37 (SM-N950J)                | 2017年10月26日                                               | SUPER AMOLED独自マトリックス Infinity Display 6.3インチ QHD+                                                                                       | LTE WiMAX2+ W-CDMA GSM IEEE 802.11a/b/g/n/ac              | Qualcomm Snapdragon 835 MSM8998 2.35GHz + 1.9GHz                                      | RAM:6GB ROM:64GB      | 12.2MP(広角カメラ)+ 12.2MP(望遠カメラ・光学2倍ズーム)                                        | 8.0MP                                                         | A.7.1.1               | デュアルピクセルカメラ、 デュアルカメラ、ライブフォーカス(静止画)、 FeliCa/NFC(決済対応)、 ワンセグ、フルセグ、 緊急速報メール、Sペン、 ハイレゾ音源再生、防水・防塵、 指紋センサー、虹彩認証、 ワイヤレス充電、 Bixby、HDR動画再生、Samsung DeX |
| Galaxy S9                            | SCV38 (SM-G960J)                | 2018年5月18日                                                | SUPER AMOLED独自マトリックス Infinity Display 5.8インチ QHD+                                                                                       | LTE WiMAX2+ W-CDMA GSM IEEE 802.11a/b/g/n/ac              | Qualcomm Snapdragon 845 SDM845 2.8GHz + 1.7GHz                                        | RAM:4GB ROM:64GB      | 12.2MP                                                                                       | 8.0MP                                                         | A.8.0 → A.9.0 → A.10  | スーパースピードデュアルピクセルカメラ、 デュアルアパチャー、4K/60p動画撮影、 FeliCa/NFC(決済対応)、 ワンセグ、フルセグ、 緊急速報メール、ハイレゾ音源再生、ステレオスピーカー、 ドルビーアトモス、防水・防塵、指紋センサー、 虹彩認証、顔認証、ワイヤレス充電、 Bixby、HDR動画再生、Samsung DeX、 マイナンバーカード読み取り |
| Galaxy S9+                           | SCV39 (SM-G965J)                | 2018年5月18日                                                | SUPER AMOLED独自マトリックス Infinity Display 6.2インチ QHD+                                                                                       | LTE WiMAX2+ W-CDMA GSM IEEE 802.11a/b/g/n/ac              | Qualcomm Snapdragon 845 SDM845 2.8GHz + 1.7GHz                                        | RAM:6GB ROM:64GB      | 12.2MP(広角カメラ)+ 12.2MP(望遠カメラ・光学2倍ズーム)                                        | 8.0MP                                                         | A.8.0 → A.9.0 → A.10  | Galaxy S9の機能に加え、以下の機能も備える。 デュアルカメラ、ライブフォーカス(静止画) |
| Galaxy Note9                         | SCV40 (SM-N960J)                | 2018年10月25日                                               | SUPER AMOLED独自マトリックス Infinity Display 6.4インチ QHD+                                                                                       | LTE WiMAX2+ W-CDMA GSM IEEE 802.11a/b/g/n/ac              | Qualcomm Snapdragon 845 SDM845 2.8GHz + 1.7GHz                                        | RAM:6GB ROM:128GB     | 12.2MP(広角カメラ)+ 12.2MP(望遠カメラ・光学2倍ズーム)                                        | 8.0MP                                                         | A.8.1                 | スーパースピードデュアルピクセルカメラ、 デュアルカメラ、デュアルアパチャー、 4K/60p動画撮影、ライブフォーカス(静止画)、 FeliCa/NFC(決済対応)、 ワンセグ、フルセグ、 緊急速報メール、Sペン、 ハイレゾ音源再生、ステレオスピーカー、 ドルビーアトモス、防水・防塵、 指紋センサー、虹彩認証、 ワイヤレス充電、Bixby、 HDR動画再生、Samsung DeX、 マイナンバーカード読み取り                                                                                        |
| Galaxy S10                           | SCV41 (SM-G973J)                | 2019年5月23日                                                | Dynamic AMOLED独自マトリックス Infinity-O Display 6.1インチ QHD+                                                                                   | LTE WiMAX2+ W-CDMA GSM IEEE 802.11a/b/g/n/ac              | Qualcomm Snapdragon 855 SM8150 2.8GHz + 2.4GHz + 1.7GHz                               | RAM:8GB ROM:128GB     | 16MP(超広角カメラ)+ 12MP(広角カメラ)+ 12MP(望遠カメラ・光学2倍ズーム)                        | 10MP                                                          | A.9.0                 | スーパースピードデュアルピクセルカメラ、 トリプルカメラ、デュアルアパチャー、 4K/60p HDR10+動画撮影、ライブフォーカス(静止画)、 FeliCa/NFC(決済対応)、 ワンセグ、フルセグ、 緊急速報メール、ハイレゾ音源再生、ステレオスピーカー、 ドルビーアトモス、防水・防塵、 画面内蔵型超音波式指紋センサー、 顔認証、ワイヤレス充電・ワイヤレスパワーシェア、 Bixby、HDR/HDR10/HDR10+動画再生、Samsung DeX                                                                 |
| Galaxy S10+                          | SCV42 (SM-G975J)                | 2019年5月23日                                                | Dynamic AMOLED独自マトリックス Infinity-O Display 6.4インチ QHD+                                                                                   | LTE WiMAX2+ W-CDMA GSM IEEE 802.11a/b/g/n/ac              | Qualcomm Snapdragon 855 SM8150 2.8GHz + 2.4GHz + 1.7GHz                               | RAM:8GB ROM:128GB     | 16MP(超広角カメラ)+ 12MP(広角カメラ)+ 12MP(望遠カメラ・光学2倍ズーム)                        | 10MP+ 8MP(RGB深度カメラ)                                      | A.9.0                 | Galaxy S10の機能に加え、以下の機能も備える。 デュアルインカメラ |
| Galaxy A30                           | SCV43 (SM-A305J)                | 2019年6月6日                                                 | SUPER AMOLED独自マトリックス Infinity-U Display 6.4インチ FHD+                                                                                     | LTE WiMAX2+ W-CDMA GSM IEEE 802.11a/b/g/n/ac              | Samsung Exynos 7904 1.8GHz + 1.6GHz                                                   | RAM:4GB ROM:64GB      | 13MP+ 5MP(超広角カメラ)                                                                      | 8.0MP                                                         | A.9.0                 | FeliCa/NFC(決済対応)、緊急速報メール、 ハイレゾ音源再生、ドルビーアトモス、 防水・防塵、指紋センサー、 顔認証 |
| Galaxy Fold                          | SCV44 (SM-F900J)                | 2019年10月25日                                               | サブ:SUPER AMOLED独自マトリックス 4.6インチ HD+ メイン:Dynamic AMOLED独自マトリックス Infinity Flex Display 7.3インチ QXGA+                        | LTE WiMAX2+ W-CDMA GSM IEEE 802.11a/b/g/n/ac/ax           | Qualcomm Snapdragon 855 SM8150 2.8GHz + 2.4GHz + 1.7GHz                               | RAM:12GB ROM:512GB    | 16MP(超広角カメラ)+ 12MP(広角カメラ)+ 12MP(望遠カメラ・光学2倍ズーム)                        | 10MP(カバー側カメラ) 10MP+ 8MP(RGB深度カメラ)(メイン側カメラ) | A.9.0                 | スーパースピードデュアルピクセルカメラ、 トリプルカメラ、デュアルアパチャー、 4K/60p HDR10+動画撮影、ライブフォーカス(静止画)、 デュアルインカメラ、NFC、 緊急速報メール、ハイレゾ音源再生、 ドルビーアトモス、指紋センサー、 顔認証、ワイヤレス充電・ワイヤレスパワーシェア、 Bixby、HDR/HDR10/HDR10+動画再生、 Samsung DeX KDDI/沖縄セルラー電話直営店舗、auオンラインショップ、Galaxy Harajukuなど取扱店舗限定モデル。                                        |
| Galaxy Note10+                       | SCV45 (SM-N975J)                | 2019年10月18日                                               | Dynamic AMOLED独自マトリックス Infinity-O Display 6.8インチ QHD+                                                                                   | LTE WiMAX2+ W-CDMA GSM IEEE 802.11a/b/g/n/ac              | Qualcomm Snapdragon 855 SM8150 2.8GHz + 2.4GHz + 1.7GHz                               | RAM:12GB ROM:256GB    | 16MP(超広角カメラ)+ 12MP(広角カメラ)+ 12MP(望遠カメラ・光学2倍ズーム)+ VGA(深度測位カメラ)   | 10MP                                                          | A.9.0                 | スーパースピードデュアルピクセルカメラ、 クアッドカメラ、デュアルアパチャー、 4K/60p HDR10+動画撮影、ライブフォーカス(静止画・動画)、 FeliCa/NFC(決済対応)、 緊急速報メール、Sペン、 ハイレゾ音源再生、ステレオスピーカー、 ドルビーアトモス、防水・防塵、 画面内蔵型超音波式指紋センサー、 顔認証、ワイヤレス充電・ワイヤレスパワーシェア、 45W急速充電、Bixby、 HDR/HDR10/HDR10+動画再生、Samsung DeX                                                          |
| Galaxy A20                           | SCV46 (SM-A102J)                | 2019年10月25日                                               | TFT Infinity-V Display 5.8インチ HD+ | LTE WiMAX2+ W-CDMA GSM IEEE 802.11a/b/g/n/ac              | Samsung Exynos 7884B 1.6GHz + 1.3GHz                                                  | RAM:3GB ROM:32GB      | 8.0MP                                                                                        | 5.0MP                                                         | A.9.0                 | FeliCa/NFC(決済対応)、緊急速報メール、 FMラジオ、防水・防塵、 顔認証 |
| Galaxy Z Flip                        | SCV47 (SM-F700J)                | 2020年2月28日                                                | サブ:SUPER AMOLED独自マトリックス 1.1インチ メイン:Dynamic AMOLED独自マトリックス Infinity Flex Display 6.7インチ FHD+                             | LTE WiMAX2+ W-CDMA GSM IEEE 802.11a/b/g/n/ac              | Qualcomm Snapdragon 855 Plus SM8150-AC 2.9GHz + 2.4GHz + 1.7GHz                       | RAM:8GB ROM:256GB     | 12MP(超広角カメラ)+ 12MP(広角カメラ)                                                         | 10MP                                                          | A.10                  | スーパースピードデュアルピクセルカメラ、 デュアルカメラ、4K/60p HDR10+動画撮影、ライブフォーカス(静止画・動画)、 NFC、緊急速報メール、ハイレゾ音源再生、 ドルビーアトモス、指紋センサー、顔認証、 ワイヤレス充電、Bixby、HDR/HDR10/HDR10+動画再生 |
| Galaxy S20 5G                        | SCG01 (SM-G981J)                | 2020年3月26日                                                | Dynamic AMOLED 2X独自マトリックス Infinity-O Display 6.2インチ QHD+                                                                                | 5G(Sub6) LTE WiMAX2+ GSM IEEE 802.11a/b/g/n/ac/ax         | Qualcomm Snapdragon 865 SM8250 2.8GHz + 2.4GHz + 1.8GHz                               | RAM:12GB ROM:128GB    | 12MP(超広角カメラ)+ 12MP(広角カメラ)+ 64MP(望遠カメラ・光学3倍ズーム)                        | 10MP                                                          | A.10                  | スーパースピードデュアルピクセルカメラ、トリプルカメラ、 8K/24p・4K/60p HDR10+動画撮影、ライブフォーカス(静止画・動画)、 FeliCa/NFC(決済対応)、緊急速報メール、 ハイレゾ音源再生、ステレオスピーカー、 ドルビーアトモス、防水・防塵、 画面内蔵型超音波式指紋センサー、 顔認証、ワイヤレス充電・ワイヤレスパワーシェア、 Bixby、HDR/HDR10/HDR10+動画再生、 120Hzディスプレイ、Samsung DeX、 25W急速充電                                                           |
| Galaxy S20+ 5G                       | SCG02 (SM-G986J)                | 2020年6月4日                                                 | Dynamic AMOLED 2X独自マトリックス Infinity-O Display 6.7インチ QHD+                                                                                | 5G(Sub6・ミリ波) LTE WiMAX2+ GSM IEEE 802.11a/b/g/n/ac/ax | Qualcomm Snapdragon 865 SM8250 2.8GHz + 2.4GHz + 1.8GHz                               | RAM:12GB ROM:128GB    | 12MP(超広角カメラ)+ 12MP(広角カメラ)+ 64MP(望遠カメラ・光学3倍ズーム)+ VGA(深度測位カメラ)   | 10MP                                                          | A.10                  | Galaxy S20の機能に加え、以下の機能も備える。 クアッドカメラ |
| Galaxy S20+ 5G BTS Edition           | SCG02 (SM-G986J)                | 事前予約者向け: 2020年9月11日 一般発売: 2020年10月9日        | Dynamic AMOLED 2X独自マトリックス Infinity-O Display 6.7インチ QHD+                                                                                | 5G(Sub6・ミリ波) LTE WiMAX2+ GSM IEEE 802.11a/b/g/n/ac/ax | Qualcomm Snapdragon 865 SM8250 2.8GHz + 2.4GHz + 1.8GHz                               | RAM:12GB ROM:128GB    | 12MP(超広角カメラ)+ 12MP(広角カメラ)+ 64MP(望遠カメラ・光学3倍ズーム)+ VGA(深度測位カメラ)   | 10MP                                                          | A.10                  | Galaxy S20+ 5GのBTSコラボレーションモデル。フォトカードやステッカー、デコフィルムが同梱される。 |
| Galaxy S20 Ultra 5G                  | SCG03 (SM-G988J)                | 2020年7月3日                                                 | Dynamic AMOLED 2X独自マトリックス Infinity-O Display 6.9インチ QHD+                                                                                | 5G(Sub6・ミリ波) LTE WiMAX2+ GSM IEEE 802.11a/b/g/n/ac/ax | Qualcomm Snapdragon 865 SM8250 2.8GHz + 2.4GHz + 1.8GHz                               | RAM:12GB ROM:128GB    | 12MP(超広角カメラ)+ 108MP(広角カメラ)+ 48MP(望遠カメラ・光学10倍ズーム)+ VGA(深度測位カメラ) | 40MP                                                          | A.10                  | Galaxy S20の機能に加え、以下の機能も備える。 クアッドカメラ、45W急速充電 FeliCa機能は非対応。 |
| Galaxy A41                           | SCV48 (SM-A415J)                | 2020年7月8日                                                 | Super AMOLED独自マトリックス Infinity-U Display 6.1インチ FHD+                                                                                     | LTE WiMAX2+ W-CDMA GSM IEEE 802.11a/b/g/n/ac              | MediaTek Helio P65 2.0GHz + 1.7GHz                                                    | RAM:4GB ROM:64GB      | 8MP(超広角カメラ)+ 48MP(広角カメラ)+ 5MP(深度測位カメラ)                                     | 25MP                                                          | A.10                  | FeliCa/NFC(決済対応)、緊急速報メール、 防水・防塵、 画面内蔵型超音波式指紋センサー、 顔認証 |
| Galaxy Z Flip 5G                     | SCG04 (SM-F707J)                | 2020年11月4日                                                | サブ:SUPER AMOLED独自マトリックス 1.1インチ メイン:Dynamic AMOLED独自マトリックス Infinity Flex Display 6.7インチ FHD+                             | 5G LTE WiMAX2+ GSM IEEE 802.11a/b/g/n/ac/ax               | Qualcomm Snapdragon 865 Plus SM8250-AB 3.0GHz + 2.4GHz + 1.8GHz                       | RAM:8GB ROM:256GB     | 12MP(超広角カメラ)+ 12MP(広角カメラ)                                                         | 10MP                                                          | A.10                  | Galaxy Z Flipの5G対応モデル。 SoCがSnapdragon 865 Plusに強化されており、Wi-Fiも11ax(Wi-Fi 6)に対応している。 |
| Galaxy Z Fold2 5G                    | SCG05 (SM-F916J)                | 2020年11月4日                                                | サブ:SUPER AMOLED独自マトリックス Infinity-O Display 6.2インチ HD+ メイン:Dynamic AMOLED 2X 独自マトリックス Infinity Flex Display 7.6インチ QXGA+ | 5G LTE WiMAX2+ GSM IEEE 802.11a/b/g/n/ac/ax               | Qualcomm Snapdragon 865 Plus SM8250-AB 3.1GHz + 2.5GHz + 1.7GHz                       | RAM:12GB ROM:512GB    | 12MP(超広角カメラ)+ 12MP(広角カメラ)+ 12MP(望遠カメラ・光学2倍ズーム)                        | 10MP(カバー側カメラ) 10MP(メイン側カメラ)                     | A.10                  | スーパースピードデュアルピクセルカメラ、 トリプルカメラ、デュアルアパチャー、 4K/60p HDR10+動画撮影、ライブフォーカス(静止画)、 NFC、緊急速報メール、 ハイレゾ音源再生、ドルビーアトモス、 指紋センサー、顔認証、 ワイヤレス充電・ワイヤレスパワーシェア、 Bixby、HDR/HDR10/HDR10+動画再生、 Samsung DeX |
| Galaxy Note20 Ultra 5G               | SCG06 (SM-N986J)                | 2020年10月15日                                               | Dynamic AMOLED 2X独自マトリックス Infinity-O Display 6.9インチ QHD+                                                                                | 5G LTE WiMAX2+ GSM IEEE 802.11a/b/g/n/ac/ax               | Qualcomm Snapdragon 865 Plus SM8250-AB 3.1GHz + 2.5GHz + 1.7GHz                       | RAM:12GB ROM:256GB    | 12MP(超広角カメラ)+ 108MP(広角カメラ)+ 12MP(望遠カメラ・光学5倍ズーム)                       | 10MP                                                          | A.10                  | スーパースピードデュアルピクセルカメラ、 トリプルカメラ、デュアルアパチャー、 4K/60p HDR10+動画撮影、ライブフォーカス(静止画・動画)、 FeliCa/NFC(決済対応)、 緊急速報メール、Sペン、 ハイレゾ音源再生、ステレオスピーカー、 ドルビーアトモス、防水・防塵、 画面内蔵型超音波式指紋センサー、 顔認証、ワイヤレス充電・ワイヤレスパワーシェア、 45W急速充電、Bixby、 HDR/HDR10/HDR10+動画再生、Samsung DeX                                                          |
| Galaxy A51 5G                        | SCG07 (SM-A516J)                | 2020年11月7日                                                | Super AMOLED独自マトリックス Infinity-O Display 6.5インチ FHD+                                                                                     | 5G LTE WiMAX2+ GSM IEEE 802.11a/b/g/n/ac                  | Qualcomm Snapdragon 765G SM7250-AB 2.4GHz + 2.2GHz + 1.8GHz                           | RAM:6GB ROM:128GB     | 12MP(超広角カメラ)+ 48MP(広角カメラ)+ 5MP(マクロカメラ)+ 5MP(深度測位カメラ)                 | 32MP                                                          | A.10                  | FeliCa/NFC(決済対応)、緊急速報メール、 ハイレゾ音源再生、防水・防塵、 画面内蔵型超音波式指紋センサー、 顔認証 |
| Galaxy A32 5G                        | SCG08 (SM-A326J)                | 2021年2月25日                                                | TFT Infinity-V Display 6.5インチ HD+ | 5G LTE WiMAX2+ GSM IEEE 802.11a/b/g/n/ac                  | MediaTek Dimensity 720 2GHz + 2GHz                                                    | RAM:4GB ROM:64GB      | 8MP(超広角カメラ)+ 48MP(広角カメラ)+ 5MP(マクロカメラ)+ 2MP(深度測位カメラ)                  | 13MP                                                          | A.10                  | FeliCa/NFC(決済対応)、緊急速報メール、 防水・防塵、指紋センサー、顔認証 |
| Galaxy S21 5G                        | SCG09 (SM-G991J)                | 2021年4月22日                                                | Dynamic AMOLED 2X独自マトリックス Infinity-O Display 6.2インチ FHD+                                                                                | 5G LTE WiMAX2+ GSM IEEE 802.11a/b/g/n/ac/ax               | Qualcomm Snapdragon 888 SM8350 2.8GHz + 2.4GHz + 1.8GHz                               | RAM:8GB ROM:256GB     | 12MP(超広角カメラ)+ 12MP(広角カメラ)+ 64MP(望遠カメラ・光学3倍ズーム)                        | 10MP                                                          | A.11                  | スーパースピードデュアルピクセルカメラ、 トリプルカメラ、デュアルアパチャー、 8K/24p・4K/60p HDR10+動画撮影、ライブフォーカス(静止画・動画)、 シングルテイク撮影、 FeliCa/NFC(決済対応)、エリアメール、 ハイレゾ音源再生、ステレオスピーカー、 ドルビーアトモス、防水・防塵、 画面内蔵型超音波式指紋センサー、 顔認証、ワイヤレス充電・ワイヤレスパワーシェア、 急速充電、Bixby、 HDR/HDR10/HDR10+動画再生、120Hzディスプレイ(48～120Hz)、 Samsung DeX、FMラジオ |
| Galaxy S21+ 5G                       | SCG10 (SM-G996J)                | 2021年4月22日                                                | Dynamic AMOLED 2X独自マトリックス Infinity-O Display 6.7インチ FHD+                                                                                | 5G LTE WiMAX2+ GSM IEEE 802.11a/b/g/n/ac/ax               | Qualcomm Snapdragon 888 SM8350 2.8GHz + 2.4GHz + 1.8GHz                               | RAM:8GB ROM:256GB     | 12MP(超広角カメラ)+ 12MP(広角カメラ)+ 64MP(望遠カメラ・光学3倍ズーム)                        | 10MP                                                          | A.11                  | スーパースピードデュアルピクセルカメラ、 トリプルカメラ、デュアルアパチャー、 8K/24p・4K/60p HDR10+動画撮影、ライブフォーカス(静止画・動画)、 シングルテイク撮影、 FeliCa/NFC(決済対応)、エリアメール、 ハイレゾ音源再生、ステレオスピーカー、 ドルビーアトモス、防水・防塵、 画面内蔵型超音波式指紋センサー、 顔認証、ワイヤレス充電・ワイヤレスパワーシェア、 急速充電、Bixby、 HDR/HDR10/HDR10+動画再生、120Hzディスプレイ(48～120Hz)、 Samsung DeX、FMラジオ |
| Galaxy A21 シンプル                  | SCV49                           | 2021年9月9日                                                 | PLS TFT Infinity-V Display 5.8インチ HD+ | LTE W-CDMA GSM IEEE 802.11a/b/g/n/ac                      | Samsung Exynos 7884 Octa 2.0GHz + 1.7GHz                                              | RAM:3GB ROM:64GB      | 13MP                                                                                         | 5MP                                                           | A.11                  | |
| Galaxy Z Fold3 5G                    | SCG11 (SM-F926J)                | 2021年10月6日                                                | サブ:Dynamic AMOLED 2X独自マトリックス 6.2インチ HD+ メイン:Dynamic AMOLED 2X独自マトリックス Infinity Flex Display 7.6インチ QXGA+                | 5G LTE WiMAX2+ GSM IEEE 802.11a/b/g/n/ac/ax               | Qualcomm Snapdragon 888 SM8350 2.9GHz + 2.4GHz + 1.7GHz                               | RAM:12GB ROM:256GB    | 12MP(超広角カメラ)+ 12MP(広角カメラ)+ 12MP(望遠カメラ)                                       | 10MP(カバー側カメラ) 4MP(メイン側カメラ)                      | A.11                  | スーパースピードデュアルピクセルカメラ、 デュアルカメラ、4K/60p HDR10+動画撮影、ライブフォーカス(静止画・動画)、 FeliCa/NFC(決済対応)、緊急速報メール、ハイレゾ音源再生、 ドルビーアトモス、防水、指紋センサー、 顔認証、ワイヤレス充電、Bixby、 HDR/HDR10/HDR10+動画再生、Sペン |
| Galaxy Z Flip3 5G                    | SCG12 (SM-F716J)                | 2021年10月6日                                                | サブ:SUPER AMOLED独自マトリックス 1.9インチ メイン:Dynamic AMOLED 2X独自マトリックス Infinity Flex Display 6.7インチ FHD+                          | 5G LTE WiMAX2+ GSM IEEE 802.11a/b/g/n/ac/ax               | Qualcomm Snapdragon 888 SM8350 2.9GHz + 2.4GHz + 1.7GHz                               | RAM:8GB ROM:128GB     | 12MP(超広角カメラ)+ 12MP(広角カメラ)                                                         | 10MP                                                          | A.11                  | スーパースピードデュアルピクセルカメラ、 デュアルカメラ、4K/60p HDR10+動画撮影、ライブフォーカス(静止画・動画)、 FeliCa/NFC(決済対応)、緊急速報メール、ハイレゾ音源再生、 ドルビーアトモス、防水、指紋センサー、 顔認証、ワイヤレス充電、Bixby、 HDR/HDR10/HDR10+動画再生 |
| Galaxy S22                           | SCG13 (SM-S901J)                | 2022年4月21日                                                | Dynamic AMOLED 2X独自マトリックス Infinity-O Display 6.1インチ FHD+                                                                                | 5G LTE WiMAX2+ GSM IEEE 802.11a/b/g/n/ac/ax               | Qualcomm Snapdragon 8 Gen 1 SM8450 2.99GHz + 2.4GHz + 1.7GHz                          | RAM:8GB ROM:256GB     | 12MP(超広角カメラ)+ 50MP(広角カメラ)+ 10MP(望遠カメラ)                                       | 10MP                                                          | Android 12            | |
| Galaxy S22 Ultra                     | SCG14 (SM-S908J)                | 2022年4月21日                                                | Dynamic AMOLED 2X独自マトリックス Infinity-O Display 6.8インチ QHD+                                                                                | 5G LTE WiMAX2+ GSM IEEE 802.11a/b/g/n/ac/ax               | Qualcomm Snapdragon 8 Gen 1 SM8450 2.99GHz + 2.4GHz + 1.7GHz                          | RAM:12GB ROM:256GB    | 12MP(超広角カメラ)+ 108MP(広角カメラ)+ 10MP(望遠カメラ・光学10倍ズーム)+ 10MP(望遠カメラ)    | 40MP                                                          | Android 12            | |
| Galaxy A53 5G                        | SCG15 (SM-A536J)                | 2022年5月27日                                                | Super AMOLED独自マトリックス Infinity-O Display 6.5インチ FHD+                                                                                     | 5G LTE WiMAX2+ GSM IEEE 802.11a/b/g/n/ac                  | Samsung Exynos 1280 2.4GHz + 2.0GHz                                                   | RAM:6GB ROM:128GB     | 12MP(超広角カメラ)+ 64MP(広角カメラ)+ 5MP(マクロカメラ)+ 5MP(深度測位カメラ)                 | 32MP                                                          | Android 12            | |
| Galaxy Z Fold4                       | SCG16 (SM-F936J)                | 2022年9月29日                                                | サブ:Dynamic AMOLED 2X独自マトリックス 6.2インチ HD+ メイン:Dynamic AMOLED 2X独自マトリックス Infinity Flex Display 7.6インチ QXGA+                | 5G LTE WiMAX2+ GSM IEEE 802.11a/b/g/n/ac/ax               | Qualcomm Snapdragon 8+ Gen 1 SM8475 3.18GHz + 2.7GHz + 2.0GHz                         | RAM:12GB ROM:256GB    | 12MP(超広角カメラ)+ 50MP(広角カメラ)+ 10MP(望遠カメラ)                                       | 10MP(カバー側カメラ) 4MP(メイン側カメラ)                      | Android 12            | |
| Galaxy Z Flip4                       | SCG17 (SM-F721J)                | 2022年9月29日                                                | サブ:SUPER AMOLED独自マトリックス 1.9インチ メイン:Dynamic AMOLED 2X独自マトリックス Infinity Flex Display 6.7インチ FHD+                          | 5G LTE WiMAX2+ GSM IEEE 802.11a/b/g/n/ac/ax               | Qualcomm Snapdragon 8+ Gen 1 SM8475 3.18GHz + 2.7GHz + 2.0GHz                         | RAM:8GB ROM:128GB     | 12MP(超広角カメラ)+ 12MP(広角カメラ)                                                         | 10MP                                                          | Android 12            | |
| Galaxy A23 5G                        | SCG18 (SM-A233J)                | 2022年10月27日                                               | PLS TFT Infinity-V Display 5.8インチ HD+ | 5G LTE WiMAX2+ GSM IEEE 802.11a/b/g/n/ac                  | MediaTek Dimensity 700 2.2GHz + 2GHz                                                  | RAM:4GB ROM:64GB      | 50MP                                                                                         | 5MP                                                           | Android 12            | |
| Galaxy S23                           | SCG19 (SM-S911J)                | 2023年4月2日                                                 | Dynamic AMOLED 2X独自マトリックス Infinity-O Display 6.1インチ FHD+                                                                                | 5G LTE WiMAX2+ GSM IEEE 802.11a/b/g/n/ac/ax               | Qualcomm Snapdragon 8 Gen 2 Mobile Platform for Galaxy SM8550 3.36GHz + 2.8GHz + 2GHz | RAM:8GB ROM:256GB     | 12MP(超広角カメラ)+ 50MP(広角カメラ)+ 10MP(望遠カメラ)                                       | 12MP                                                          | Android 13            | |
| Galaxy S23 Ultra                     | SCG20 (SM-S918J)                | 2023年4月2日                                                 | Dynamic AMOLED 2X独自マトリックス Infinity-O Display 6.8インチ QHD+                                                                                | 5G LTE WiMAX2+ GSM IEEE 802.11a/b/g/n/ac/ax               | Qualcomm Snapdragon 8 Gen 2 Mobile Platform for Galaxy SM8550 3.36GHz + 2.8GHz + 2GHz | RAM:12GB ROM:256GB    | 12MP(超広角カメラ)+ 200MP(広角カメラ)+ 10MP(望遠カメラ・光学10倍ズーム)+ 10MP(望遠カメラ)    | 12MP                                                          | Android 13            | |
| Galaxy A54 5G                        | SCG21 (SM-A546J)                | 2023年5月25日                                                | Super AMOLED独自マトリックス Infinity-O Display 6.4インチ FHD+                                                                                     | 5G LTE WiMAX2+ GSM IEEE 802.11a/b/g/n/ac/ax               | Samsung Exynos 1380 2.4GHz + 2.0GHz                                                   | RAM:6GB ROM:128GB     | 12MP(超広角カメラ)+ 50MP(広角カメラ)+ 5MP(マクロカメラ)                                      | 32MP                                                          | Android 13            | |
| Galaxy Z Fold5                       | SCG22 (SM-F946J)                | 2023年9月1日                                                 | サブ:Dynamic AMOLED 2X独自マトリックス 6.2インチ HD+ メイン:Dynamic AMOLED 2X独自マトリックス Infinity Flex Display 7.6インチ QXGA+                | 5G LTE WiMAX2+ GSM IEEE 802.11a/b/g/n/ac/ax               | Qualcomm Snapdragon 8 Gen 2 Mobile Platform for Galaxy SM8550 3.36GHz + 2.8GHz + 2GHz | RAM:12GB ROM:256GB    | 12MP(超広角カメラ)+ 50MP(広角カメラ)+ 10MP(望遠カメラ)                                       | 10MP(カバー側カメラ) 4MP(メイン側カメラ)                      | Android 13            | |
| Galaxy Z Flip5                       | SCG23 (SM-F731J)                | 2023年9月1日                                                 | サブ:SUPER AMOLED独自マトリックス 3.4インチ メイン:Dynamic AMOLED 2X独自マトリックス Infinity Flex Display 6.7インチ FHD+                          | 5G LTE WiMAX2+ GSM IEEE 802.11a/b/g/n/ac/ax               | Qualcomm Snapdragon 8 Gen 2 Mobile Platform for Galaxy SM8550 3.36GHz + 2.8GHz + 2GHz | RAM:8GB ROM:256GB     | 12MP(超広角カメラ)+ 12MP(広角カメラ)                                                         | 10MP                                                          | Android 13            | |
| Galaxy S23 FE                        | SCG24 (SM-F716J)                | 2024年2月9日(予定)                                           | Dynamic AMOLED 2X独自マトリックス Infinity-O Display 6.4インチ FHD+                                                                                | 5G LTE WiMAX2+ GSM IEEE 802.11a/b/g/n/ac/ax               | Qualcomm Snapdragon 8 Gen 1 SM8450 2.99GHz + 2.4GHz + 1.7GHz                          | RAM:8GB ROM:256GB     | 12MP(超広角カメラ)+ 50MP(広角カメラ)+ 8MP(望遠カメラ)                                        | 10MP                                                          | Android 14            | 日本ではauの独占販売 |

#### ソフトバンク
グローバル版に最低限のローカライズが施されたモデルであり、ドコモ版・au版とも大きな違いは無い。
| 機種名                   | 型番             | 発売日        | ディスプレイ                               | 通信方式                                                         | CPU                                                             | ストレージ                   | メインカメラ                                                                   | サブカメラ | 初期搭載OS  | トピック |
| ------------------------ | ---------------- | ------------- | ------------------------------------------ | ---------------------------------------------------------------- | --------------------------------------------------------------- | ---------------------------- | ------------------------------------------------------------------------------ | ---------- | ----------- | --- |
| Galaxy S6 edge           | 404SC (SM-G925Z) | 2015年5月29日 | SUPER AMOLED独自マトリックス 5.1インチ QHD | LTE AXGP W-CDMA GSM IEEE 802.11a/b/g/n/ac                        | Samsung Exynos 7420 2.1GHz+1.5GHz                               | RAM:3GB ROM:32GB/64GB        | 16.0MP                                                                         | 5.0MP      | Android 5.0 | FeliCa/NFC(決済対応)、 ワンセグ、フルセグ、 緊急速報メール、ハイレゾ音源再生、 指紋センサー、ワイヤレス充電 ソフトバンクのGalaxyシリーズでは初となるスマートフォン。 ソフトバンク版はストレージ容量の選択、カラーがグローバルモデルと同じく4色から選択可能。 |
| Samsung Galaxy S25       | SM-S931Z         | 2025年2月14日 | Dynamic AMOLED 2X（有機EL） 6.2インチ FHD+ | 5G(Sub6) LTE AXGP W-CDMA GSM IEEE 802.11a/b/g/n/ac/ax/be         | Qualcomm Snapdragon 8 Elite for Galaxy SM8750-AC 4.47GHz+3.5GHz | RAM:12GB ROM:256GB           | 12MP(超広角)+ 50MP(広角)+ 10MP(望遠・光学3倍ズーム)                            | 12MP       | Android 15  | FeliCa/NFC(決済対応) |
| Samsung Galaxy S25 Ultra | SM-S938Z         | 2025年2月14日 | Dynamic AMOLED 2X（有機EL） 6.9インチ QHD+ | 5G(Sub6・ミリ波) LTE AXGP W-CDMA GSM IEEE 802.11a/b/g/n/ac/ax/be | Qualcomm Snapdragon 8 Elite for Galaxy SM8750-AC 4.47GHz+3.5GHz | RAM:12GB ROM:256GB/512GB/1TB | 50MP(超広角)+ 200MP(広角)+ 50MP(望遠・光学3倍ズーム) 10MP(望遠・光学5倍ズーム) | 12MP       | Android 15  | FeliCa/NFC(決済対応) Sペン（内臓）UWB |

#### 楽天モバイル
グローバル版に最低限のローカライズを施したSIMフリーモデルであり、ドコモ版・au版・ソフトバンク版とも大きな違いは無い。
| 機種名         | 型番     | 発売日         | ディスプレイ | 通信方式                                      | CPU                                                                                   | ストレージ         | メインカメラ                                                                               | サブカメラ | 初期搭載OS | トピック |
| -------------- | -------- | -------------- | --- | --------------------------------------------- | ------------------------------------------------------------------------------------- | ------------------ | ------------------------------------------------------------------------------------------ | ---------- | ---------- | --- |
| Galaxy A7      | SM-A750C | 2019年10月1日  | SUPER AMOLED独自マトリックス Infinity Display 6.0インチ FHD+                                                              | LTE W-CDMA GSM IEEE 802.11a/b/g/n/ac          | Samsung Exynos 7885 2.2GHz+1.6GHz                                                     | RAM:4GB ROM:64GB   | 24.0MP(広角カメラ)+ 5.0MP(ボケ)+ 8.0MP(超広角カメラ)                                       | 24.0MP     | A.9.0      | SIMフリー、 トリプルカメラ、NFC、 緊急速報メール、ハイレゾ音源再生、 ドルビーアトモス、指紋センサー |
| Galaxy S10     | SM-G973C | 2019年12月3日  | Dynamic AMOLED独自マトリックス Infinity-O Display 6.1インチ QHD+                                                          | LTE W-CDMA GSM IEEE 802.11a/b/g/n/ac          | Qualcomm Snapdragon 855 SM8150 2.8GHz + 2.4GHz + 1.7GHz                               | RAM:8GB ROM:128GB  | 16MP(超広角カメラ)+ 12MP(広角カメラ)+ 12MP(望遠カメラ・光学2倍ズーム)                      | 10MP       | A.9.0      | SIMフリー、 スーパースピードデュアルピクセルカメラ、 トリプルカメラ、デュアルアパチャー、 4K/60p HDR10+動画撮影、ライブフォーカス(静止画)、 FeliCa/NFC(決済対応)、 ワンセグ、フルセグ、 緊急速報メール、ハイレゾ音源再生、 ステレオスピーカー、ドルビーアトモス、防水・防塵、 画面内蔵型超音波式指紋センサー、 顔認証、ワイヤレス充電・ワイヤレスパワーシェア、 Bixby、HDR/HDR10/HDR10+動画再生、 Samsung DeX       |
| Galaxy Note10+ | SM-N975C | 2019年12月3日  | Dynamic AMOLED独自マトリックス Infinity-O Display 6.8インチ QHD+                                                          | LTE W-CDMA GSM IEEE 802.11a/b/g/n/ac          | Qualcomm Snapdragon 855 SM8150 2.8GHz + 2.4GHz + 1.7GHz                               | RAM:12GB ROM:256GB | 16MP(超広角カメラ)+ 12MP(広角カメラ)+ 12MP(望遠カメラ・光学2倍ズーム)+ VGA(深度測位カメラ) | 10MP       | A.9.0      | SIMフリー、 スーパースピードデュアルピクセルカメラ、 クアッドカメラ、デュアルアパチャー、 4K/60p HDR10+動画撮影、ライブフォーカス(静止画・動画)、 FeliCa/NFC(決済対応)、Sペン、 緊急速報メール、ハイレゾ音源再生、 ステレオスピーカー、ドルビーアトモス、 防水・防塵、 画面内蔵型超音波式指紋センサー、 顔認証、ワイヤレス充電・ワイヤレスパワーシェア、 45W急速充電、Bixby、 HDR/HDR10/HDR10+動画再生、Samsung DeX |
| Galaxy Z Flip4 | SM-F721C | 2022年9月29日  | サブ:SUPER AMOLED独自マトリックス 1.9インチ メイン:Dynamic AMOLED 2X独自マトリックス Infinity Flex Display 6.7インチ FHD+ | 5G(Sub6・NR) LTE GSM IEEE 802.11a/b/g/n/ac/ax | Qualcomm Snapdragon 8+ Gen 1 SM8475 3.18GHz + 2.7GHz + 2.0GHz                         | RAM:8GB ROM:128GB  | 12MP(超広角カメラ)+ 12MP(広角カメラ)                                                       | 10MP       | Android 12 | |
| Galaxy A23 5G  | SM-A233C | 2022年11月22日 | PLS TFT Infinity-V Display 5.8インチ HD+                                                                                  | 5G(Sub6・NR) LTE GSM IEEE 802.11a/b/g/n/ac    | MediaTek Dimensity 700 2.2GHz + 2GHz                                                  | RAM:4GB ROM:64GB   | 50MP                                                                                       | 5MP        | Android 12 | |
| Galaxy S23     | SM-S911C | 2023年4月20日  | Dynamic AMOLED 2X独自マトリックス Infinity-O Display 6.1インチ FHD+                                                       | 5G(Sub6・NR) LTE GSM IEEE 802.11a/b/g/n/ac/ax | Qualcomm Snapdragon 8 Gen 2 Mobile Platform for Galaxy SM8550 3.36GHz + 2.8GHz + 2GHz | RAM:8GB ROM:256GB  | 12MP(超広角カメラ)+ 50MP(広角カメラ)+ 10MP(望遠カメラ・光学3倍ズーム)                      | 12MP       | Android 13 | |

#### MVNO向け機種
グローバル版に最低限のローカライズが施されたモデルであり、ドコモ版・au版・ソフトバンク版とも大きな違いは無い。
| 機種名                    | 型番             | 発売日                                  | ディスプレイ                                                   | 通信方式                                     | CPU                                      | ストレージ       | メインカメラ                                             | サブカメラ | 初期搭載OS | トピック |
| ------------------------- | ---------------- | --------------------------------------- | -------------------------------------------------------------- | -------------------------------------------- | ---------------------------------------- | ---------------- | -------------------------------------------------------- | ---------- | ---------- | --- |
| Galaxy A30 (UQ mobile)    | SCV43 (SM-A305J) | 2019年6月14日                           | SUPER AMOLED独自マトリックス Infinity-U Display 6.4インチ FHD+ | LTE WiMAX2+ W-CDMA GSM IEEE 802.11a/b/g/n/ac | Samsung Exynos 7904 1.8GHz + 1.6GHz      | RAM:4GB ROM:64GB | 13MP+ 5MP(超広角カメラ)                                  | 8.0MP      | A.9.0      | SIMフリー、FeliCa/NFC(決済対応)、 緊急速報メール、ハイレゾ音源再生、 ドルビーアトモス、防水・防塵、 指紋センサー、顔認証、 au版のカラーは4色だが、UQモバイル版はカラーが3色(ブルー、レッド、ブラック)となっている。 |
| Galaxy A30 (J:COM MOBILE) | SCV43 (SM-A305J) | 2019年6月7日                            | SUPER AMOLED独自マトリックス Infinity-U Display 6.4インチ FHD+ | LTE WiMAX2+ W-CDMA GSM IEEE 802.11a/b/g/n/ac | Samsung Exynos 7904 1.8GHz + 1.6GHz      | RAM:4GB ROM:64GB | 13MP+ 5MP(超広角カメラ)                                  | 8.0MP      | A.9.0      | J:COMモバイル版はカラーが2色(ブルー、ホワイト)となっている。 |
| Galaxy A20 (UQ mobile)    | SCV46 (SM-A102J) | 2019年11月15日                          | TFT Infinity-V Display 5.8インチ HD+                           | LTE WiMAX2+ W-CDMA GSM IEEE 802.11a/b/g/n/ac | Samsung Exynos 7884B 1.6GHz + 1.3GHz     | RAM:3GB ROM:32GB | 8.0MP                                                    | 5.0MP      | A.9.0      | SIMフリー、FeliCa/NFC(決済対応)、 緊急速報メール、FMラジオ、 防水・防塵、顔認証 |
| Galaxy A20 (J:COM MOBILE) | SCV46 (SM-A102J) | 2020年5月14日 (オンラインは5月18日から) | TFT Infinity-V Display 5.8インチ HD+                           | LTE WiMAX2+ W-CDMA GSM IEEE 802.11a/b/g/n/ac | Samsung Exynos 7884B 1.6GHz + 1.3GHz     | RAM:3GB ROM:32GB | 8.0MP                                                    | 5.0MP      | A.9.0      | FeliCa/NFC(決済対応)、緊急速報メール、 FMラジオ、防水・防塵、 顔認証 |
| Galaxy A41 (UQ mobile)    | SCV48 (SM-A415J) | 2020年7月8日                            | Super AMOLED独自マトリックス Infinity-U Display 6.1インチ FHD+ | LTE WiMAX2+ W-CDMA GSM IEEE 802.11a/b/g/n/ac | MediaTek Helio P65 2.0GHz + 1.7GHz       | RAM:4GB ROM:64GB | 8MP(超広角カメラ)+ 48MP(広角カメラ)+ 5MP(深度測位カメラ) | 25MP       | A.10       | FeliCa/NFC(決済対応)、緊急速報メール、 防水・防塵、 画面内蔵型超音波式指紋センサー、 顔認証 |
| Galaxy A21 (UQ mobile)    |                  | 2020年12月12日                          | PLS TFT Infinity-V Display 5.8インチ HD+                       | LTE W-CDMA GSM IEEE 802.11a/b/g/n/ac         | Samsung Exynos 7884 Octa 2.0GHz + 1.7GHz | RAM:3GB ROM:64GB | 13MP                                                     | 5MP        | A.10       | FeliCa/NFC(決済対応)、エリアメール、 IP68防水・防塵 グローバル版のGalaxy A21とはバッテリー容量やプロセッサ、カメラの仕様が大きく異なる。                                                                            |
| Galaxy A21 (J:COM MOBILE) |                  | 2021年2月18日                           | PLS TFT Infinity-V Display 5.8インチ HD+                       | LTE W-CDMA GSM IEEE 802.11a/b/g/n/ac         | Samsung Exynos 7884 Octa 2.0GHz + 1.7GHz | RAM:3GB ROM:64GB | 13MP                                                     | 5MP        | A.10       | FeliCa/NFC(決済対応)、エリアメール、 IP68防水・防塵 グローバル版のGalaxy A21とはバッテリー容量やプロセッサ、カメラの仕様が大きく異なる。                                                                            |

### タブレット

#### NTTドコモ
特記以外は全てドコモ タブレット。
| 機種名              | 型番                                                | 発売日         | ディスプレイ                 | 通信方式                             | CPU                                    | ストレージ         | メインカメラ | サブカメラ | 初期搭載OS | トピック                                                                                     |
| ------------------- | --------------------------------------------------- | -------------- | ---------------------------- | ------------------------------------ | -------------------------------------- | ------------------ | ------------ | ---------- | ---------- | -------------------------------------------------------------------------------------------- |
| GALAXY Tab          | SC-01C (SGH-N023) ※ドコモ スマートフォン→タブレット | 2010年11月26日 | TFT液晶 7インチ WSVGA        | W-CDMA GSM IEEE 802.11a/b/g/n        | Samsung S5PC110 1GHz                   | RAM:512MB ROM:16GB | 3.2MP        | 1.3MP      | A.2.2      | エリアメール                                                                                 |
| GALAXY Tab 10.1 LTE | SC-01D (SGH-N014)                                   | 2011年10月15日 | TFT液晶 10.1インチ WXGA      | LTE W-CDMA GSM IEEE 802.11a/b/g/n    | Qualcomm Snapdragon S3 APQ8060 1.5GHz  | RAM:1GB ROM:16GB   | 3.2MP        | 2.2MP      | A.3.2      | エリアメール                                                                                 |
| GALAXY Tab 7.0 Plus | SC-02D (SGH-N024)                                   | 2011年12月10日 | TFT液晶 7インチ WSVGA        | W-CDMA GSM IEEE 802.11a/b/g/n        | Samsung S5PC210 1.5GHz                 | RAM:1GB ROM:16GB   | 3.1MP        | 1.9MP      | A.3.2      | エリアメール                                                                                 |
| GALAXY Tab 7.7 Plus | SC-01E (SGH-N015)                                   | 2012年10月25日 | SUPER AMOLED 7.7インチ WXGA  | LTE W-CDMA GSM IEEE 802.11a/b/g/n    | Qualcomm Snapdragon S3 APQ8060 1.5GHz  | RAM:1GB ROM:32GB   | 3.0MP        | 2.0MP      | A.4.0      | ワンセグ、NOTTV、 エリアメール GALAXYシリーズ初のモバキャス対応タブレット。                  |
| GALAXY Tab S 8.4    | SC-03G (SM-T707D)                                   | 2014年12月12日 | SUPER AMOLED 8.4インチ WQXGA | LTE W-CDMA GSM IEEE 802.11a/b/g/n/ac | Qualcomm Snapdragon 800 MSM8974 2.3GHz | RAM:3GB ROM:32GB   | 8.0MP        | 2.1MP      | A.4.4      | ワンセグ、フルセグ、 エリアメール、ハイレゾ音源再生、 指紋センサー Bluetoothキーボード同梱。 |

#### KDDI・沖縄セルラー電話 (au)
| 機種名               | 型番             | 発売日         | ディスプレイ                  | 通信方式                                              | CPU                                    | ストレージ        | メインカメラ           | サブカメラ | 初期搭載OS | トピック                                                                                     |
| -------------------- | ---------------- | -------------- | ----------------------------- | ----------------------------------------------------- | -------------------------------------- | ----------------- | ---------------------- | ---------- | ---------- | -------------------------------------------------------------------------------------------- |
| GALAXY Tab S         | SCT21 (SM-T807J) | 2014年12月4日  | SUPER AMOLED 10.5インチ WQXGA | LTE WiMAX2+ CDMA2000 W-CDMA GSM IEEE 802.11a/b/g/n/ac | Qualcomm Snapdragon 800 MSM8974 2.3GHz | RAM:3GB ROM:32GB  | 8.0MP                  | 2.1MP      | A.4.4      | ワンセグ、フルセグ、 NFC、緊急速報メール、 ハイレゾ音源再生、指紋センサー au初のGALAXY Tab。 |
| Galaxy Tab S9 FE+ 5G | SCT22 (SM-X616J) | 2023年10月19日 | TFT 12.4インチ WQVGA          | 5G(Sub6) LTE WiMAX2+ IEEE 802.11a/b/g/n/ac/ax         | Samsung Exynos 1380 2.4GHz + 2.0GHz    | RAM:8GB ROM:128GB | 8MP+ 8MP(超広角カメラ) | 12MP       | Android 13 |                                                                                              |

#### ソフトバンク
| 機種名      | 型番             | 発売日         | ディスプレイ         | 通信方式                          | CPU                                    | ストレージ        | メインカメラ | サブカメラ | 初期搭載OS | トピック                                            |
| ----------- | ---------------- | -------------- | -------------------- | --------------------------------- | -------------------------------------- | ----------------- | ------------ | ---------- | ---------- | --------------------------------------------------- |
| GALAXY Tab4 | 403SC (SM-T237Z) | 2014年12月19日 | TFT液晶 7インチ WXGA | LTE W-CDMA GSM IEEE 802.11a/b/g/n | Qualcomm Snapdragon 400 MSM8926 1.2GHz | RAM:1.5GB ROM:8GB | 3.0MP        | 1.3MP      | A. 4.4     | 緊急速報メール ソフトバンク初のGalaxyブランド端末。 |

#### Wi-Fiモデル
| 機種名              | 型番    | 発売日         | ディスプレイ                        | 通信方式                 | CPU                                                                                   | ストレージ         | メインカメラ            | サブカメラ               | 初期搭載OS | トピック                                                   |
| ------------------- | ------- | -------------- | ----------------------------------- | ------------------------ | ------------------------------------------------------------------------------------- | ------------------ | ----------------------- | ------------------------ | ---------- | ---------------------------------------------------------- |
| GALAXY Tab S 8.4    | SM-T700 | 2014年8月1日   | SUPER AMOLED 8.4インチ WQXGA        | IEEE 802.11a/b/g/n/ac    | Samsung Exynos 5420 1.9GHz+1.3GHz                                                     | RAM:3GB ROM:16GB   | 8.0MP                   | 2.1MP                    | A.4.4      | 指紋センサー microSDHCカード 32GBを本体に同梱。            |
| GALAXY Tab S 10.5   | SM-T800 | 2014年8月1日   | SUPER AMOLED 10.5インチ WQXGA       | IEEE 802.11a/b/g/n/ac    | Samsung Exynos 5420 1.9GHz+1.3GHz                                                     | RAM:3GB ROM:32GB   | 8.0MP                   | 2.1MP                    | A.4.4      | 指紋センサー microSDHCカード 32GBを本体に同梱。            |
| Galaxy Tab A        | SM-T510 | 2019年11月28日 | TFT 10.1インチ WUXGA                | IEEE 802.11a/b/g/n/ac    | Samsung Exynos 7904A 1.8GHz + 1.6GHz                                                  | RAM:3GB ROM:32GB   | 8.0MP                   | 5.0MP                    | A.9.0      | NFC、ドルビーアトモス、 パワーシェア J:COM加入者限定販売。 |
| Galaxy Tab S8+      | SM-X800 | 2022年4月21日  | SUPER AMOLED 12.4インチ WQXGA+      | IEEE 802.11a/b/g/n/ac/ax | Qualcomm Snapdragon 8 Gen 1 SM8450 2.99GHz + 2.4GHz + 1.7GHz                          | RAM:8GB ROM:128GB  | 13MP+ 6MP(超広角カメラ) | 12MP                     | Android 12 |                                                            |
| Galaxy Tab S8 Ultra | SM-X900 | 2022年6月23日  | SUPER AMOLED 14.6インチ WQXGA+      | IEEE 802.11a/b/g/n/ac/ax | Qualcomm Snapdragon 8 Gen 1 SM8450 2.99GHz + 2.4GHz + 1.7GHz                          | RAM:12GB ROM:256GB | 13MP+ 6MP(超広角カメラ) | 12MP+ 12MP(超広角カメラ) | Android 12 |                                                            |
| Galaxy Tab S6 Lite  | SM-P613 | 2023年6月23日  | TFT 10.4インチ WUXGA+               | IEEE 802.11a/b/g/n/ac    | Qualcomm Snapdragon 720G SM7125 2.3GHz + 1.8GHz                                       | RAM:4GB ROM:64GB   | 8MP                     | 5MP                      | Android 13 |                                                            |
| Galaxy Tab S9       | SM-X710 | 2023年9月1日   | Dynamic AMOLED 2X 11インチWQXGA     | IEEE 802.11a/b/g/n/ac/ax | Qualcomm Snapdragon 8 Gen 2 Mobile Platform for Galaxy SM8550 3.36GHz + 2.8GHz + 2GHz | RAM:8GB ROM:128GB  | 13MP                    | 12MP                     | Android 13 |                                                            |
| Galaxy Tab S9+      | SM-X810 | 2023年9月1日   | Dynamic AMOLED 2X 12.4インチ WQXGA+ | IEEE 802.11a/b/g/n/ac/ax | Qualcomm Snapdragon 8 Gen 2 Mobile Platform for Galaxy SM8550 3.36GHz + 2.8GHz + 2GHz | RAM:12GB ROM:256GB | 13MP+ 8MP(超広角カメラ) | 12MP                     | Android 13 |                                                            |
| Galaxy Tab S9 Ultra | SM-X910 | 2023年9月1日   | Dynamic AMOLED 2X 14.6インチWQXGA+  | IEEE 802.11a/b/g/n/ac/ax | Qualcomm Snapdragon 8 Gen 2 Mobile Platform for Galaxy SM8550 3.36GHz + 2.8GHz + 2GHz | RAM:12GB ROM:512GB | 13MP+ 8MP(超広角カメラ) | 12MP+ 12MP(超広角カメラ) | Android 13 |                                                            |
| Galaxy Tab S9 FE    | SM-X510 | 2023年10月19日 | TFT 10.9インチ WUXGA＋              | IEEE 802.11a/b/g/n/ac/ax | Samsung Exynos 1380 2.4GHz + 2.0GHz                                                   | RAM:6GB ROM:128GB  | 8MP                     | 12MP                     | Android 13 |                                                            |
| Galaxy Tab A9+      | SM-X210 | 2023年10月23日 | TFT 11インチ WUXGA                  | IEEE 802.11a/b/g/n/ac    | Qualcomm Snapdragon 695G SM6375 2.2GHz + 1.8GHz                                       | RAM:4GB ROM:64GB   | 8MP                     | 5MP                      | Android 13 |                                                            |

### スマートウォッチ
| 機種名                               | 型番                                     | 発売日                                                        | ディスプレイ              | CPU                 | ストレージ         | カメラ | OS                             | トピック |
| ------------------------------------ | ---------------------------------------- | ------------------------------------------------------------- | ------------------------- | ------------------- | ------------------ | ------ | ------------------------------ | --- |
| GALAXY Gear                          | SM-V700                                  | 2013年10月17日 (ドコモ・au取扱店) 2013年10月31日 (家電量販店) | 有機EL 1.6インチ 320x320  | 800MHz              | RAM:512MB ROM:4GB  | 1.9MP  | Android → Tizen                | Android 4.3以降およびBluetooth 4.0搭載のGalaxyスマートフォンとの連携が可能。 ドコモ・au取扱店および家電量販店で販売される。 |
| Galaxy Gear 2                        | SM-R3800                                 | 2014年5月15日                                                 | 有機EL 1.63インチ 320x320 | Exynos 3250 1.0GHz  | RAM:512MB ROM:4GB  | 2.0MP  | Tizen                          | |
| Galaxy Gear 2 Neo                    | SM-R3810                                 | 2014年5月15日                                                 | 有機EL 1.63インチ 320x320 | Exynos 3250 1.0GHz  | RAM:512MB ROM:4GB  | N/A    | Tizen                          | |
| Galaxy Gear S                        | SM-R750D                                 | 2014年10月23日                                                | 有機EL 2.0インチ 320x480  | Snapdragon 400      | RAM:512MB ROM:4GB  | N/A    | Tizen                          | |
| Galaxy Gear S2                       | SM-R7200                                 | 2015年12月18日                                                | 有機EL 1.2インチ 320x320  | Exynos 3250 1.0GHz  | RAM:512MB ROM:4GB  | N/A    | Tizen                          | Galaxy Gear S2 classic には18金を使用したプレミアムモデルもあり。 |
| Galaxy Gear S2 classic               | SM-R7320                                 | 2015年12月18日                                                | 有機EL 1.2インチ 320x320  | Exynos 3250 1.0GHz  | RAM:512MB ROM:4GB  | N/A    | Tizen                          | Galaxy Gear S2 classic には18金を使用したプレミアムモデルもあり。 |
| Galaxy Gear S3 frontier              | SM-R760N                                 | 2016年12月22日                                                | 有機EL 1.3インチ 360x360  | Exynos 7270 1.0GHz  | RAM:768MB ROM:4GB  | N/A    | Tizen                          | |
| Galaxy Gear S3 classic               | SM-R770N                                 | 2016年12月22日                                                | 有機EL 1.3インチ 360x360  | Exynos 7270 1.0GHz  | RAM:768MB ROM:4GB  | N/A    | Tizen                          | |
| Galaxy Gear S3 frontier Golf edition | SM-R760N                                 | 2018年8月2日                                                  | 有機EL 1.3インチ 360x360  | Exynos 7270 1.0GHz  | RAM:768MB ROM:4GB  | N/A    | Tizen                          | Gear S3 frontierにゴルフ用距離計測アプリ「SMART CADDIE」をプリインストールしたモデル。 |
| Galaxy Watch (46mmモデル)            | SM-R800N                                 | 2018年10月25日                                                | 有機EL 1.3インチ 360x360  | Exynos 9110 1.15GHz | RAM:768MB ROM:4GB  | N/A    | Tizen Based Wearable OS 4.0    | 42mmと46mmの主な違いとして、バッテリー容量・カラーバリエーション(46mmモデル:シルバーのみ、42mmモデル:ミッドナイトブラックとローズゴールドの2色)となっている。 |
| Galaxy Watch (42mmモデル)            | SM-R810N                                 | 2018年10月25日                                                | 有機EL 1.2インチ 360x360  | Exynos 9110 1.15GHz | RAM:768MB ROM:4GB  | N/A    | Tizen Based Wearable OS 4.0    | 42mmと46mmの主な違いとして、バッテリー容量・カラーバリエーション(46mmモデル:シルバーのみ、42mmモデル:ミッドナイトブラックとローズゴールドの2色)となっている。 |
| Galaxy Watch Active                  | SM-R500N                                 | 2019年5月23日                                                 | 有機EL 1.1インチ 360x360  | Exynos 9110 1.15GHz | RAM:768MB ROM:4GB  | N/A    | Tizen Based Wearable OS 4.0    | Galaxy HarajukuおよびAmazon.co.jp限定販売。 |
| Galaxy Watch Active2 (40mmモデル)    | SM-R830                                  | 2019年11月22日                                                | 有機EL 1.2インチ 360x360  | Exynos 9110 1.15GHz | RAM:768MB ROM:4GB  | N/A    | Tizen Based Wearable OS 4.0    | 40mmと44mmの主な違いとして、バッテリー容量・ゴールドカラーのベルト色の違い(44mmモデル:タン系、40mmモデル:ピンク系)となっている。 日本ではアルミモデルの取り扱いはなく、ステンレススチールモデルのみの取り扱い。 KDDI/沖縄セルラー電話ではブラックとゴールド(40mm/44mm)のみ取り扱いとなる。                                                       |
| Galaxy Watch Active2 (44mmモデル)    | SM-R820                                  | 2019年11月22日                                                | 有機EL 1.4インチ 360x360  | Exynos 9110 1.15GHz | RAM:768MB ROM:4GB  | N/A    | Tizen Based Wearable OS 4.0    | 40mmと44mmの主な違いとして、バッテリー容量・ゴールドカラーのベルト色の違い(44mmモデル:タン系、40mmモデル:ピンク系)となっている。 日本ではアルミモデルの取り扱いはなく、ステンレススチールモデルのみの取り扱い。 KDDI/沖縄セルラー電話ではブラックとゴールド(40mm/44mm)のみ取り扱いとなる。                                                       |
| Galaxy Watch3 (41mmモデル)           | SM-R850                                  | 2020年10月23日                                                | 有機EL 1.2インチ 360x360  | Exynos 9110 1.15GHz | RAM:1GB ROM:8GB    | N/A    | Tizen OS 5.5                   | 41mmと45mmの主な違いとして、バッテリー容量・カラーバリエーション(46mmモデル:ステンレスケースがミスティックブラックとミスティックシルバー、チタンケースがミスティックブラックの3種類、42mmモデル:ステンレスケースがミスティックブロンズとミスティックシルバーの2種類)となっている。                                                               |
| Galaxy Watch3 (45mmモデル)           | SM-R840                                  | 2020年10月23日                                                | 有機EL 1.4インチ 360x360  | Exynos 9110 1.15GHz | RAM:1GB ROM:8GB    | N/A    | Tizen OS 5.5                   | 41mmと45mmの主な違いとして、バッテリー容量・カラーバリエーション(46mmモデル:ステンレスケースがミスティックブラックとミスティックシルバー、チタンケースがミスティックブラックの3種類、42mmモデル:ステンレスケースがミスティックブロンズとミスティックシルバーの2種類)となっている。                                                               |
| Galaxy Watch4 (40mmモデル)           | SM-R860 (通常モデル) SM-R865 (LTEモデル) | 2021年9月22日 (通常モデル) 2021年10月22日 (LTEモデル)         | 有機EL 1.2インチ 396x396  | Exynos W920 1.18GHz | RAM:1.5GB ROM:16GB | N/A    | Wear OS 3 Powered by Samsung   | 40mmと44mmの主な違いとして、バッテリー容量・カラーバリエーション(44mm・40mmモデル共通カラー:ブラック、シルバー、44mmモデル:グリーン、40mmモデル:ピンクゴールド)となっている。 LTEモデルはeSIM搭載。auショップおよびGalaxy Harajukuなどで発売。 LTEモデルのカラーバリエーションは44mmがブラックとシルバー、40mmがブラックとピンクゴールドとなる。 |
| Galaxy Watch4 (44mmモデル)           | SM-R870 (通常モデル) SM-R875 (LTEモデル) | 2021年9月22日 (通常モデル) 2021年10月22日 (LTEモデル)         | 有機EL 1.4インチ 450x450  | Exynos W920 1.18GHz | RAM:1.5GB ROM:16GB | N/A    | Wear OS 3 Powered by Samsung   | 40mmと44mmの主な違いとして、バッテリー容量・カラーバリエーション(44mm・40mmモデル共通カラー:ブラック、シルバー、44mmモデル:グリーン、40mmモデル:ピンクゴールド)となっている。 LTEモデルはeSIM搭載。auショップおよびGalaxy Harajukuなどで発売。 LTEモデルのカラーバリエーションは44mmがブラックとシルバー、40mmがブラックとピンクゴールドとなる。 |
| Galaxy Watch4 Classic (42mmモデル)   | SM-R880                                  | 2021年9月22日                                                 | 有機EL 1.2インチ 396x396  | Exynos W920 1.18GHz | RAM:1.5GB ROM:16GB | N/A    | Wear OS 3 Powered by Samsung   | 42mmと46mmの主な違いとして、バッテリー容量・シルバーカラーのベルト色の違い(46mmモデル:グレー系、42mmモデル:ホワイト系)となっている。 |
| Galaxy Watch4 Classic (46mmモデル)   | SM-R890                                  | 2021年9月22日                                                 | 有機EL 1.4インチ 450x450  | Exynos W920 1.18GHz | RAM:1.5GB ROM:16GB | N/A    | Wear OS 3 Powered by Samsung   | 42mmと46mmの主な違いとして、バッテリー容量・シルバーカラーのベルト色の違い(46mmモデル:グレー系、42mmモデル:ホワイト系)となっている。 |
| Galaxy Watch5 (40mmモデル)           | SM-R900                                  | 2022年9月29日                                                 | 有機EL 1.2インチ 396x396  | Exynos W920 1.18GHz | RAM:1.5GB ROM:16GB | N/A    | Wear OS 3.5 Powered by Samsung | |
| Galaxy Watch5 (44mmモデル)           | SM-R910                                  | 2022年9月29日                                                 | 有機EL 1.4インチ 450x450  | Exynos W920 1.18GHz | RAM:1.5GB ROM:16GB | N/A    | Wear OS 3.5 Powered by Samsung | |
| Galaxy Watch5 Pro (45mmモデル)       | SM-R920                                  | 2022年9月29日                                                 | 有機EL 1.4インチ 450x450  | Exynos W920 1.18GHz | RAM:1.5GB ROM:16GB | N/A    | Wear OS 3.5 Powered by Samsung | |
| Galaxy Watch6 (40mmモデル)           | SM-R935                                  | 2023年9月15日                                                 | 有機EL 1.3インチ 432x432  | Exynos W930 1.4GHz  | RAM:2GB ROM:16G    | N/A    | Wear OS 4 Powered by Samsung   | |
| Galaxy Watch6 (44mmモデル)           | SM-R945                                  | 2023年9月15日                                                 | 有機EL 1.5インチ 480x480  | Exynos W930 1.4GHz  | RAM:2GB ROM:16G    | N/A    | Wear OS 4 Powered by Samsung   | |
| Galaxy Watch6 Classic (43mmモデル)   | SM-R955                                  | 2023年9月15日                                                 | 有機EL 1.3インチ 432x432  | Exynos W930 1.4GHz  | RAM:2GB ROM:16G    | N/A    | Wear OS 4 Powered by Samsung   | |
| Galaxy Watch6 Classic (47mmモデル)   | SM-R965                                  | 2023年9月15日                                                 | 有機EL 1.5インチ 480x480  | Exynos W930 1.4GHz  | RAM:2GB ROM:16G    | N/A    | Wear OS 4 Powered by Samsung   | |

### フィットネストラッカー
| 機種名       | 型番    | 発売日         | ディスプレイ                       | 通信方式         | OS       | バッテリー | トピック               |
| ------------ | ------- | -------------- | ---------------------------------- | ---------------- | -------- | ---------- | ---------------------- |
| Galaxy Fit   | SM-R370 | 2019年5月23日  | 有機EL(AMOLED) 0.95インチ          | Bluetooth 5.0 LE | FreeRTOS | 120mAh     | ワイヤレス充電対応。   |
| Galaxy Fit e | SM-R375 | 2019年5月23日  | 有機EL(PMOLED) 0.74インチ          | Bluetooth 5.0 LE | FreeRTOS | 70mAh      | Amazon.co.jp限定販売。 |
| Galaxy Fit2  | SM-R220 | 2020年10月23日 | フルカラー有機EL(AMOLED) 1.1インチ | Bluetooth 5.1    | FreeRTOS | 159mAh     | Amazon.co.jp限定販売。 |
| Galaxy Fit3  | SM-R390 | 2025年1月31日  | AMOLED 1.6インチ                   | Bluetooth 5.3    | FreeRTOS | 208mAh     |                        |

### デジタルカメラ
| 機種名          | 型番    | 発売日        | 動画最大解像度 | 静止画最大解像度 | バッテリー | サイズ                | 重さ  | トピック                                                                                  |
| --------------- | ------- | ------------- | -------------- | ---------------- | ---------- | --------------------- | ----- | ----------------------------------------------------------------------------------------- |
| Galaxy Gear 360 | SM-C200 | 2016年7月15日 | 3840×1920      | 7776×3888        | 1350mAh    | 60.1 x 56.3 x 66.7 mm | 152 g | 魚眼カメラを2台搭載した360度全天球カメラ。                                                |
| Galaxy Gear 360 | SM-R210 | 2017年6月1日  | 4096×2048      | 5472×2736        | 1160mAh    | 46.3 x 45.1 x 100.6mm | 130 g | 前モデル(SM-C200)より軽量・小型化。 Galaxyだけではなく、iPhoneやWindows PC、Macにも対応。 |

### 左右独立ワイヤレスイヤホン
| 機種名                   | 型番    | 発売日 | 再生周波数帯域 (イヤホン部) | 有効周波数帯域 (マイク部) | 通信方式      | ストレージ | バッテリー                       | トピック |
| ------------------------ | ------- | --- | --------------------------- | ------------------------- | ------------- | ---------- | -------------------------------- | --- |
| Gear IconX               | SM-R140 | 2017年11月1日(ブラック) 2018年1月19日(グレー、ピンク)                                                              | 非公開                      | 非公開                    | Bluetooth 4.2 | 4GB        | イヤホン本体:82mAh ケース:340mAh | 心拍モニター・フィットネストラッカー機能搭載。 本体内蔵メモリのみで音楽再生が可能。                                                                                            |
| Galaxy Buds              | SM-R170 | 2019年5月23日 | 非公開                      | 非公開                    | Bluetooth 5.0 | -          | イヤホン本体:58mAh ケース:252mAh | AKGチューニング ケースを介したワイヤレス充電に対応。 |
| Galaxy Buds+             | SM-R175 | 2020年3月12日 | 非公開                      | 非公開                    | Bluetooth 5.0 | -          | イヤホン本体:85mAh ケース:270mAh | AKGチューニング ツイーターとウーハーの2ドライバー化、3マイク搭載。 ケースのワイヤレス充電がqiに対応。                                                                          |
| Galaxy Buds+ BTS Edition | SM-R175 | 2020年8月27日 | 非公開                      | 非公開                    | Bluetooth 5.0 | -          | イヤホン本体:85mAh ケース:270mAh | Galaxy Buds+のBTSコラボレーションモデル。 |
| Galaxy Buds Live         | SM-R180 | 2020年9月4日 | 非公開                      | 非公開                    | Bluetooth 5.0 | -          | イヤホン本体:60mAh ケース:472mAh | AKGチューニング アクティブノイズキャンセリング機能、アンビエントサウンド機能、3マイク+ボイスピックアップ、加速度センサー搭載。 Galaxy Budsシリーズ初のオープンイヤー型を採用。 |
| Galaxy Buds Pro          | SM-R190 | 2021年4月8日 (ファントムバイオレット、 ファントムブラック、 ファントムシルバー) 2021年8月27日 (ファントムホワイト) | 非公開                      | 非公開                    | Bluetooth 5.0 | -          | イヤホン本体:61mAh ケース:472mAh | AKGチューニング アクティブノイズキャンセリング機能、アンビエントサウンド機能、3マイク+ボイスピックアップ、加速度センサー、Dolby Head Tracking搭載。IPX7防水。                  |
| Galaxy Buds2             | SM-R177 | 2021年9月22日 | 非公開                      | 非公開                    | Bluetooth 5.2 | -          | イヤホン本体:61mAh ケース:472mAh | AKGチューニング アクティブノイズキャンセリング機能、アンビエントサウンド機能、3マイク+ボイスピックアップ、加速度センサー搭載。IPX2防滴。                                       |
| Galaxy Buds2 Pro         | SM-R510 | 2022年9月29日 | 非公開                      | 非公開                    | Bluetooth 5.3 | -          | イヤホン本体:61mAh ケース:515mAh | |
| Galaxy Buds FE           | SM-R400 | 2023年10月19日 | 非公開                      | 非公開                    | Bluetooth 5.2 | -          | イヤホン本体:60mAh ケース:479mAh | |

### Galaxy Note7のバッテリー問題

#### 事故
2016年8月に米国や韓国で発売されたGalaxy Note7は、発売以降バッテリーの発火・爆発事故が相次いだ。同年9月にサムスン電子はリコール・交換を実施したが、交換後の機体でも発火や爆発事故が発生した。
Galaxy Note7は日本未発売の機種であるが、日本でも多く報道されサムスン電子のブランドイメージは悪化した。日本ではNTTドコモとauからの発売が確実視され、両社とも準備を進めていたとされるが、グローバルでのリコールにより日本での発表が見送られ、両社とも秋冬モデルの販売戦略を大きく変更せざるを得なくなったうえに、2015年8月にグローバル向けに発表されたGalaxy Note5の日本市場への投入が見送られたこともあり、日本においてGalaxy Noteシリーズの空白期を生むことになった。（※2017年からは、日本においても毎年Galaxy Noteシリーズが発売されている）

#### リコール
完全リコールの後、販売業者や空港などとの協力によって回収作業が進められた。また、公式オンラインストアなどでの購入者には、返送用の断熱ボックスや作業用手袋などが届けられた。
約300万台以上を販売したGalaxy Note7のうち、96%以上が返却された(2017年1月23日時点)。

#### 調査
第三者の調査会社や、ケンブリッジ大学、UCバークレー大学、スタンフォード大学などに在籍する材料工学の専門家によるアドバイザーグループを交えて、背面カバーを外して充電したり、機能の1つである虹彩スキャナーに異常がないかどうかのチェック、サードパーティ製アプリをダウンロードして操作した上での操作のほか、組み立て工程、あるいは輸送の過程での端末にかかる負荷を検証するなど、様々な切り口でGalaxy Note7の調査を行った。また、調査にあたっては、サムスン電子のエンジニア700人が参加し、テストには20万台のGalaxy Note7と3万台のバッテリーを用いた。

#### 原因
2017年1月23日に行われた「Galaxy Note7 Press Conference」にて、Galaxy Note7に関する事故原因と再発防止策が発表された。
およそ3ヶ月に渡る調査において、バッテリーに異常があることがわかり、発火の原因はバッテリーの設計、製造過程にあると判明した。また、採用する2社のバッテリーがそれぞれ別の部位でトラブルを起こしたということで、本体設計の不具合ではなかったと結論付けられた。
A社のバッテリーでは、バッテリーケースが小さかったことに起因して−極の絶縁シートが変形したり、−極の先端がカーブしている部分にあるために、本来あるべき位置に配置されていないなどの「設計過程の問題」があったことが明らかになった。
また、B社のバッテリーでは、＋極周囲の溶接に問題があったために発生したバリが絶縁テープとセパレーターを貫通したことに起因して＋極のタブと−極が接触してしまっているなどの「製造過程の問題」があったことが明らかになった。

#### 再発防止策
今後は、新たな安全性試験『8-Point Battery Safety Check（8項目のバッテリー安全性試験）』の導入、外部の学者や専門家からなる『Battery Advisory Group（バッテリーアドバイザーグループ）』の設立、より安全な電池・バッテリーを作るためにソフトウェアとハードウェアともに新たな設計基準を設ける『Multi-layer Safety Measures（多層安全対策）』などの実施等、再発防止策を徹底し、安全性に万全を期すことを表明した。
8-Point Battery Safety Check（8項目のバッテリー安全性試験）は、5つの検査を従来より厳しく、3つの検査を新たに導入したものである。バッテリーメーカーから納品された段階でバッテリー単体の検査（充放電検査、耐久性検査、外観検査、X線検査、分解検査、△OCV検査）を抜き取り形式で行い、組み立て過程においては、外観検査、△OCV検査、TVOC検査を全数で、充放電検査を抜き取り形式で行う。完成品では、充放電検査、条件加速検査をそれぞれ抜き取り形式で行うというものである。

## 広告

### テレビCM / ウェブCM
ここでは日本において放送されたものについて解説する。

#### Galaxy S4
「Life companion」（2013年）
- 『Announcement』
デザイン、カメラ性能などを紹介。
- 『ドコモのツートップ（第1弾）』(ドコモ)
 布袋寅泰の音楽をバックに、「ドコモのツートップ」としてGalaxy S4とXperia Aの2機種を紹介。
- 『ドコモのツートップ（第2弾）』(ドコモ)
2CELLOSがバイオリンを演奏する映像とともに「ドコモのツートップ」としてGalaxy S4とXperia Aの2機種の機能を紹介。

#### Galaxy S5
「そろそろ、次の世界へ。」（2014年）
- 『登場』
高いカメラ性能などをアピール。
- 『カメラ』
「今までにないものを撮ろう」をコンセプトに、海や空での撮影を通じて、カメラ性能や防水・防塵を紹介。

#### Galaxy S6 edge
「Next is now」（2015年）
- 『プロダクト』
Crystal Kayが歌う「THE LIGHT」とともに高級感あふれる商品を紹介。

#### Galaxy S7 edge
「どんな君も、逃さない。」（2016年）
- 『告白』
お互い好意を持ちながらも、地方と東京で離ればなれになってしまう幼馴染が、言いたくても言えなかった気持ちをスマートフォンで伝えるというストーリー[112]。
- 『再会』
地元にいるはずの幼馴染が誕生日にサプライズで東京に現れるというストーリー[113]。

「Rethink　常識を超える、世界基準スマホへ」（2017年）
- 『登場』
スタイリッシュな映像とともにアップテンポで商品を紹介。
- 『Blue Coral登場』
スタイリッシュな映像とともにアップテンポで商品を紹介。さらにドコモ、auからの「ブルーコーラル」カラー登場を紹介。

#### Galaxy S8｜S8+
「昨日までを、超えてゆけ」（2017年）
突如、過去に飛ばされ、数々の時代を超えていくという内容になっている。山﨑賢人、飯豊まりえなどが出演。以下はそれぞれの時代の概要。
- 『水神』（現代）
彼女にフラれて落ち込む龍守渡が、友人らと向かった時津湖。そこで渡を待ち受けていた運命とは[116]。
- 『龍呼』（現代）
スマホをなくして家に帰った渡はふてくされている。その様子を見た父は、不意に不思議な舞を踊り出した[117]。
- 『巨獣』（旧石器時代）
気がつくと、そこは見たこともない世界だった。孤独と不安のなか、渡は試練の旅を歩み出す[118]。
- 『Yui meets Wataru』（※ウェブ限定ムービー）
メールで渡に別れを告げたユイ。しかし自分には渡が必要なのだと気づき、ユイは龍守家へ向かった[119]。
- 『日食』（弥生時代）
父は渡を弥生時代に送り込んだ。闇に覆われていく世界で、渡は歴史上のあの人物と絆を結ぶ[120]。
- 『永恋』（平安時代）
平安時代に飛ばされた渡。ある歌人との偶然の出会いが、渡の心を揺れ動かす[121]。

#### Galaxy Note8
「できることは、もっとある。」（2017年）
- 『Galaxy Note8 テレビCM』

MOROHAのMCアフロがアップテンポで製品を紹介。楽曲は向井太一のFREER。

#### Galaxy S9｜S9+
「感じたままを伝えるカメラ」（2018年）
- 『Coming Soon』

Galaxy S9の登場を通信キャリアの発表前に予告。
- 『スマホカメラの本気が始まる！』

MOROHAのMCアフロがGalaxy S9の製品のカメラ性能などを紹介。
- 『Galaxyのここがスゴイ！』（ウェブCM）

Galaxyの機能を細かく紹介。
もろんのんが出演する「Camera」篇、
山下歩が出演する「Performance」篇、
HiRA PARKが出演する「Entertainment」篇、
大関れいかが出演する「Playing」篇の4つのバージョンが公開されている。

#### Galaxy Note9
「The new super powerful Note」（2018年）
- 『登場』
LSDのThundercloudsに合わせて製品の特徴を紹介。
- 『ライフスタイル』
MOROHAのMCアフロ[123]が、Galaxy Note9がビジネスシーンやプライベートにどのような変革をもたらすのかを紹介。
- 『「あなたの番です」GalaxyオリジナルTVCM』
テレビドラマ「あなたの番です」とコラボし、Galaxy Note9のライブ手書き機能をアピール。
- 『「あなたの番です」GalaxyオリジナルWEB CM』（ウェブCM）
Galaxy Note9のライブ手書き機能をアピール。テレビCM版のロングバージョンとなっている。
- 『スマホあるある問題。』（ウェブCM）
5つのバージョンが公開されており、スマホの「あるある」をGalaxy Note9なら全て解決できるという内容。歌手の井上苑子や、Galaxyユーザーであるモデルの松井愛莉[124] らが出演。

#### The Future
「スマホの未来は、どんな風にだって変えてゆける。」（2019年、Galaxy S10発売前）
- 『Galaxy Brand Movie:The Future』
「スマホの未来は、どんな風にだって変えてゆける。」をテーマに、スマートフォンとともに変わってゆく未来の様子を描く。スマートガラスに映し出される映像を観る少女、折りたたみスマートフォンを持つ女性、大画面のスマートミラーで服を採寸する男性、拡張現実やホログラムのようなもので臨場感のあるゲームをする大勢の人々などが描かれている。楽曲はドリス・デイのケセラセラ。

「スマホの未来って、こんなに楽しい。」（2019年9月〜）
- 『Galaxy:The Future–Olympic Games Version 30秒篇』
『Galaxy Brand Movie:The Future』のオリンピックバージョン。2020年東京オリンピックを控える日本限定で放送されている。スマートフォンとともに変わってゆく未来のスポーツの様子を描く。スマートガラスに映し出されるオリンピックの絵を観る少女、スマートフォンから登場させたホログラムのプレイヤーとバスケットボールをプレイをする男性、サーフィンをする女性をスタジアムの中から観る人々などが描かれている。楽曲はドリス・デイのケセラセラ。
- 『Galaxy:The Future–Olympic Games Version 15秒篇』
『Galaxy:The Future–Olympic Games Version 30秒篇』の15秒版。15秒版では、楽曲を大衆が歌っているイメージの30秒篇とは異なり、一人が歌う声が強調されている。
- 『Galaxy Brand Movie:The Future「東京2020オリンピックを、共に。」』
『Galaxy:The Future–Olympic Games Version 30秒篇』の映像の一部が変更され、「東京2020オリンピックを、共に。」のキャッチーが表示される。

#### Galaxy S10｜S10+
「The Next Generation Galaxy」（2019年）
- 『Galaxy S10 | S10+ テレビCM』
製品をアップテンポで紹介。楽曲はRayelleの「Get Dat」。
- 『Galaxy S10 | S10+ テレビCM au予約キャンペーン』
『Galaxy S10 | S10+ テレビCM』と同じ映像の後、auでGalaxy S10シリーズを予約するともらえるGalaxy Buds、またYouTube Premium4ヶ月無料などの特典をアピール。
- 『Galaxy S10 | S10+ テレビCM docomo予約キャンペーン』
『Galaxy S10 | S10+ テレビCM』と同じ映像の後、docomoでGalaxy S10シリーズを予約するともらえるGalaxy Buds、またYouTube Premium4ヶ月無料などの特典をアピール。
- 『「あなたの番です」GalaxyオリジナルTVCM第2弾』
テレビドラマ「あなたの番です」とコラボし、Galaxy S10のワイヤレスパワーシェア機能をアピール。
- 『「ラジエーションハウス」GalaxyオリジナルTVCM　充電完了篇』
テレビドラマ「ラジエーションハウス」とコラボし、Galaxy S10のワイヤレスパワーシェア機能をアピール。鈴木伸之が出演。
- 『「ラジエーションハウス」GalaxyオリジナルTVCM　休日どうしようか篇』
テレビドラマ「ラジエーションハウス」とコラボしたCM第2弾。ワイヤレスパワーシェア機能をアピール。第1弾と同じく、鈴木伸之が出演。
- 『GalaxyオリジナルTVCM 「監察医　朝顔」 「大忙しの高橋！」篇』
テレビドラマ「監察医 朝顔」とコラボし、Galaxy S10のスーパー手ブレ補正機能をアピール。CM映像もGalaxy S10で撮影されている。
- 『GalaxyオリジナルTVCM 「監察医　朝顔」 「一度きりの夏」篇』
テレビドラマ「監察医 朝顔」とコラボし、Galaxy S10のトリプルカメラをアピール。CM映像もGalaxy S10で撮影されている。
- 『完全ワイヤレスイヤホン"Galaxy Buds"とYouTube Premiumをゲットしよう！』（ウェブCM）
Galaxy BudsのプレゼントキャンペーンとYouTube  Premium4ヶ月無料をアピール。Galaxy Budsプレゼントキャンペーン終了後はYouTube Premiumの部分だけで放送。
- 『Instagram mode』（ウェブCM）
S10シリーズのイメージキャラクターに就任したKōki,が出演し、写真撮影後すぐにInstagramに投稿できるカメラモード「Instagram mode」をアピール。映像は、蜷川実花が手掛けた。メイキングも公開されている。また、このCMキャンペーンに伴い、蜷川実花が撮影したKōki,のワイヤレスパワーシェア機能をアピールするビジュアルボード「Share with Kōki,」がGalaxy Harajukuや対象のGalaxy Studioにて展示され、ワイヤレスパワーシェア機能を体験することができる。その他、Kōki,の直筆サイン入りグッズのプレゼントキャンペーンなども行っている[125]。
- 『超広角カメラ』（ウェブCM）
Kōki,が出演するウェブCMシリーズ第2弾。ブランドスローガンとして掲げる「Do What You Can't」を書道とS10シリーズの超広角カメラを用いて力強く表現。書道の監修は書道家の万美が行った。メイキングも公開されている。また、このCMキャンペーンに伴い、グランフロント大阪で開催されているGalaxy Studioにて実際にCMで使用したパネルの展示や超広角カメラの体験イベントを行っている。その他、書道で書かれた「Do What You Can't」のロゴ入りオリジナルグッズのプレゼントキャンペーンなども行っている[126][127][128]。

#### Galaxy S10｜S10+×TOKYO 2020
- 『Galaxy S10 | S10+ TVCM：Galaxyと応援しよう！『Galaxy 東京2020オリンピック観戦チケットキャンペーン』実施中！』
通常のGalaxy S10シリーズのTVCMの後、Galaxy S10シリーズの購入及び応募で大会における観戦チケットが1万2020名に当たるキャンペーンを実施することをアピール。「#TeamGalaxy」として紹介されたプロ3×3プレイヤーの落合知也、プロサーファーの前田マヒナが出演。
- 『Galaxy S10 | S10+ × TOKYO2020 WEB限定CM（30秒篇）』（ウェブCM）
2020年東京オリンピックのワイヤレス通信機器カテゴリーのワールドワイドパートナー（オフィシャルスマートフォンパートナー）となっているGalaxyがGalaxy S10シリーズの購入及び応募で大会における観戦チケットが1万2020名に当たるキャンペーンを実施することをアピール。出演は「#TeamGalaxy」として紹介されたプロ3×3プレイヤーの落合知也、プロクライマーの原田海、プロサーファーの前田マヒナ。
- 『Galaxy S10 | S10+ × TOKYO2020 WEB限定CM（70秒篇）』（ウェブCM）
30秒篇のロング版。同じく「#TeamGalaxy」として紹介されたプロ3×3バスケットボールプレイヤーの落合知也、プロクライマーの原田海、プロサーファーの前田マヒナが出演。
- 『Galaxy S10 | S10+ × TOKYO2020 WEB限定CM（落合選手篇）』（ウェブCM）
プロ3×3バスケットボールプレイヤーの落合知也が出演。
- 『Galaxy S10 | S10+ × TOKYO2020 WEB限定CM（原田選手篇）』（ウェブCM）
プロクライマーの原田海が出演。
- 『Galaxy S10 | S10+ × TOKYO2020 WEB限定CM（前田選手篇）』（ウェブCM）
プロサーファーの前田マヒナが出演。

#### Galaxy Note10+
「次世代レベルのパワーがここに。」（2019年）
- 『Galaxy Note10+：TVCM　予約受付中！』
製品の特徴をアップテンポに紹介。楽曲は、Club Yokoの「I AM」。予約受付期間中に放送。
- 『Galaxy Note10+：TVCM　発売中！』
製品の特徴をアップテンポに紹介。楽曲はClub Yokoの「I AM」。発売後に放送。ウェブCMとしても同じものを放送。
- 『Galaxy Note10+ でYouTube Premiumを楽しもう！』（ウェブCM）
Galaxy Note10+で利用できるYouTube Premiumの4ヶ月無料キャンペーンをアピール。

#### Galaxy Fold
「The Future Unfolds」（2019年）
- 『Galaxy Fold：TVCM au限定！ 30秒篇』
高級感あふれる製品を紹介。「スマホの形を変えただけではありません。明日の形も変えました。」のキャッチーが表示される。楽曲は、「Pure Imagination」。
- 『Galaxy Fold：TVCM au限定！ 15秒篇』
『Galaxy Fold：TVCM au限定！ 30秒篇』の15秒版。
- 『Galaxy Fold：TVCM 発売中　30秒』
高級感あふれる製品を紹介。発売後に放送。

#### Galaxy × Tokyo2020
「Galaxyと東京2020に革新を」（2020年）
- 『Galaxy： Tokyo 2020 Fanfare』
ナレーションと共に、様々な日本のランドマークに呼応して様々な競技に挑戦するアスリートの姿をGalaxyのテクノロジーに重ね合わせて描く。2020年東京オリンピック・2020年東京パラリンピック、そして未来を切り拓いていく可能性を表現。最後には「世界シェアNo.1のGalaxyと東京2020に革新を。」のテキストが表示される。このCMの放送開始直前には、オリンピック大会だけでなく、パラリンピックについてもJOCとパートナー契約を交わしたことを正式に発表していた[注 51]。2020年2月23日より放送開始している。また、短縮版をウェブCMとしても放送。

#### Galaxy S20 5G
「このスマホは、写真を変える」（2020年）
- 『Galaxy S20 5G：テレビCMドコモ予約キャンペーン！』
Galaxy S20ユーザー人が、特徴的なカメラ機能を使いながら撮影を行うシーンの中で、Space Zoomや8K動画撮影、5G対応などの機能をアピール。最後には、「とっておきの瞬間が見つかる。」というキャッチーが表示され、予約・購入・応募でGalaxy Buds+がもれなくもらえるキャンペーンをアピール。発売前に放送。
- 『Galaxy S20 5G：テレビCMau予約キャンペーン！』
Galaxy S20ユーザーが、特徴的なカメラ機能を使いながら撮影を行うシーンの中で、Space Zoomや8K動画撮影、5G対応などの機能をアピール。最後には、「とっておきの瞬間が見つかる。」というキャッチーが表示され、予約・購入・応募でGalaxy Buds+がもれなくもらえるキャンペーンをアピール。発売前に放送。
- 『GalaxyS20 5G：テレビCM 好評発売中！』
Galaxy S20ユーザーが、特徴的なカメラ機能を使いながら撮影を行うシーンの中で、Space Zoomや8K動画撮影、5G対応などの機能をアピール。最後には、「とっておきの瞬間が見つかる。」というキャッチーが表示される。発売後に放送。
- 『GalaxyS20 5G：テレビCM au購入キャンペーン！』
Galaxy S20ユーザーが、特徴的なカメラ機能を使いながら撮影を行うシーンの中で、Space Zoomや8K動画撮影、5G対応などの機能をアピール。最後には、「とっておきの瞬間が見つかる。」というキャッチーが表示され、購入・応募でGalaxy Buds+がもれなくもらえるキャンペーンをアピール。発売後に放送。
- 『Galaxy S20 5G：プロが語る』（ウェブCM）
日本国内のテック系YouTuberなどが、Galaxy S20 5Gをレビューした映像をテーマごとにまとめたウェブ限定CM。「動画撮影これ1台。Vlogへ挑戦！篇」、「シングルテイク新機能！篇」、「30倍スペースズーム！篇」、「8Kビデオ撮影！篇」、「機能注目ポイント！レビュー篇」がある。

#### COVID-19関連
「Stay apart, stay together.」（2020年）
- 『Stay apart, stay together︰共に乗り越えよう。』
新型コロナウイルスの感染防止のため、離れていないといけなくても、想いは一緒だというメッセージを伝える。グローバルで制作され、最小限の改変を経て日本でも放送された。

#### Galaxy S20 Series
「このスマホは、写真を変える」（2020年）
- 『Galaxy S20｜S20+｜S20 Ultra：かけがえのない1枚をGalaxyと。』
海外でも同じ映像を使用したCMがスタートしたが、日本国内においてはGalaxy S20 Ultraの登場とともに放送開始。180MPセンサーや8K動画撮影といった高い写真性能をアピール。

#### Galaxy Buds Live
「いつでも臨場感溢れるサウンドを」（2020年）
- 『人はもっと、音楽に近づける。』
Galaxy Buds Liveのアイコニックなデザインや、アクティブノイズキャンセリング機能についてスピーディーに紹介。2020年10月1日放送開始。

#### Galaxy Z Flip 5G
「折りたたみスマホの新たなカタチ」（2020年）
- 『折りたたみスマホの新たなカタチ』
Galaxy Z Flip 5Gの特徴的なデザインなどをスピーディに紹介。

#### Galaxy Z Fold2 5G
「未来は開かれた。」（2020年）
- 『Galaxy Z Fold2 5G：テレビCM 「未来は、ひらかれた。」』
Galaxy Z Fold2 5Gの特徴的なデザインや機能を流動的にまとめたCM。最後に「未来は開かれた。」のキャッチコピーが流れる。

#### Galaxy Note20 Ultra 5G
「これまでの「スマートフォン」から、全く新しい「パワーフォン」へ」（2020年）
- 『Galaxy Note20 Ultra 5G：auから好評発売中！テレビCM』
Galaxy Note20 Ultraの仕事をサポートする機能やゲーム体験をナレーションを交えて説明。ほぼ同じ映像の後にauでのGalaxy Buds Liveのプレゼントキャンペーンについて説明する予約受付中バージョンも存在。
- 『Galaxy Note20 Ultra 5G：ドコモより好評発売中！テレビCM』
Galaxy Note20 Ultraの仕事をサポートする機能やゲーム体験をナレーションを交えて説明。ほぼ同じ映像の後にdocomoでのGalaxy Buds Liveのプレゼントキャンペーンについて説明する予約受付中バージョンも存在。

#### Galaxy A51
「さあ、未知の感動へ没入しよう。」（2020年）
- 『Galaxy A51 5G のマクロカメラ meets ゆりやんレトリィバァ “4cm美”（WEB CM）』（ウェブCM）
約36kgの減量に成功したゆりやんレトリィバァが出演するウェブCM。「4cmの近さですべて映える」をテーマに、マクロカメラの性能をアピール。

#### Galaxyホリデーキャンペーン
- 『Galaxy Watch3：また、走りたくなるギフトを贈ろう。』
マラソン大会が延期になりやる気を失った男性にGalaxy Watch3をプレゼント。ランニングガイドなどの機能を使って、再び家でトレーニングを楽しむ、というストーリー。2020年12月14日～12月31日に放送。
- 『Galaxy Buds Live：プライベートコンサートを贈ろう。』
コンサートが中止になった女の子にGalaxy Buds Liveをプレゼント。ノイズキャンセリング搭載で没入感のある「プライベートコンサート」をして楽しむ、というストーリー。楽曲はBTSのDynamite。2020年12月14日～12月31日に放送。
- 『Galaxy Note 20 Ultra：仕事も遊びも叶えるギフトを贈ろう。』
バンドの練習が直接できなかった男性にGalaxy Note20 Ultraをプレゼント。（グローバル版と同じ映像であるため実際にはNote20だが、日本版ではNote20 Ultraを贈った想定となっている。）Sペンや大画面を生かしてオンラインでセッションをし元気を取り戻す、というストーリー。2020年12月14日～12月31日に放送。

#### Galaxy新生活キャンペーン
- 『2人に1人 必ず当たる！Galaxy 新生活キャンペーン テレビCM』
キャンペーン期間中に放送。最後のナレーションが異なる2バージョンがある。

#### Galaxy Buds Pro
「さあ、最高の音の世界へ！」（2021年）
- 『Galaxy Buds Pro：テレビCM 「極上のサウンド」 篇』
Galaxy Buds Proを使用しているユーザーが様々な場所で高音質の音楽を楽しむストーリー。
- 『Galaxy Buds Pro：テレビCM 「アクティブノイズキャンセリング（ANC）」 篇』
Galaxy Buds Proを使用しているユーザーがイヤホンをつけたまま店員と話をするというストーリー。話をするときに自動で音量を下げる「インテリジェント・アクティブノイズキャンセリング機能」を紹介。

#### Galaxy S21 Series
「毎日を特別にするスマートフォン」(2021年、S21｜S21+)
- 『Galaxy S21 ｜ S21 Ultra 5G：NTTドコモより発売！』
Galaxy S21を使ってアウトドアを楽しむユーザーとナレーションの会話を通して、様々な機能を紹介。ベースモデルのGalaxy S21を中心に、デザインやカラーリング、8Kビデオスナップ、長持ちのバッテリーなどを紹介し、「だってGalaxyですから。」のナレーションと「とびっきりの毎日を、シェアしよう。」というテキストで締めくくられる。NTTドコモのバージョン。
- 『Galaxy S21 ｜ S21+ 5G：auより発売！』
Galaxy S21を使ってアウトドアを楽しむユーザーとナレーションの会話を通して、様々な機能を紹介。ベースモデルのGalaxy S21を中心に、デザインやカラーリング、8Kビデオスナップ、長持ちのバッテリーなどを紹介し、「だってGalaxyですから。」のナレーションと「とびっきりの毎日を、シェアしよう。」というテキストで締めくくられる。auのバージョン。

「すべてが特別なスマートフォン」（2021年、S21 Ultra）
- 『好評発売中！Galaxy S21｜S21+｜S21 Ultra 5G テレビCM』
Galaxy S21 Ultraを中心に、8Kビデオスナップ、108MPカメラ、5000mAhバッテリー、5Gなどの機能を紹介。

「とびっきりの毎日を、シェアしよう。」 (2021年、S21｜S21+｜S21 Ultra、2020年東京オリンピック大会中から放送)
- 『好評発売中 Galaxy S21 series 5G：テレビCM』
Galaxy S21 Seriesの高い撮影性能や防水性能をアピール。「とびっきりの毎日を、シェアしよう。」のテキストで締めくくられる。

#### Galaxy | Olympic Games Tokyo 2020
「Proud sponsor of a world coming together」 (2021年)
2020年東京オリンピック・2020年東京パラリンピックの実施中に展開する広告。日本国内のテレビCMとしては、Galaxyがもとより提供する番組のほか、オリンピック競技の中継番組、オリンピックの情報などをまとめる関連番組やニュース番組に提供し多くのタイムCMを放送、そのほかにスポットCMも放送した。ウェブ広告としても展開し、TwitterやYouTube、LINEなどのサービスでマストヘッドの広告に表示され、テレビCMと同じ映像がウェブCMとしても放送された。その他には、街頭広告として都市圏の主要駅構内や渋谷駅前の大型ビジョンでの放送、タクシーの外装広告などでテレビCMと同じ映像の広告や、「The world comes together with Galaxy」というコピーとスポーツをする人・Galaxy S21やGalaxy Z Fold2のグラフィックが描かれた広告などが展開された。大会に際しては、「Galaxy S21 5G Olympic Games Edition」をNTTドコモからオンラインショップ限定で発売。オリンピック・パラリンピックに出場するアスリート全員である1万7000名以上にはドコモ版のものとは一部仕様が異なる「Galaxy S21 5G Olympic Games Athlete Edition」を配布した。東京都中央区晴海に設置されている大会選手村では、選手ら専用の体験スペースやスマートフォンの修理センターである「Galaxy Athlete Lounge」が設けられている。そのほかTwitterでの「あなたの声援がチカラになる」と称し募集したメッセージをアスリートに届ける「#届け声援」プロジェクトや、Galaxy Harajukuでの体験でピンバッジを集め、景品の抽選に参加できるキャンペーンなどを実施した。公式サイトでは様々な会場で行われたパフォーマンスや競技の様子をGalaxyスマートフォンで写真に収めた「#withGalaxy」写真を掲載した。
- 『Galaxy | Olympic Games Tokyo 2020 : Be There』
Galaxyを通じて離れている人と人、アスリートと世界中の人々が繋がり、感動を共有していく様子が描かれる。電車の中で陸上競技を観戦するGalaxy S21ユーザーがホームに降りると電光掲示板にカウントダウンが表示され、そのユーザーの前を陸上選手が走っていく。山の上でスマートフォンを見ながら話す別のGalaxy S21ユーザー。バスケットボールの試合会場にいるさらに別のユーザーから「今、ここにいるんだよ」「見える？」と声をかけられ、一緒に試合を観戦する。会場前の階段に座り、Galaxy Z Flip 5Gを操作する宮崎県生まれでイギリスのスケートボード選手のスカイ・ブラウン[注 58]。離れたところにいる父に「パパがそばにいてくれたら…」とメッセージを送る。父はビデオ通話で「スカイ…」「ここにいるよ」と声をかけ、一時的にスカイの隣に現れて「スカイなら大丈夫」とエールを送る。それを聞き、スカイは会場の方へ走っていく。学校では先生がGalaxy Z Fold2でセーリングの映像を子どもたちに見せ、その途端窓の向こう側にセーリングが行われる海が現れる。最後は「Proud sponsor of a world coming together」のテキストで締めくくられる。フルは1分。
- 『Galaxy | Olympic Games Tokyo 2020 ：「世界中から応援を届けよう」篇』
「Galaxy | Olympic Games Tokyo 2020 : Be There」のGalaxyを通じて人々が繋がっていく場面を抽出したバージョン。最後は「Proud sponsor of a world coming together」のテキストで締めくくられる。フルは30秒。
- 『Galaxy | Olympic Games Tokyo 2020 ：「感動を分かち合おう」篇』
「Galaxy | Olympic Games Tokyo 2020 : Be There」のGalaxyで大会の中継映像を鑑賞し、感動を共有する場面を抽出したバージョン。最後は「Proud sponsor of a world coming together」のテキストで締めくくられる。フルは30秒。

#### Galaxy Z Fold3丨Z Flip3
「Unfold your world」 (2021年)
- 『Galaxy Z Fold3｜Z Flip3 5G：ドコモより初の折りたたみスマホ、ついに発売！テレビCM』
広場でGalaxy Z Flip3を開く若者。車内でGalaxy Z Fold3を開くビジネスマン。二人はそれぞれ折りたたみならではの圧倒的な撮影体験、視聴体験を味わう。「この体験は想像以上だ」「Unfold your world」のキャッチコピーのあと、ナレーションとともに商品名が表示される。最後は「開けば見える、新たな世界。」のコピーで締められる。ドコモ版。
- 『Galaxy Z Fold3｜Z Flip3 5G：auより最新の折りたたみスマホ発売！テレビCM』
広場でGalaxy Z Flip3を開く若者。社内でGalaxy Z Fold3を開くビジネスマン。二人はそれぞれ折りたたみならではの圧倒的な撮影体験、視聴体験を味わう。「この体験は想像以上だ」「Unfold your world」のキャッチコピーのあと、ナレーションとともに商品名が表示される。最後は「開けば見える、新たな世界。」のコピーで締められる。au版。
- 『Galaxy × BTS：折りたたみスマホ Galaxy Z Flip3 5G テレビCM』
地下鉄の中で、Z Flip3のカバー画面を操作してBTSのButterを再生する一人の乗客。すると電車の窓にBTSのメンバー、JINの姿が現れる。BTS全員とその乗客は楽曲に合わせダンス。「Unfold your world」のキャッチコピーが現れ、Z Flip3は閉じられる。最後にもう一度音楽が流れ、商品が表示される。
- 『Googleが入っているスマートフォンシリーズ』（ウェブCM）
GoogleとGalaxyの親和性や便利な機能をアピールするウェブCMシリーズ。Google Japanがスマートフォンメーカーと合同で制作する。CMの最後には「Google｜Galaxy」のロゴが表示される。また、ほとんどのバージョンにでは「Googleが入っているGalaxy」のテキストが表示される。それぞれ15〜16秒。データ移行のしやすさをアピールする「Galaxy Z Fold3 5G への乗り換えはラクラク。Google が入っているスマートフォンシリーズ」・「Galaxy Z Flip3 5G への乗り換えはラクラク。Google が入っているスマートフォンシリーズ」、Googleレンズの翻訳機能をアピールする「知らない言語も、かざして翻訳。Google が入っているスマートフォンシリーズ : Galaxy Z Fold3 5G」、Google Playプロテクトの高いセキュリティ性能をアピールする「24時間、セキュリティばっちり。Google が入っているスマートフォンシリーズ : Galaxy Z Flip3 5G」・「24時間、セキュリティばっちり。Google が入っているスマートフォンシリーズ : Galaxy Z Fold3 5G」、マルチタスク機能をアピールする「3画面表示で、どこでもマルチタスク。Google が入っているスマートフォンシリーズ : Galaxy Z Fold3 5G」「2つの画面が、同時に見られる。Google が入っているスマートフォンシリーズ : Galaxy Z Flip3 5G」、GoogleマップのARナビ機能をアピールする「もう、道に迷わない。Google が入っているスマートフォンシリーズ : Galaxy Z Flip3 5G」のバージョンがある。

#### Galaxyホリデーキャンペーン（2021）
- 『Galaxy：想いをギフトに、Galaxy と。（テレビCM）』
Galaxyの販売店の前を通りかかった一人の若者。店内に飾られているGalaxy Z Flip3に目を奪われる。（登場するパープルカラーは日本未発売。）彼女が立ち去り、夜になった販売店の中のスマホやスマートウォッチの画面にハートが溢れるようなエフェクトやAR絵文字が現れ、「イカナイデ…」「アイタイヨ…」の字幕が表示される。その後人が入ってくると一斉に画面の表示が消え、元の状態に戻る。そして誰かがZ Flip3を手にした。あのとき通りかかった彼女が家で箱を開けている。「あなたにずっと、逢いたかった。」「想いをギフトに、Galaxyと。」のキャッチコピーとともに物語は終わる。最後にドコモ・au・J:COMモバイルのGalaxy対象製品を購入・応募した人向けに抽選で2021名に「Galaxy Buds2ペアセット」をプレゼントする「Galaxy ホリデーギフトキャンペーン2021」の告知をする。楽曲はバックストリート・ボーイズのI Want It That Way。

#### Galaxy S21 Series
2022年放送シリーズ。
- 『Galaxy S21 series 5G：外出先でもゲームに没入！』
地下鉄の中、ものすごいスピードで指を動かしゲーム（League of Legends）に熱中する一人の乗客。「滑らかな120Hzディスプレイ」とテキストが表示され、物語は終了。
- 『Galaxy S21 series 5G：愛犬・愛猫を撮るならGalaxy！』
二人の若者が店に来た男性の犬をポートレートモードで撮影。「撮ってそのまま、SNSにアップ」とテキストが表示され、物語は終了。
- 『Galaxy S21 series 5G：ポートレートモードでワンランク上の撮影を』
屋台で働く店員を撮る若者。ポートレートモードで色々なエフェクトを試す。「ポートレート撮影がさらに進化」とテキストが表示され、物語は終了。

#### Galaxy x Beijing 2022
「Proud sponsor of a world coming together」 (2022年)
2022年北京オリンピック・2022年北京パラリンピック開催中に展開する広告。
- 『Galaxy x Beijing 2022: Proud sponsor of a world coming together』
海辺でGalaxy Z Flip3を開くと、スノーボードをするアスリートの映像。スノーボードの裏には「save the planet」の文字。「海をキレイにするのが、僕のライフワークさ」と言いながらそのスノーボードの動画に"いいね"したその人は、海辺のゴミを拾うボランティアだった。そしてカメラはそこに落ちているじょうろの中へ。そこにはボブスレーをするアスリートがいた。そしてGalaxy Z Fold3でゲームをプレイするゲーマー。「スピードじゃ負けない」「競技でもゲームでも」と言いながら、ボブスレーとゲーム内の車がハイスピードで駆け抜けていく。他のプレイヤーは「速いっ!!」と驚愕した。次に映し出されたのは落ち着いた空間でGalaxy Z Fold3を操作する音楽家。その瞬間緊迫するアイスホッケーの試合でゴールを守るゴールテンダーの瞳が映し出される。その瞳の中で音楽家はドラムを叩きながら「落ち着け! 俺のリズムで止めてやる!」と叫ぶ。ゴールテンダーは見事にパックを止めた。その後、さまざまな場面で熱狂する人々を背景に「熱くなろう。ひとつになろう。」「Proud sponsor of a world coming together」というキャッチーが表示され、終了。サムネイルや説明欄では「United by Passion」というキャッチーも記載されている。

#### Galaxy新生活キャンペーン（2022）
「ずっと一緒さ。」（2022年）
「君が家から離れても。君が学校を離れても。君が職場を離れても。君がこの世界から離れても。君が僕からどれほど離れてしまっても、心の扉を開けば、僕はいつでもそこにいる。だから安心して進め。次の新しいステージへ。 ずっと一緒さ。高校の卒業式を迎えた息子と、転職に悩む父。人生の転機に過去を振り返ると、そばにいたのは今と変わらず、家族でした。新生活の季節・春にそれぞれの一歩を踏み出しながら、父の故郷・函館で、また家族は1つに。」というメッセージとともに、新生活を迎える多くの人へのメッセージとなるGalaxyのブランドCM。日本国内向けのオリジナル制作で日本のみで放送。物語の舞台となる函館出身のYUKIが2012年にリリースした楽曲「大人になって」をアイナ・ジ・エンドがカバーした音源が使用されており、公式サイトではレコーディング風景とインタビューが公開された。
- 『Galaxy：ずっと一緒さ。新生活（テレビCM30秒）』
- 『Galaxy：ずっと一緒さ。新生活（フルバージョン）』

#### Galaxy S22 Series
- 『Galaxy S22｜S22 Ultra：好評発売中！テレビCM』
Galaxy S22を使っているスマートフォンユーザー。ベッドの上で思い立ったような表情を浮かべ、すっかり夜になった街へと外出する。街灯やストリートアートを動画に収め、コートにたどり着くと、試合の様子をナイトグラフィーで撮影。シュートが決まると「動画は夜がおもしろい。」「#ナイトグラフィーで撮ろう」のキャッチーとGalaxy S22｜S22 Ultraが現れる。

- 『Galaxy S22 Ultra：さぁ、Ultraをスタンダードへ。』
Galaxy S22 Ultraの魅力的なデザインや、Sペン対応を臨場感あふれる製品映像でアピール。

- 『期間限定TVCM放映中！｜au × Galaxy S22 Series』
KDDI（au）と共同で放映するCM。前半はグローバル制作映像で、ナイトグラフィー撮影や手ブレ補正といった高い動画撮影性能を街や鉄道駅で夜間の撮影を楽しむ人たちの映像でアピール。「動画は夜がおもしろい」「ナイトグラフィーで撮ろう。」のキャッチーが表示されたあと製品映像に切り替わり、その後にはauが実施する「5G機種変更おトク割」でGalaxy S22｜S22 Ultraを店頭購入で機種代金が16,500円割引となるキャンペーンを紹介。最後はauのロゴが表示される。

- 『コラボCM放映中！｜ahamo大盛り × Galaxy S22』
NTTドコモが提供するahamoとコラボしたCM。様々な人やキャラクターが集まるパーティの中でGalaxy S22を使って記念撮影。「暗くても綺麗に撮れる」「アハモ大盛りでギガもたっぷり使える」「ギガも気にせず」「じゃんじゃん使えるじゃん！」という台詞が流れ、「遊び尽くそう!!」という台詞とともにGalaxy S22の製品映像に。その後100GBを4,950円で使える「ahamo大盛り」をアピール。出演は神尾楓珠、楽曲はYOASOBIの「三原色」。

#### 補足
- 近年ではテレビCM向けにGalaxyの製品CMだけではなく、「Galaxy Brand Movie」を放送している。これは、ブランドスローガンであるDo What You CantをテーマにGalaxyが描き出す未来やGalaxyがどのように人と繋がるかを描いた映像であり、年に数回グローバルで制作され、日本版でも改変は最小限に抑え、放送されている。
- 山﨑賢人、飯豊まりえなどが出演し、BUMP OF CHICKENが歌う主題歌でも話題になった「どんな君も、逃さない。（Galaxy S7 edge）」シリーズと「昨日までを、越えてゆけ（Galaxy S8）」シリーズのストーリーは繋がっており、事実上の続編となっている[130]。しかし、Galaxy S9以降のCMシリーズでは続編がつくられていない。Engadgetのインタビューにおいて、サムスン電子の副社長であるイ・ヨンヒは、「日本でのマーケティングは難しい部分も多く、トライ＆エラーを重ね様々なことを行ってきました。例えば昨年行ったTVCMのように日本向けにローカライズしたものを放送したこともあります。しかしそれらの経験から学んだことは、日本でもグローバルと同じマーケティング展開を行うほうが効果があるだろうということです」と発言している[90]。
- 近年、GalaxyのフラグシップスマートフォンやGalaxy Wearableなどでは「公式紹介映像」が公開されている。この映像は基本的にCMとしては使われないが、ウェブCMとして放送していることもある[注 59]。
- Galaxyがスポンサーを務めるテレビドラマ番組では、劇中で登場人物がGalaxyスマートフォン、タブレットを使用している。ドラマによっては、タイアップCMを制作・放送している場合もある。また、現在習慣的なスポンサー番組のないテレビ朝日などのドラマでも持道具協力として表記されていることがある。その他、テレビ朝日主催のイベント「テレビ朝日・六本木ヒルズ 夏祭り SUMMER STATION」では、アトラクションにGear VRを提供したり、世界水泳のブーススポンサーとして参加した例がある。

### 提供番組
- TBS系列（JNN）
  - 火曜ドラマ（2020年10月〜2021年9月）- 「この恋あたためますか」からテレビCMを放送。劇中使用あり。2021年4月からはカラー表記。
  - ニンゲン観察バラエティ モニタリング （2016年4月〜2020年9月）
  - マツコの知らない世界 (2021年10月〜2023年3月) 2023年3月をもって撤退、後任はPanasonic。
  - 原宿ネストカフェ→7つの海を楽しもう!世界さまぁ〜リゾート（初期のごく一部まで） - GALAXY Note名義（2012年11月17日分放送以降はGALAXY Note II）でスポンサーとなっている。原宿ネストカフェでは使用される場面があった。
  - この差って何ですか? - 番組本編終了後のヒッチハイクと番組コラボCM（題名は「Galaxy×この差」）を放送。
- フジテレビ系列（FNN/FNS）
  - 月9ドラマ （2019年4月〜2023年3月）- 60秒。2010年春の番組改編から続いた同業者のNTTドコモから引き継いだ。Galaxyが月9ドラマのようないわゆる「ブランド枠」のスポンサーになるのは初めてである。劇中使用あり。キャリア製品のCMについては、2019年3月まで提供していたNTTドコモの製品のみ放送。ラジエーションハウス〜放射線科の診断レポート〜（第1シーズン）と監察医 朝顔（第1シーズン）ではコラボCMを放送。2023年3月をもって撤退、後任はSpotify。
  - 芸能人が本気で考えた!ドッキリGP（2021年10月〜2022年9月）
  - 火9ドラマ（2016年10月〜2019年3月） - カラー表記。劇中使用あり。
  - ジャンクSPORTS（2019年10月〜2020年9月）
  - VS嵐（2015年10月〜2020年9月）
  - ホンマでっか!?TV（2015年10月〜2016年3月）
  - 発見!なるほどレストラン 日本のおいしいごはんを作ろう!→発見!ウワサの食卓→潜入!ウワサの大家族
  - 火10ドラマ（カンテレ制作枠） - ON 異常犯罪捜査官・藤堂比奈子と僕のヤバイ妻のみ提供。
  - 土ドラ (フジテレビ)（2015年9月のみ）
  - 土ドラ! （2013年8月～9月）- 山田くんと7人の魔女のみ。
  - 水10（2013年8月〜9月）ショムニ2013 - GALAXY S4名義でのスポンサーとしてだけではなく、番組とコラボレーションしたCMが放送されていたり、番組内でも使用されていた。またフジテレビの他の番組などにも提供していた。
- 日本テレビ系列（NNN/NNS）
  - 水曜ドラマ - 劇中使用あり。2020年10月からはカラー表記、2022年9月をもって撤退した。
  - 土曜ドラマ - 30秒・カラー表記。劇中使用あり、2022年9月をもって撤退した。
  - 日曜ドラマ（2019年4月〜2022年9月） - 30秒。劇中使用あり。作品によってはコラボCMを放送する場合があった。2022年9月をもって撤退した。
  - プラチナイト モクドラF
  - 超問クイズ! 真実か?ウソか?→超問クイズ（〜2019年9月）→沸騰ワード10（2019年10月〜 ネットワークセールス移行後） - 前半ナショナルセールス枠[注 60]。
  - 踊る!さんま御殿!!（2015年10月～2016年3月）
  - 櫻井有吉アブナイ夜会（2015年10月〜2016年3月）
  - ネプ&イモトの世界番付（2015年10月〜2016年3月）
- テレビ朝日系列（ANN）
  - クイズプレゼンバラエティー Qさま!!（2017年4月〜2018年）
  - 中居正広のミになる図書館→中居正広の身になる図書館（2017年4月～9月）
  - しくじり先生 俺みたいになるな!!（2016年1月〜2016年12月）

- タイムCM以外にスポットCMの放送もしており、ニュース番組、バラエティ番組など多岐にわたって放送されている。

### ウェブ広告
ウェブ広告はGoogle Adsを通して主にフラグシップシリーズ、ミッドレンジシリーズ、またゲームなどとのコラボレーションや特典について宣伝する内容のものが配信されている。また、ウェブ上での動画広告はYouTubeを通して配信されている。

### 街頭広告
都市圏の主要な駅構内や外壁、またその周辺などに主にフラグシップシリーズのGalaxyスマートフォンの広告を設置している。